# Pforzheim
Pforzheim ist eine Großstadt mit 134.912 Einwohnern (31. Dezember 2024) im Nordwesten Baden-Württembergs am Nordrand des Schwarzwalds am Zusammenfluss von Enz, Nagold und Würm. Pforzheim ist ein Stadtkreis und zugleich Verwaltungssitz des Enzkreises, von dem das Stadtgebiet fast vollständig umschlossen ist. Die Stadt ist ein Zentrum des Verdichtungsraums Karlsruhe/Pforzheim, der etwa 650.000 Einwohner zählt. Die Stadt ist ferner das Oberzentrum der Region Nordschwarzwald. Die nächsten größeren Städte sind Karlsruhe (etwa 25 Kilometer nordwestlich) und die Landeshauptstadt Stuttgart (rund 37 Kilometer südöstlich). Pforzheim beherbergt zahlreiche weiterführende Schulen sowie eine Hochschule für angewandte Wissenschaft (Hochschule Pforzheim).
Pforzheim ist ursprünglich eine Römergründung. Der Name leitet sich von lat. Port(us) (= vielleicht Flusshafen oder Stapelplatz) ab, dem auf dem Leugenstein von Friolzheim überlieferten römischen (Teil-)Namen der römischen Siedlung im heutigen Stadtgebiet von Pforzheim. Als Hauptort einer Civitas der Provinz Germania superior war die römische Stadt Portus ein Verwaltungszentrum. Der lateinische Name war im Mittelalter auch Phorcen(sis).
Im Jahre 1067 wurde Pforzheim in einem Dokument König Heinrichs IV. erstmals urkundlich erwähnt. Als badische Residenzstadt wurde Pforzheim Ende des 17. Jahrhunderts mehrfach durch französische Truppen zerstört. Der britische Luftangriff auf Pforzheim am 23. Februar 1945 vernichtete 80 Prozent des Stadtgebietes und forderte nahezu 18.000 Todesopfer.
Durch die 1767 von Markgraf Karl Friedrich von Baden begründete Schmuck- und Uhrenindustrie wurde Pforzheim weltbekannt. Darauf nimmt der Beiname Goldstadt beziehungsweise Gold-, Schmuck- und Uhrenstadt Bezug. In der Stadt werden etwa 75 Prozent der deutschen Schmuckwaren produziert; zudem befindet sich hier die einzige Goldschmiedeschule mit Uhrmacherschule in Deutschland.
Pforzheim wird auch Pforte zum Schwarzwald genannt. Hier beginnen die Schwarzwald-Wanderwege nach Basel (Westweg), Waldshut (Mittelweg) und Schaffhausen (Ostweg). Auch der Schwarzwald-Schwäbische-Alb-Allgäu-Weg hat seinen Startpunkt dort, er führt über 311 Kilometer ins Allgäu. Zudem ist der Ort Endpunkt der Bertha Benz Memorial Route.

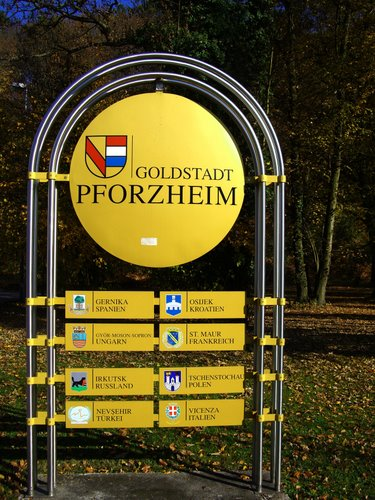
Begrüßungsschild in Pforzheim mit Partnerstädten

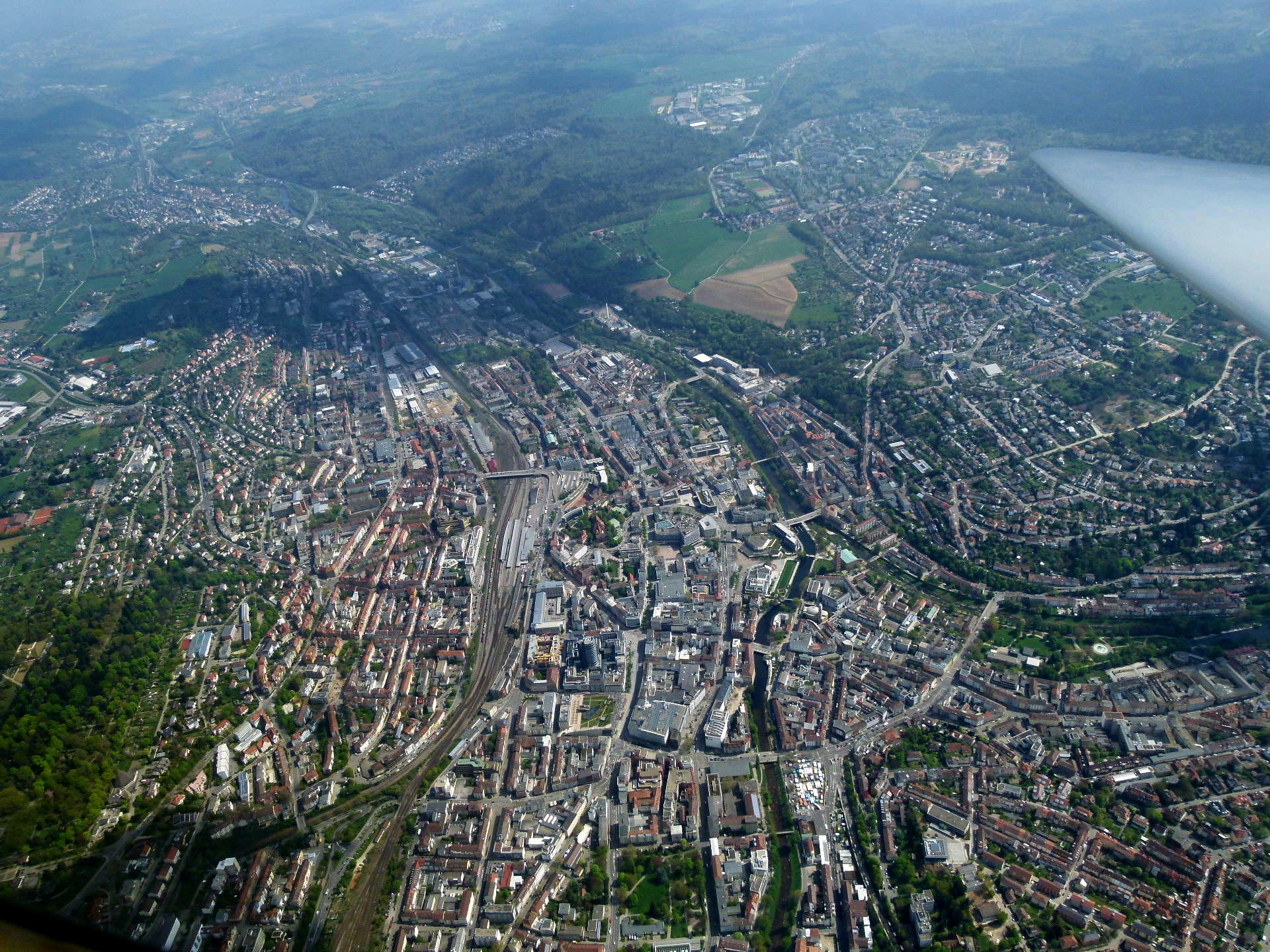
Luftbild Pforzheims

## Geographie

### Stadtgliederung
Die Stadt Pforzheim besteht aus der Kernstadt und den durch die Gebietsreform der 1970er Jahre eingegliederten Gemeinden Büchenbronn, Eutingen an der Enz, Hohenwart, Huchenfeld und Würm, die gemäß § 8 ff. der Hauptsatzung der Stadt Pforzheim als Vertretung ihrer Ortschaft einen Ortschaftsrat und eine Ortschaftsverwaltung haben. Die früher eingemeindeten Dörfer Dillweißenstein, das kurz vor der Eingemeindung nach Pforzheim aus den Dörfern Dillstein und Weißenstein gebildet wurde, und Brötzingen gehören zur Kernstadt. Die moderne Stadtgliederung entspricht nur teilweise den früheren Gemeindegrenzen.

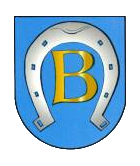
Brötzingen
Büchenbronn
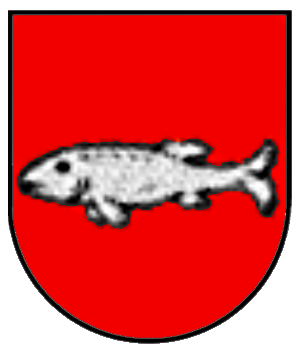
Dillstein
Eutingen
Hohenwart
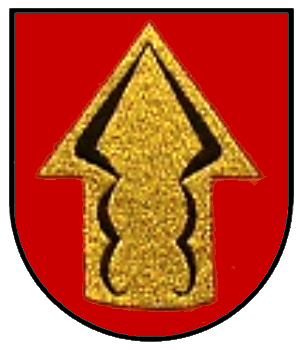
Huchenfeld
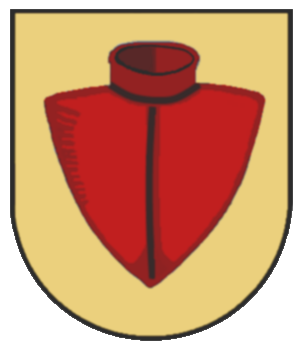
Würm
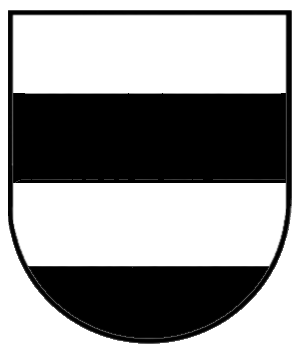
Weißenstein

Die Stadt Pforzheim besteht aus folgenden 15 Stadtteilen. Neben den Ortsteilen mit eigener Ortschaftsverwaltung gehören hierzu auch Teilgebiete der Kernstadt:
- Au (mit Haidach, Hagenschieß und Altgefäll)
- Brötzingen (mit Arlinger)
- Buckenberg
- Büchenbronn (mit Sonnenberg)
- Dillweißenstein (mit Sonnenhof)
- Eutingen (mit Mäuerach)
- Hohenwart
- Huchenfeld
- Innenstadt
- Nordstadt (mit Maihälden)
- Oststadt
- Südoststadt
- Südweststadt
- Weststadt
- Würm

Auf dem Stadtgebiet liegen die Wüstungen Wilflingen, Hartheim (beide Pforzheimer Gemarkung), Arlingen, Tannhof (beide zu Brötzingen), Rod, Falkengarten (beide zu Dillweißenstein) und Igelsbach (zu Eutingen). Igelsbach, Rod (als Rotplatte) und Arlingen (als Arlinger) sind als Wohngebiete neu besiedelt worden.

### Nachbargemeinden

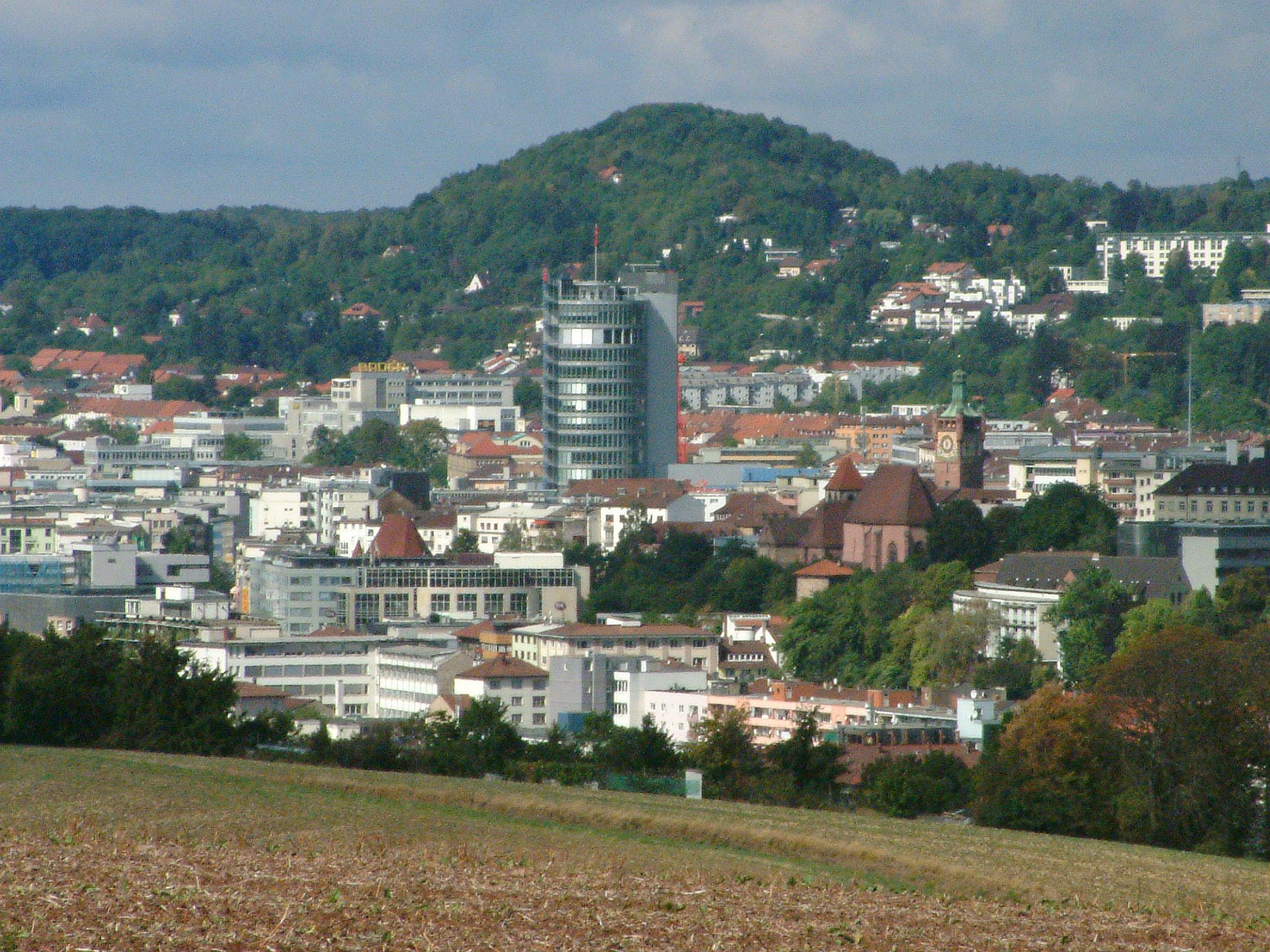
Blick auf Pforzheim

Die folgenden Gemeinden grenzen an die Gemeinde Pforzheim. Sie liegen alle im Enzkreis – mit Ausnahme des südlich gelegenen Unterreichenbach, das zum Landkreis Calw gehört.
Im Norden: Ispringen, Neulingen, Kieselbronn
Im Osten: Niefern-Öschelbronn, Wurmberg, Wimsheim
Im Süden: Tiefenbronn, Neuhausen, Unterreichenbach, Engelsbrand
Im Westen: Birkenfeld, Keltern, Kämpfelbach

### Flächenaufteilung
Nach Daten des Statistischen Landesamtes, Stand 2015.

### Raumplanung
Die Aufgaben der regionalen Raumplanung werden vom Regionalverband Nordschwarzwald wahrgenommen. Pforzheim ist hierbei als Oberzentrum ausgewiesen. Sitz des Regionalverbandes ist Pforzheim. Der Regionalverband umfasst den Stadtkreis Pforzheim sowie die Landkreise Enzkreis, Calw und Freudenstadt.

### Naturräumliche Lage

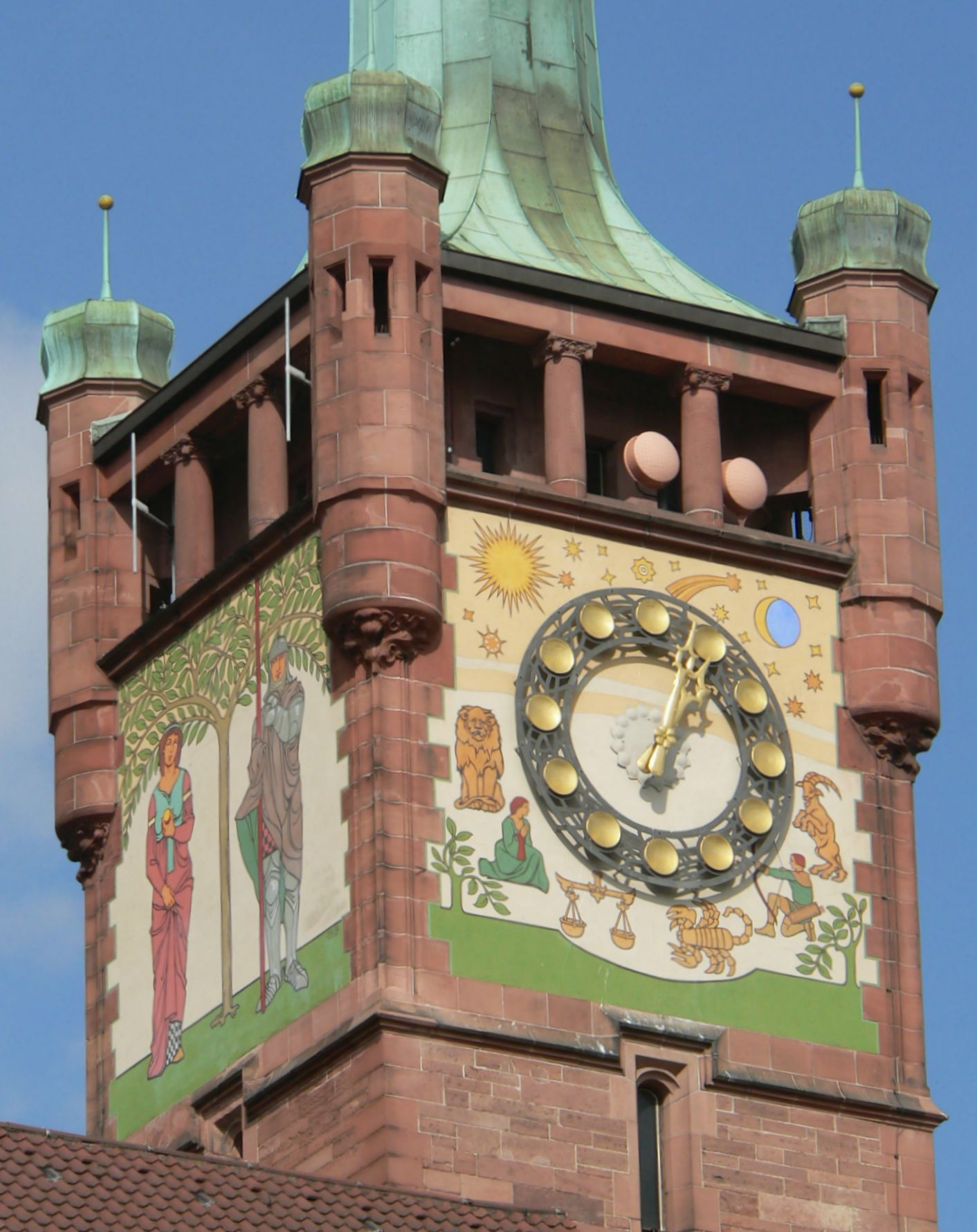
Bezirksamtsturm am ehemaligen Großherzoglichen Bezirksamt Pforzheim an der Bahnhofstraße

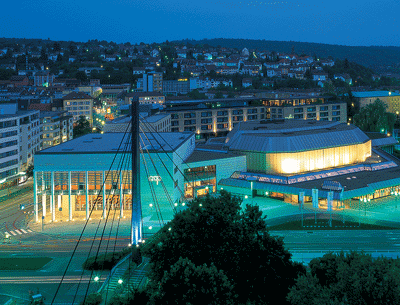
CongressCentrum Pforzheim

Sowohl die frühere Stadtgemarkung als auch das heutige Gemeindeterritorium erstrecken sich laut der naturräumlichen Gliederung Deutschlands auf Gäugebiet (Enztal, Kraichgau) und Schwarzwald. Die Innenstadt liegt in einer Weitung des Enztales am Zusammenfluss von Nagold und Enz. Der Gesteinsuntergrund wechselt im Talgrund vom Muschelkalk (Gäuland) zum Buntsandstein (Schwarzwald), naturräumlich gesehen wird das Enztal ab Birkenfeld und inklusive der Pforzheimer Innenstadt zum Gäuland gerechnet. Die Nagold nimmt am südlichen Stadtrand die Würm auf, weswegen man in Pforzheim gern von einer Drei-Flüsse-Stadt spricht. Die Außenbezirke und Eingemeindungen ziehen sich auch auf die südlich und nördlich anschließenden Hochebenen von Schwarzwald und Kraichgau hin, Dillstein und Weißenstein liegen im nach Süden ziehenden Nagoldtal, Würm im nach Südosten ziehenden Würmtal. Wassermenge und Einzugsgebiet der Nagold sind beim Zusammenfluss mit der Enz weitaus höher, dennoch wird der Fluss im weiteren Verlauf Enz genannt.
Das Gemeindegebiet Pforzheims erstreckt sich auf die folgenden naturräumlichen Einheiten (aufgenommen für die geographische Landesaufnahme Deutschlands):
- 12 Neckar-Tauber-Gäue (vom Muschelkalk geprägte Gäugebiete, die sich auch östlich und nördlich des Schwarzwaldes erstrecken)
  - 122 Obere Gäue (nach Kraichgau und Neckarbecken das dritte große Gäugebiet in der Pforzheimer Region, erstreckt sich zwischen Würm und Baar und beginnt wenig südöstlich der Stadtgrenze)
  - 123 Neckarbecken (weites Gäubecken zwischen Stuttgart und Heilbronn)
    - 123.1 Südwestliches Neckarbecken
      - 123.10 Östlicher Hagenschieß

  - 125 Kraichgau (umfasst auch Gebiete, die volkstümlich nicht zum eigentlichen Kraichgau gerechnet werden, z. B. das Pforzheimer Enztal)
    - 125.3 Pfinzhügelland (umfasst auch Gebiete außerhalb des Einzugsgebiets der Pfinz, z. B. das Pforzheimer Enztal)
      - 125.32 Östlicher Pfinzgau
      - 125.33 Bauschlotter Platte
      - 125.34 Pforzheimer Enztal
- 15 Schwarzwald (Mittelgebirge zwischen Pforzheim und Hochrhein, im Pforzheimer Raum durch Buntsandstein gekennzeichnet)
  - 150 Schwarzwald-Randplatten (entlang des Nord- und Ostrandes des Schwarzwalds)
    - 150.1 Östliche Schwarzwald-Randplatten
      - 150.13 Enz-Nagold-Platte

Auf Pforzheimer Gemeindegebiet finden sich also insgesamt fünf naturräumliche Untereinheiten:
125.34 Pforzheimer Enztal: Zentrale naturräumliche Untereinheit für Pforzheim, um die sich die anderen Untereinheiten gruppieren. Das Pforzheimer Enztal erstreckt sich in südwest-nordöstlicher Richtung von Birkenfeld bis Enzberg. Während die flussaufwärts liegenden Gebiete zum südlich gelegenen Schwarzwald und die flussabwärts liegenden Gebiete zum östlich gelegenen Neckarbecken gerechnet werden, zählt das Pforzheimer Enztal aufgrund ökologischer Gemeinsamkeiten naturräumlich gesehen zum Kraichgau, das sich nördlich und westlich Pforzheims ausdehnt. In dieser Einheit liegen vor allem die Pforzheimer Stadtteile Innenstadt, Oststadt, in Eutingen ist Fluss abwärts das linke Enzufer der Aufstieg zur Bauschlotterplatte. Rechts der Enz läuft der Randplattenschwarzwald im Eutinger Eichwald aus und geht in Niefern ins Neckarbecken (Naturraum 125) über, Nordstadt, Weststadt und Brötzingen sowie die nördlichen Gebiete der Stadtteile Südweststadt und Südoststadt. Das Pforzheimer Enztal ist ein 150 m tiefes Sohlental mit terrassierten Talhängen. Die breite, vernässte Talsohle besteht aus einer über Buntsandsteinschottern liegenden Auelehmdecke. Talsohle und Talhänge sind fast komplett verbaut.
125.33 Bauschlotter Platte: Erstreckt sich nördlich des Pforzheimer Enztales, benannt nach dem Dorf Bauschlott. In dieser Einheit liegen die nördlichen Teile der Pforzheimer Stadtteile Nordstadt und Eutingen. Die Bauschlotter Platte ist eine schwach zertalte Muschelkalk-Hochfläche mit für Ackerbau sehr gut geeigneten Böden (Korngäu-Typ). Die darauf gründenden fruchtbaren Ackerflächen geraten aufgrund des neuen, rund um die Autobahnanschlussstelle Pforzheim-Nord sich ausbreitenden Gewerbegebiets Hohenäcker jedoch immer mehr in Abgang. Die geringe Zertalung der Bauschlotter Platte verweist darauf, dass die direkte rheinische Erosion hier noch kaum angekommen ist.
125.32 Östlicher Pfinzgau: Erstreckt sich nordwestlich des Pforzheimer Enztales. In dieser Einheit liegen die nordwestlichen Teile des Pforzheimer Stadtteils Nordstadt (vor allem das Gewerbegebiet Wilferdinger Höhe). Es handelt sich um eine stark zertalte Muschelkalk-Hochfläche des Heckengäu-Typs.
150.13 Enz-Nagold-Platte: Erstreckt sich südlich des Pforzheimer Enztales und hat eine irreführende Bezeichnung, da sie vor allem das Nagoldgebiet umfasst. In dieser Einheit liegen vor allem die südlichen Gebiete der Pforzheimer Stadtteile Südweststadt und Südoststadt sowie die Stadtteile Büchenbronn, Dillweißenstein, Huchenfeld, Hohenwart, Würm und Buckenberg mit Haidach. Diese vor allem aus Buntsandstein aufgebaute Schwarzwald-Platte ist überwiegend bewaldet und relativ umfangreich (reicht im Süden bis Altensteig). Die Täler der Nagold sind tief und mit steilen Hängen in die Platte eingeschnitten. Auf den Riedeln zwischen den Tälern finden sich Rodungsinseln (z. B. Huchenfeld und Hohenwart).
123.10 Östlicher Hagenschieß: Umfasst ein kleines Gebiet südwestlich des Pforzheimer Enztals. Die Bezeichnung ist irreführend, da die Einheit nicht nur die Osthälfte des Hagenschießes, sondern auch östlich angrenzende Gäugebiete (Wurmberg und Wiernsheim) umfasst. Der Hagenschieß an sich ist ein großes Waldgebiet im Osten der Stadt, das zum größten Teil zu Pforzheim gehört. Während der westliche Hagenschieß zum Schwarzwald zählt (zur Einheit „150.13 Enz-Nagold-Platte“), wird der östliche Hagenschieß zum Neckarbecken gerechnet, da er überwiegend eine Muschelkalk-Hochfläche (Wellengebirge) darstellt. Trotz der ackerbaulichen Eignung ist der östliche Hagenschieß aus historischen Gründen größtenteils bewaldet (früherer Genossenschaftswald der umliegenden Gemeinden).

### Naturschutzgebiete
Pforzheim hat Anteil an drei Naturschutzgebieten. Das Felsenmeer liegt mit seiner Größe von 5,6 ha wie auch das Naturschutzgebiet Mangerwiese-Wotanseiche mit seiner Größe von 65,4 ha komplett auf Pforzheimer Gemeindegebiet. Am insgesamt 158,5 ha großen Naturschutzgebiet Unteres Würmtal hat Pforzheim einen Anteil von 125,8 ha. Insgesamt stehen 196,65 Hektar unter Naturschutz, das sind 2,01 Prozent der Markungsfläche.

### Dialektgeographie

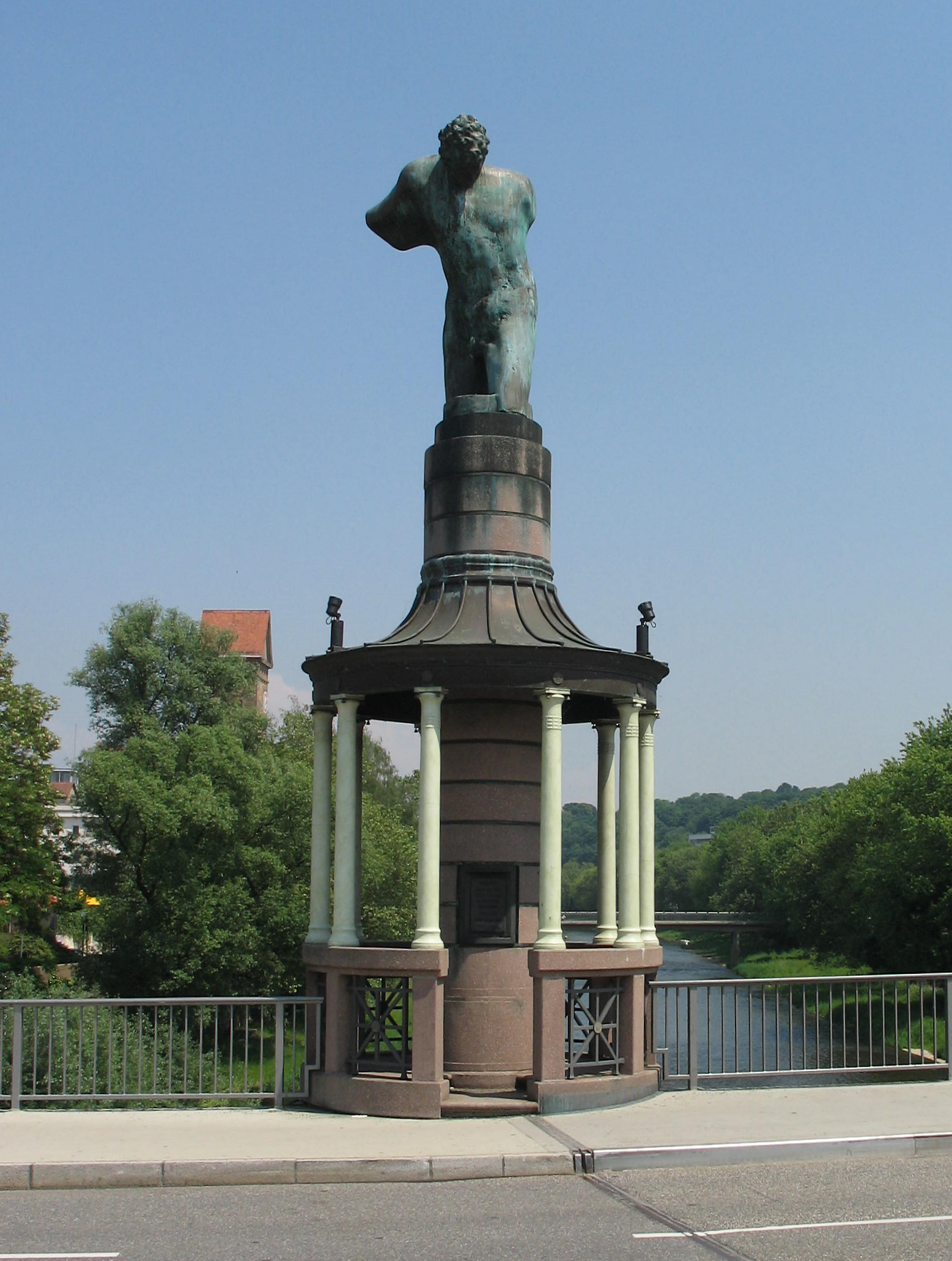
Flößer-Skulptur auf der Auer Brücke

Pforzheim liegt in einem Gebiet, in dem sich schwäbische und südfränkische Dialekt-Merkmale mischen. Dieses Übergangsgebiet dehnt sich vom Nordschwarzwald nach Osten bis südlich von Heilbronn hin aus und hat auf Pforzheimer Breite eine relativ große Nord-Süd-Erstreckung (im Süden bis über Calw und Weil der Stadt hinaus). Pforzheim liegt eher am Nordrand dieses Übergangsgebietes.
Im Pforzheimer Bereich orientieren sich die Sprachgrenzlinien geographisch kaum an naturräumlichen Grenzen und Verbindungswegen, sondern mehr an früheren politischen und kirchlichen Grenzen. Einfluss hatte zunächst die um 500 gezogene neue politische Nordgrenze Alemanniens, durch die das alemannisch besiedelte Pforzheimer Gebiet zum fränkischen Herrschaftsbereich kam und entsprechend sprachlich beeinflusst wurde. Die neue Grenze verlief ca. 20 km südlich von Pforzheim, in der Nähe von Calw. Später kam das Gebiet bei Pforzheim zu Baden. Jedoch reichte dieses badische Gebiet immer fingerförmig in das umgebende württembergische Gebiet hinein und nahm teil an der sprachlichen Entwicklung von einem ehemals alemannischen zu einem neuen schwäbischen Sprachgebiet. Vielfältige feine Sprachgrenzlinien trennen deshalb bis heute die Pforzheimer Region sprachlich vom nordbadischen Gebiet um Karlsruhe ab.
Die eigentliche Stadtmundart Pforzheims war geprägt von zahlreichen Wechselwirkungen zwischen heimischen und zugewanderten Mundarten. Die Mundart des von Flößern geprägten Stadtteils Au stand dabei in Kontrast zum Dialekt der eigentlichen, von Händlern und Handwerkern geprägten Kernstadt. Auch die zunehmend dörflich-bäuerliche Siedlung der östlich der Stadt gelegenen Alten Stadt hatte einen eigenen Charakter. Durch Industrialisierung, Zuwanderung und Stadtwachstum verloren Au und Alte Stadt ihre sprachlichen Eigenarten. Die industriebedingte Einwanderung (vor allem zwischen 1870 und 1910, aber auch schon vor dem 18. Jahrhundert) erfolgte vor allem aus den schwäbisch sprechenden Gebieten. Sexauer unterschied im frühen 20. Jahrhundert vier Dialektgruppen: die konservative Au-Dillsteiner Mundart, eine ältere und eine jüngere Stadtmundart sowie die Mundart der Zugewanderten. Die Stadtmundarten gaben südfränkische zugunsten von schwäbischen Dialektmerkmalen auf, gleichwohl fanden auch südfränkische Neuerungen Einzug. Mit der Zeit wuchs vor allem der Einfluss der Schriftsprache. Damit ging auch der früher starke französische Einschlag im Stadtdialekt verloren, ebenso wie diverse für die Schmuckindustrie typische Ausdrücke.

### Klima
|                        | Jan  | Feb  | Mär  | Apr  | Mai  | Jun  | Jul  | Aug  | Sep  | Okt  | Nov  | Dez  |   |       |
| Mittl. Temperatur (°C) | 2,0  | 2,3  | 6,0  | 9,8  | 13,4 | 17,7 | 19,7 | 19,1 | 15,1 | 10,6 | 5,8  | 3,1  | ⌀ | 10,4  |
| Mittl. Tagesmax. (°C)  | 4,9  | 6,3  | 11,8 | 16,6 | 19,6 | 24,2 | 26,4 | 25,8 | 21,4 | 15,8 | 9,3  | 6,1  | ⌀ | 15,7  |
| Mittl. Tagesmin. (°C)  | −0,8 | −1,7 | 0,2  | 3,0  | 7,0  | 11,1 | 12,9 | 12,4 | 8,9  | 5,5  | 2,3  | −0,1 | ⌀ | 5,1   |
|                        |      |      |      |      |      |      |      |      |      |      |      |      |   |       |
| Niederschlag (mm)      | 43,2 | 30,1 | 25,4 | 28,2 | 68,7 | 48,6 | 59,6 | 54,4 | 43,2 | 49,5 | 57,2 | 54,2 | Σ | 562,3 |
|                        |      |      |      |      |      |      |      |      |      |      |      |      |   |       |
| Sonnenstunden (h/d)    | 1,6  | 3,1  | 5,1  | 6,7  | 6,6  | 7,8  | 8,4  | 7,7  | 6,1  | 3,9  | 2,1  | 1,7  | ⌀ | 5,1   |
|                        |      |      |      |      |      |      |      |      |      |      |      |      |   |       |
| Regentage (d)          | 19   | 14   | 11   | 11   | 16   | 15   | 12   | 13   | 13   | 13   | 14   | 18   | Σ | 169   |

| −0,8 |

| −1,7 |

| 0,2 |

| 3,0 |

| 7,0 |

| 11,1 |

| 12,9 |

| 12,4 |

| 8,9 |

| 5,5 |

| 2,3 |

| −0,1 |

| −0,8 |

| −1,7 |

| 0,2 |

| 3,0 |

| 7,0 |

| 11,1 |

| 12,9 |

| 12,4 |

| 8,9 |

| 5,5 |

| 2,3 |

| −0,1 |

## Geschichte

### Übersicht über die politische Ereignisgeschichte

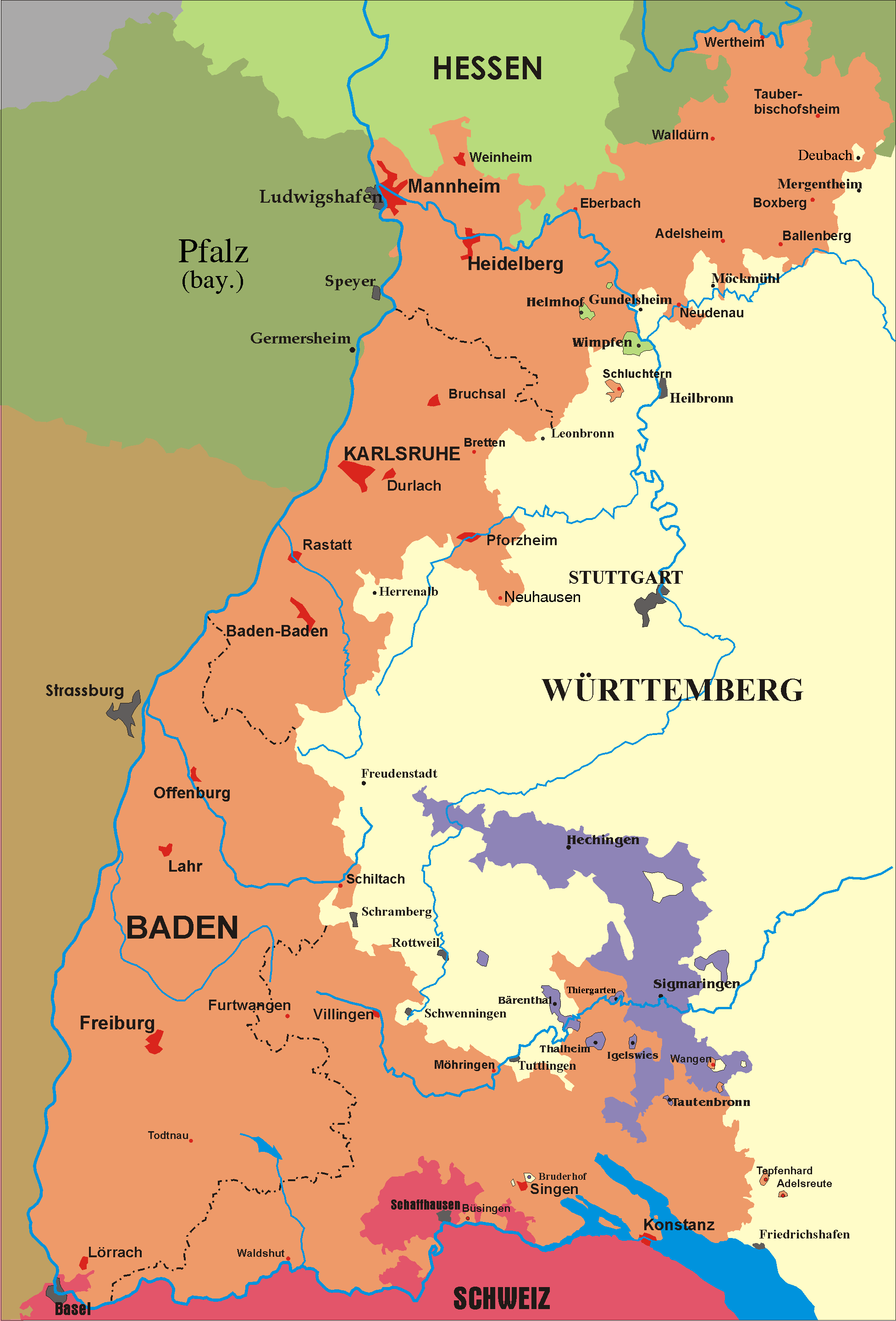
Karte des Großherzogtums Baden

Vor der römischen Eroberung im ersten nachchristlichen Jahrhundert lag das Gebiet des heutigen Pforzheim im Gebiet der Kelten. Direkte Spuren der Kelten finden sich aus der Zeit 500 bis 300 vor Christus. Aus dieser frühkeltischen Zeit wird ein Bronzepferdefigürchen datiert, das bei Pforzheim gefunden wurde. Eine Statue der keltischen Heilgöttin Sirona wurde in einem Brunnen geborgen. Ein bei der großen Enzregulierung 1909 nahe der Altstadtkirche gefundenes Altarbruchstück wird der keltischen Schwarzwald-Göttin Abnoba zugeschrieben. Der Fund führte zur Benennung des Enzuferwegs in Abnobastraße. Die römische Epoche dauerte bis ins 3. Jahrhundert, in dieser Zeit wurde an der Enz für die Römerstraße Straßburg-Cannstatt eine Furt eingerichtet. Die daraus entstehende Siedlung wurde Portus genannt. Bei Neuenbürg/Waldrennach sind Schmelzöfen/Rennöfen der Kelten zur Eisengewinnung nachgewiesen (Bergwerk „Grube Frischglück“, Neuenbürg). Zur Weiterverarbeitung und zum Transport der Eisenprodukte waren Straßen oder Wasserwege notwendig. Daher ist davon auszugehen, dass die Enzfurt schon zu keltischer Zeit bedeutend war.
Um 259/260 überwanden alemannische Bevölkerungsgruppen den Limes. Um 500 wurde Alemannien dem Frankenreich eingegliedert. Die Nordgrenze Alemanniens wurde dabei weit nach Süden verschoben; lag sie zuvor nahe am Main, verlief sie nun weit südlich von Pforzheim, in der Nähe von Calw. Eventuell im 11. Jahrhundert war Pforzheim Teil salischer Territorien und ging 1125 von den Saliern an die Staufer über.
Durch Heirat kam Pforzheim 1195 an die Welfen und wenige Jahre später, 1220–1227, wiederum per Heirat, von den Welfen über Friedrich II. an die von Baden. Der Stadtwerdungsprozess begann möglicherweise bereits in staufischer Zeit und dauerte bis ins 14. Jahrhundert an. 1344 ging das Eigentum an der Pfarrkirche (schloss sowohl St. Martin als auch St. Michael mit ein) vom Kloster Hirsau an das Kloster Lichtenthal über. Zwischen 1462 und 1750 war Pforzheim lediglich als Lehen des Kurfürstentums Pfalz bei Baden. Eine Ordnung des badischen Markgrafen Christoph I. brachte der Stadt 1486 den Verlust der politischen Autonomie.
Jörg Ratgeb engagierte sich während des Bauernaufstandes im Jahre 1525 im Herzogtum Württemberg für die Aufständischen. Das wurde ihm zum Verhängnis. Nach der Niederschlagung des Aufstandes am 18. Mai 1525 bei Böblingen durch den Truchsess von Waldburg-Zeil erfolgte seine Gefangennahme und Verurteilung in Pforzheim auf der Basis der Bamberger Halsgerichtsordnung. Das Urteil lautete „des Paurenkriegs und Hertzog Ulrichs halber“ auf erschwerte Vierteilung durch Pferde bei lebendigem Leibe und wurde auf dem Marktplatz vor dem heutigen Rathaus vollstreckt.
Nach der Teilung Badens gehörte Pforzheim (damals auch Pfortzhaim) von 1515/1535 bis 1771 (mit Unterbrechungen) zur Unteren Markgrafschaft Baden (Ernestinische Linie, später auch Markgrafschaft Baden-Durlach genannt). 1535 wurde Pforzheim zum Residenzort der Unteren Markgrafschaft gewählt, jedoch wurde die Residenz bereits 1565 nach Durlach verlegt. Pforzheim wurde 1538 auch zentrale Begräbnisstätte der ernestinischen Linie und blieb dies auch für das vereinigte Baden nach 1771.
Zwischen 1519 und 1556 wurde in Pforzheim bzw. Baden-Durlach die Reformation eingeführt. Durch den Verkauf von Liebenzell und anderer Gebiete an Württemberg 1594 und den darauffolgenden Jahren geriet Pforzheim an die Peripherie Baden-Durlachs. Im Dreißigjährigen Krieg (1618–1648) war die Stadt dem Zugriff Badens meist entzogen (1624–1635 Besetzung durch kaiserliche oder schwedische Truppen, 1635–1645 gehörte Pforzheim zu Bayern).
Im Jahre 1803 wurde Baden zum Kurfürstentum, 1806 zum Großherzogtum. Zwischen 1871 und 1933 war Baden Bundesstaat des Deutschen Reiches, seit 1918 als Republik Baden. Unter dem NS-Regime des Deutschen Reiches erfolgte 1933 die Gleichschaltung Badens und Pforzheims (Abschaffung der Rechte der Teilstaaten, Ernennung des Pforzheimer Oberbürgermeisters durch die NSDAP, Umbildung des Stadtrats anhand des Reichstagswahlergebnisses März 1933). Ab April 1945 gehörte die Stadt für wenige Monate zur französischen Besatzungszone, ab Juli 1945 bis 1949 zur US-amerikanischen Besatzungszone, in der das Land Württemberg-Baden eingerichtet wurde. 1952 ging Württemberg-Baden im Land Baden-Württemberg auf.

### Historische politische Geographie
Vor der napoleonischen Bereinigung 1803/1806 zählten die auf dem heutigen Pforzheimer Stadtgebiet gelegenen Gemarkungen überwiegend zum baden-durlachischen Oberamt Pforzheim. Weitere Gemeinden des Amts Pforzheim (z. B. Dietlingen, Ispringen, Eisingen, Bauschlott, Dürrn, Niefern) lagen vor allem im Norden und Nordwesten, ebenso wie weitere badische Gebiete, nämlich die Ämter Stein und Frauenalb. Die heutigen Pforzheimer Stadtteile Würm und Hohenwart gehörten zu in der Reichsritterschaft organisierten Familienterritorien, beide unter badischer Landeshoheit. Hohenwart war Teil des im Südosten, entlang der Würm gelegenen, katholisch gebliebenen Landes der Reichsritterfamilie von Gemmingen-Steinegg, des sogenannten Biets. Im Osten und Südwesten lagen württembergische Territorien, vor allem die Ämter Neuenbürg und Liebenzell im Südwesten sowie das umfangreiche Territorium des Klosteramts Maulbronn im Osten.

### Frühgeschichte
Die Stadt geht auf eine römische Siedlung an einer Enz-Furt zurück (um 90 n. Chr.), der Name vermutlich auf lateinisch portus = Hafen/Stapelplatz.

Pforzheim – Portus, freie Nachbildung der ehemaligen römischen Furt durch die Enz

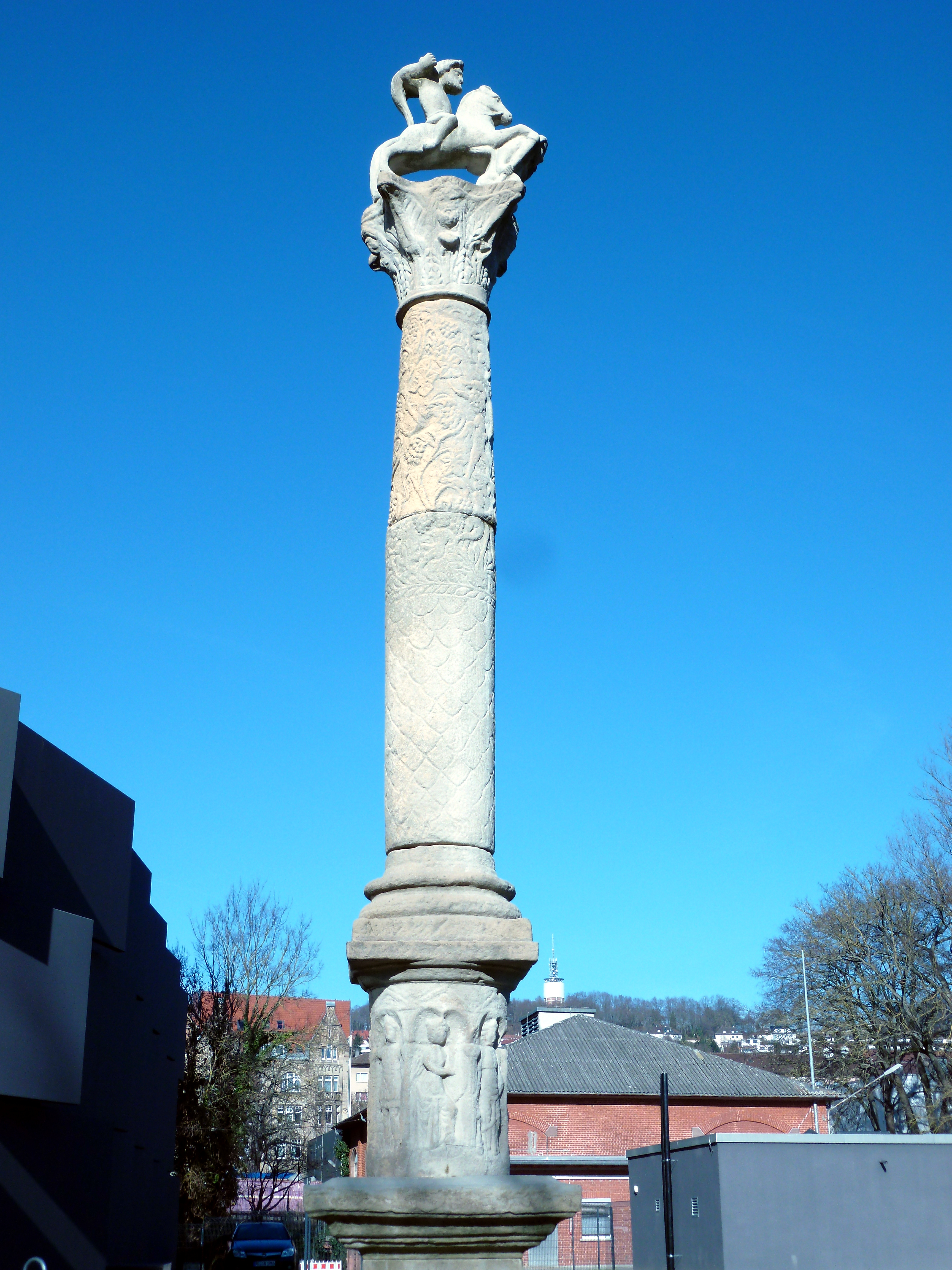
Jupitergigantensäule vor Gasometer. Kopie der römischen Säule von Walheim ca. 3. Jahrhundert. Fragmente einer Jupitersäule wurden auch in Pforzheim entdeckt.

Die erste Urkunde, der römische Leugenstein von Friolzheim von 245 n. Chr., weist auf die römische Siedlung portus hin. Die Siedlung lag an der römischen Heerstraße zwischen Oberrhein- und Neckargebiet gerade dort, wo die Fernhandels- und Heerstraße die Enz, kurz nach der Vereinigung mit der Nagold, in einer Furt überquerte. Wohl schon zu dieser Zeit etablierte sich die Flößerei in der römischen Siedlung, da die Enz ab Portus durch den Zufluss von Nagold und Würm schiffbar wird. Über eine zu vermutende Hafenanlage an der Enz ist nichts bekannt. Mit einiger Wahrscheinlichkeit ist der lateinische Name unvollständig überliefert und hatte weitere Bestandteile. Ein weit verbreiteter, auf Philipp Melanchthon zurückgehender Irrtum ist, dass der Name Pforzheim auf porta = Tor/Porta Hercyniae (zum Schwarzwald) zurückzuführen sei. Auch Reuchlins spekulative Ableitung des Namens von dem Trojaner Phorkys als mythischem Stadtgründer ist falsch.
Im 3. Jahrhundert angefangene römische Großbauten lassen den Schluss zu, dass die kleine Handwerkersiedlung zu einem Verwaltungszentrum, etwa einem Civitas-Hauptort, ausgebaut werden sollte. 259 und 260 eroberten Franken und Alamannen die rechtsrheinischen Gebiete des römischen Reichs. Die Siedlung Portus wurde dem Erdboden gleichgemacht. Die Überlieferung über die Siedlung bricht vorerst ab.
Einige Keramikscherben und Münzen machen einen Fortbestand der Siedlung wahrscheinlich, die Siedlungskontinuität könnte aber real auch sehr schwach gewesen sein. Eine Besiedlung wird eigentlich erst wieder mit den Reihengräbern aus dem 6. und 7. Jahrhundert richtig greifbar, die allerdings etwa 800 m flussabwärts der römischen Siedlung liegen. Über die römische Siedlung selbst wuchs später in der Karolingerzeit die Alte Stadt von Pforzheim. Ein Zeugnis für diese Zeit ist unter anderem die Grabungsanlage am Kappelhof im Untergeschoss des Caritas-Gebäudes.

### 1067 bis 1500

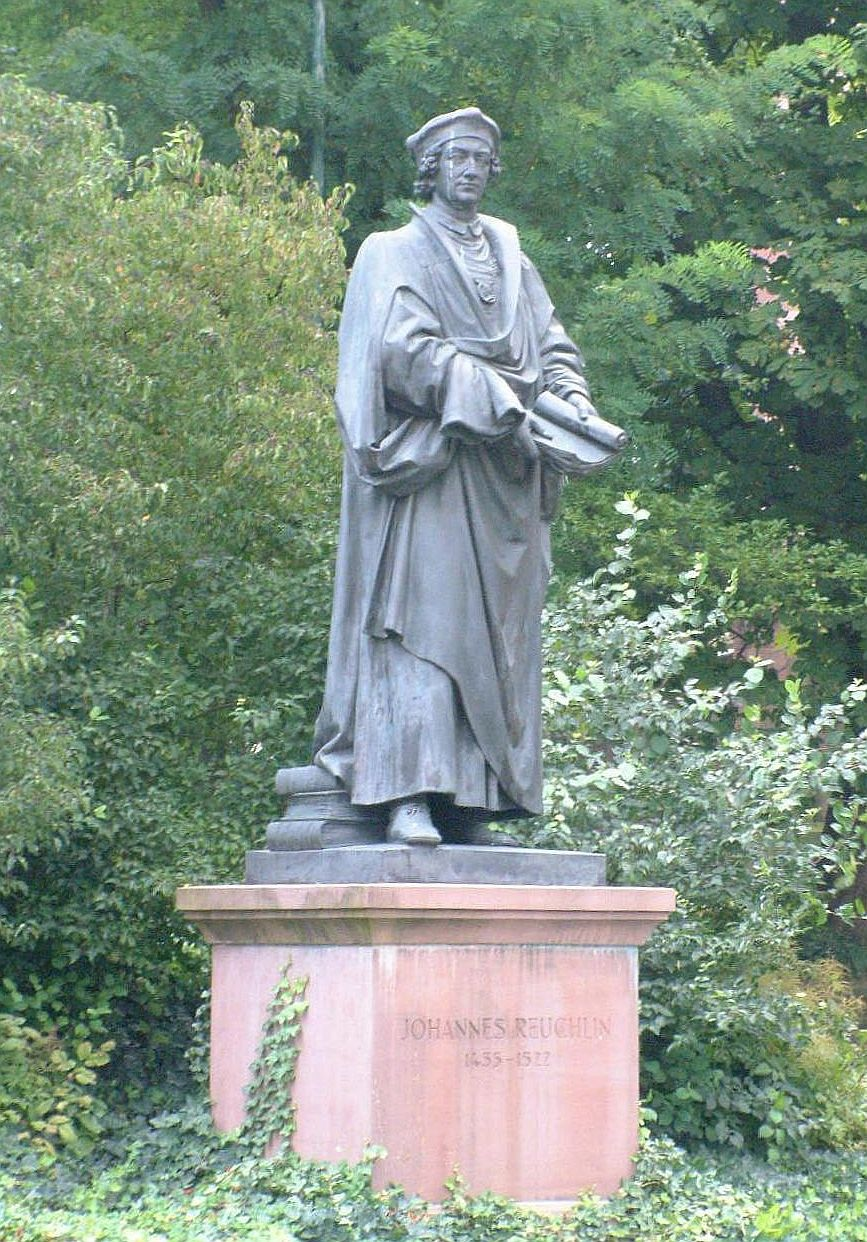
Johannes-Reuchlin-Statue am Schlossberg

1067 wurde Pforzheim in einer Urkunde König Heinrichs IV. zum ersten Mal erwähnt, um 1080 erhielt die Siedlung das Marktrecht. Beurkundete Besuche Pforzheims durch Heinrich IV. waren in den Jahren 1067 und 1074. 1100 war dem Codex des Klosters Hirsau zu entnehmen, dass die Alte Stadt von Pforzheim bereits vor 1100 Marktrecht besaß und sich im Besitz des Klosters Hirsau befand. Im 12. Jahrhundert war die Alte Stadt klösterlich-kirchlich geprägt mit einer Nikolauskapelle (Schutzpatron der Flößer und Schiffer), im Schutz einer frühen Martinskirche, und bekam Konkurrenz von einem neuen Siedlungskern (Neustadt), unterhalb eines 800 m flussaufwärts gelegenen Burgbergs mit einer Michaelskapelle (heutiger Schlossberg mit Schlosskirche). Die Neustadt wuchs schnell.
1220 wählten die badischen Markgrafen Pforzheim zur Residenz. Der Schwerpunkt verschob sich zugunsten der Neustadt; die Alte Stadt verlor an Bedeutung. 1240 ist ein Pforzheimer Bürgermeister erstmals urkundlich erwähnt. 1447 wurde mit der Pforzheimer Fürstenhochzeit die Hochzeit des badischen Markgrafen Karl I. mit Katharina von Österreich, der Schwester Kaiser Friedrichs III., mit großem Prunk gefeiert.
In der zweiten Hälfte des 15. und 16. Jahrhunderts entwickelte sich die Pforzheimer Lateinschule zu einer der bedeutendsten Gelehrtenschulen Süddeutschlands. Ihre Lehrer und Schüler spielten eine wichtige und herausragende Rolle in der Ausbreitung des Humanismus und der Reformation. Zu den bekanntesten Schülern gehörten Philipp Melanchthon und der in Pforzheim geborene Humanist Johannes Reuchlin. Er ist Namensgeber für das 1961 eingeweihte Kulturzentrum Reuchlinhaus, zu dem auch ein internationales Schmuckmuseum gehört, sowie für das Reuchlin-Gymnasium. Außerdem wurde der Reuchlinpreis nach dem Gelehrten benannt. Die Auszeichnung wurde 1955 anlässlich der Feier des 500. Geburtstags von Johannes Reuchlin erstmals verliehen.

### 1500 bis 1680

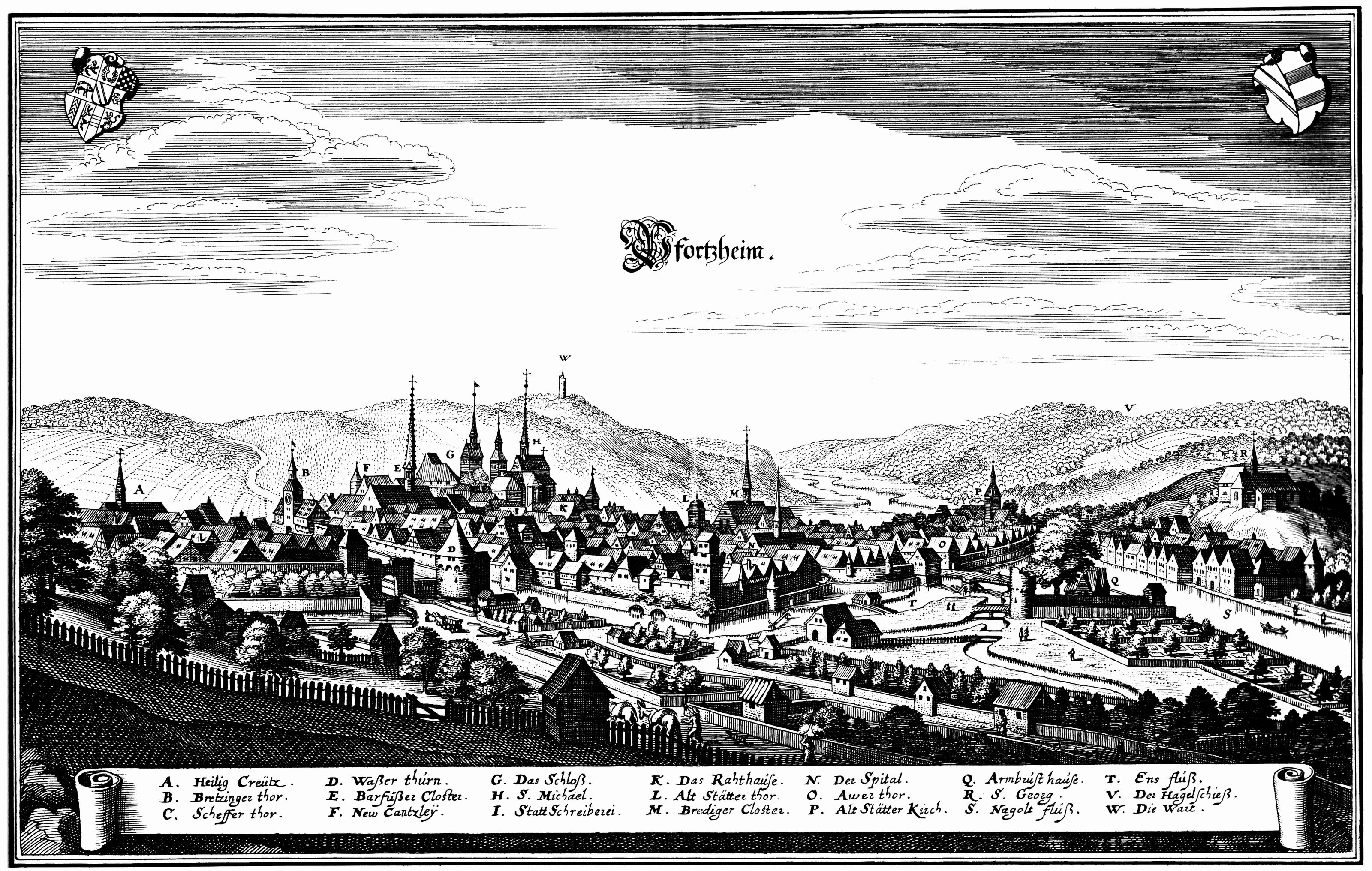
Merian-Stich, Pforzheim 1643

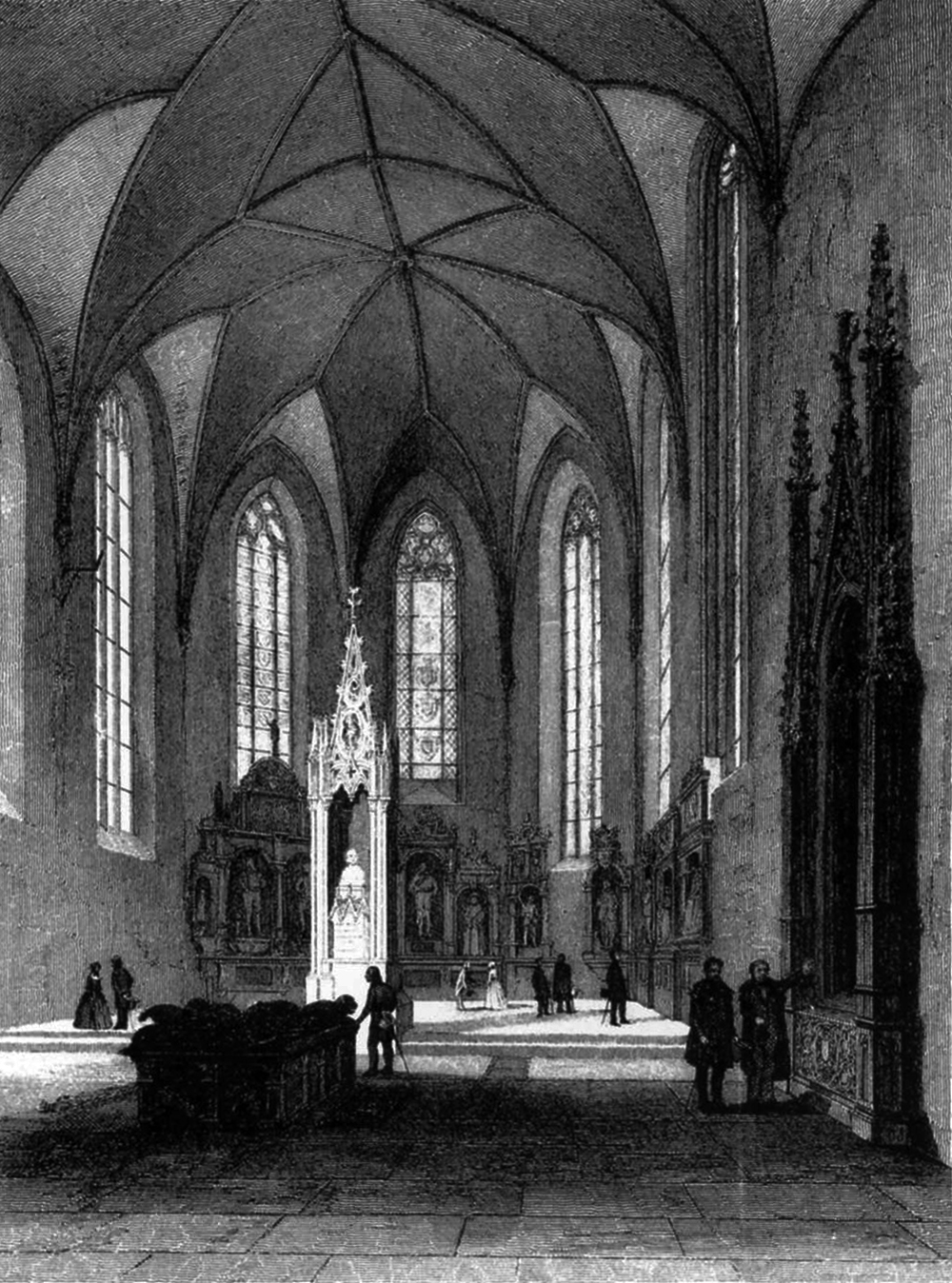
Fürstengruft des Hauses Baden im Stiftschor der Schlosskirche

1501 erließ Markgraf Christoph I. die Ordnung der flötzer oder schiffer zu Pfortzheim. Zu den ältesten Gewerben in Pforzheim zählt die Flößerei. Die über Enz, Nagold und Würm geflößten Einzelstämme und Kleinflöße aus dem Schwarzwald (die langen und geraden Tannen waren als Baumaterial ideal) wurden in der Pforzheimer Au zu Großflößen für die untere Enz und die Wasserlinie Neckar/Rhein umgebunden. Jedem Floßfahrer der vergangenen Jahrhunderte waren die Flößer-Stationen Weißenstein, Dillstein und Pforzheim feste Begriffe. Pforzheim besaß zu dieser Zeit auch eine Zollstation, an der Flößer für die Beschiffung der Wasserwege eine Gebühr entrichten mussten.
1535 bis 1565 wurde die Stadt bei der Erbteilung der badischen Lande Residenz des badischen Markgrafen Ernst I. Danach wurde die Residenz nach Durlach verlegt, weshalb man von der Linie Baden-Durlach spricht. Die Stadt blieb aber Sitz eines badischen Amtes und die Schlosskirche weiterhin Grablege der badischen Markgrafen. Ernsts Sohn Karl II. führte 1556 die Reformation ein. Die Klosterkirche der Dominikaner wurde lutherische Stadtkirche. 1618, zu Beginn des Dreißigjährigen Krieges, hatte Pforzheim etwa 2500 bis 3000 Einwohner und war damit mit Abstand die größte unter den Städten der Markgrafen von Baden. Zu diesem Zeitpunkt hatte Pforzheim schon viel an Bedeutung eingebüßt, zum Teil, weil im 15. Jahrhundert viele Oberschichtfamilien (Patrizier) die Stadt verließen.
1645, gegen Ende des Dreißigjährigen Krieges, brannten bayerische Truppen die Alte Stadt nieder. Sie wurde ohne Befestigungsanlagen wieder aufgebaut; damit war der Status eines dorfähnlichen Weilers besiegelt, und sie verschwand bis auf ein paar Randnotizen aus der Geschichtsschreibung. Die Neustadt bestand weiter. Im 13.–15. Jahrhundert kam Pforzheim durch die tatkräftige Förderung der badischen Markgrafen, die die Stadt als den wichtigsten Stützpunkt ihrer Hausmacht betrachteten, und die günstige Lage am Kreuzungspunkt großer Handelsstraßen zu einer wirtschaftlichen Blüte. Holzhandel und Flößerei, Gerberei, Tuch- und Zeugmacherei trugen neben dem Handwerk zum Reichtum der Stadt bei. Drei Orden ließen sich in der Stadt nieder. Die letzten Jahrzehnte dieser Blütezeit, in denen die politische und wirtschaftliche Vormachtstellung zu wanken begann, sind in geistiger Hinsicht Höhepunkte der Stadtgeschichte.

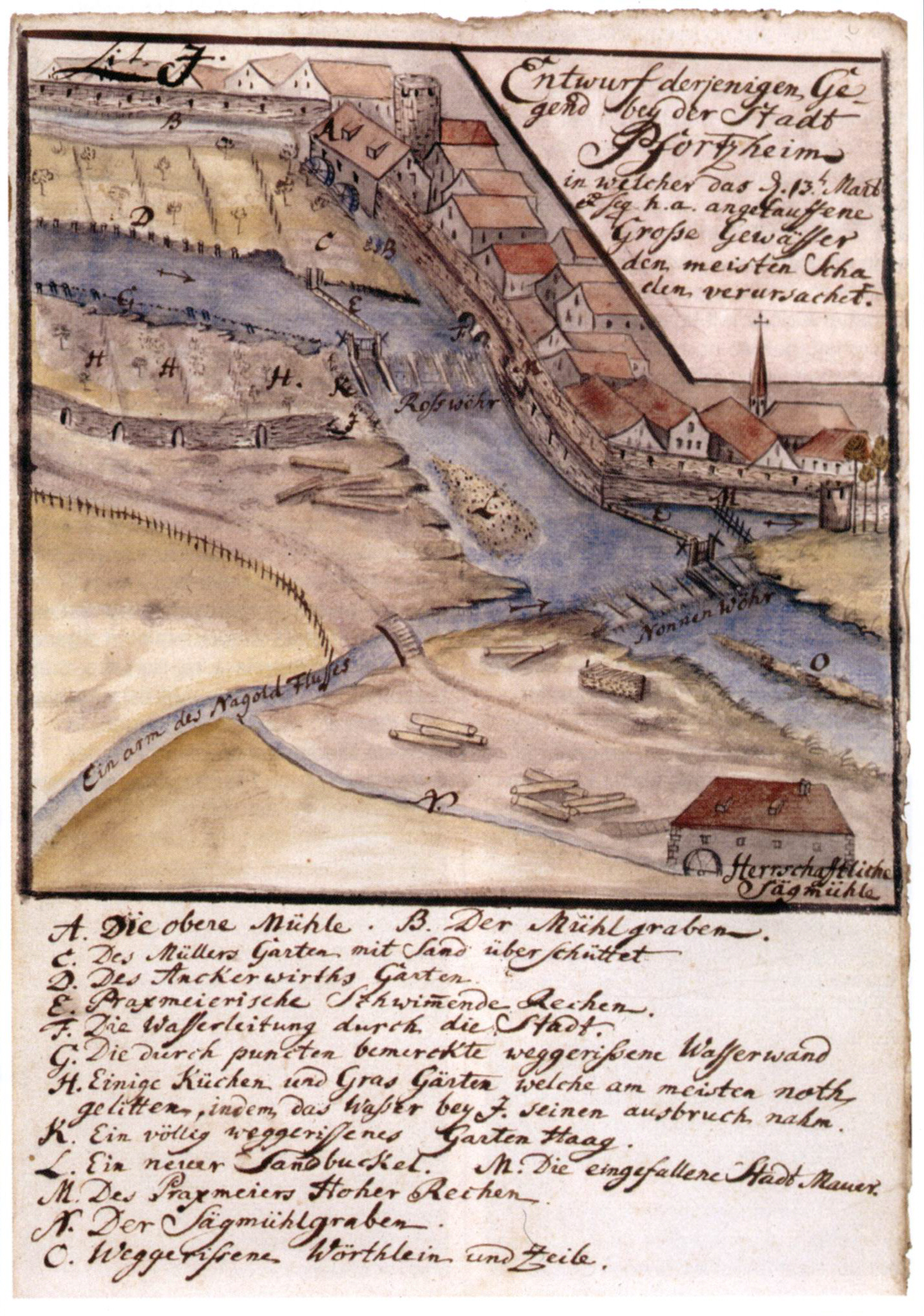
Hochwasserschäden Pforzheim 1760–1761

### 1680 bis 1830
Von 1689 bis 1697 richtete der Pfälzische Erbfolgekrieg in Südwestdeutschland große Zerstörungen an. Pforzheim wurde von französischen Truppen, die König Ludwig XIV. unterstanden, insgesamt dreimal geplündert und niedergebrannt. Brigadier Comte Ezéchiel de Mélac war für die Besetzung der Stadt im Oktober 1688, die verheerende Niederbrennung der Stadt im Januar 1689, den Artilleriebeschuss und eine zweite Niederbrennung im August 1689 verantwortlich. Weitere Zerstörungen standen unter dem Befehl von Marschall Joseph de Montclar und Marschall Duc de Lorge. Des Weiteren war Duc de Villeroy für den Artilleriebeschuss der Stadt und die Plünderung im August 1691 verantwortlich. Unter General Chamilly wurde die Stadt im September 1692 erneut besetzt und geplündert. Die Fürstengruft in der Schlosskirche wurde dabei verwüstet.
1718 wurde das Pforzheimer Waisenhaus (Landeswaisenhaus) im Gebäude des ehemaligen Dominikanerinnenklosters eröffnet. Dieses Waisen-, Toll-, Kranken-, Zucht- und Arbeitshaus wurde später zur Keimzelle der noch heute existierenden Schmuck- und Uhrenindustrie.
1767 erfolgte die Gründung der Schmuck- und Uhrenindustrie in Pforzheim durch den Markgrafen Karl-Friedrich. Mit Unterstützung eines Unternehmers aus der Schweiz wurde im Waisenhaus zur Beschäftigung der Waisenkinder eine Uhrenfabrik eingerichtet. Einige Zeit später kam die Fertigung von Schmuckwaren hinzu. Das Unternehmen entwickelte sich rasch, bald wurde in alle Welt exportiert, wenngleich die Uhrenproduktion schon bald verschwand und erst ab 1920 mit der Fertigung von Armbanduhren eine Renaissance erlebte. Um 1800 galt Pforzheim mit 900 Fabriken als erste Fabrikstadt Badens und bedeutendstes Zentrum der Bijouteriefabrikation in der Welt. Viele der 26.000 Beschäftigten kamen aus dem Umland und waren somit Pendler. Diese wurden Rassler genannt. 1809 wurde das badische Amt Pforzheim in ein Stadtamt sowie ein Erstes und ein Zweites Landamt aufgeteilt. Die beiden letztgenannten wurden jedoch 1813 wieder zum Landamt Pforzheim vereinigt. 1819 wurden Stadt- und Landamt Pforzheim zum Oberamt Pforzheim vereinigt, das 1864 in das Bezirksamt Pforzheim überführt wurde.

### 1830 bis 1918

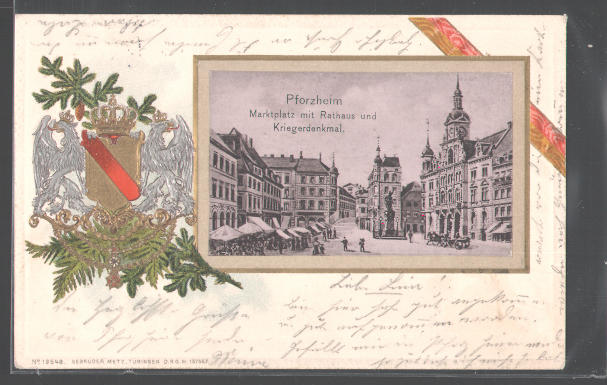
Marktplatz im Jahr 1901

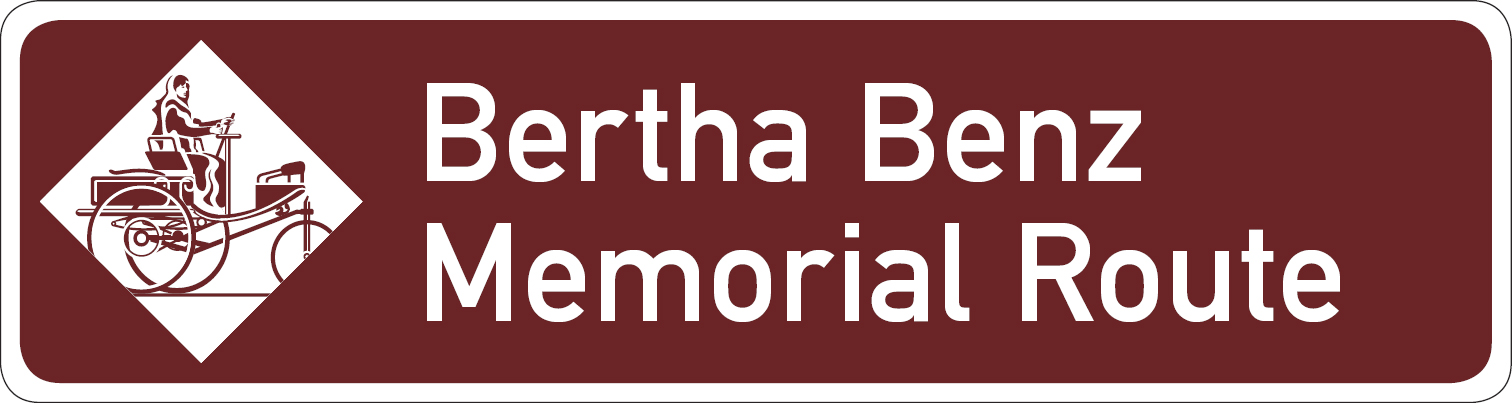
Bertha Benz Memorial Route

1836 entwickelte Ferdinand Oechsle in der Stadt die Mostwaage, mit der noch heute das Mostgewicht des frisch gepressten Traubensafts in Grad Oechsle gemessen wird. Von 1861 bis 1863 erfolgte durch den Bau der Bahnstrecke Karlsruhe–Mühlacker die Anbindung Pforzheims an das Eisenbahnnetz. 1868 und 1874 wurden mit dem Bau der Enztalbahn und der Nagoldtalbahn auch die zwei großen, in Pforzheim einmündenden Schwarzwaldtäler an die Eisenbahn angeschlossen. Dies leitete das Ende der Flößerei ein.
Im Dreikaiserjahr 1888 war Pforzheim Ziel der ersten Überlandfahrt mit einem Automobil, die die gebürtige Pforzheimerin Bertha Benz ohne Wissen ihres Mannes Carl Benz mit ihren beiden Söhnen von Mannheim aus unternahm. Seit 2008 erinnert die Bertha Benz Memorial Route an diese Pioniertat. Zehn Jahre später erwarb der Unternehmer Bernhard Heinrich Mayer als erster Pforzheimer ein eigenes Automobil, einen Benz „Victoria“.

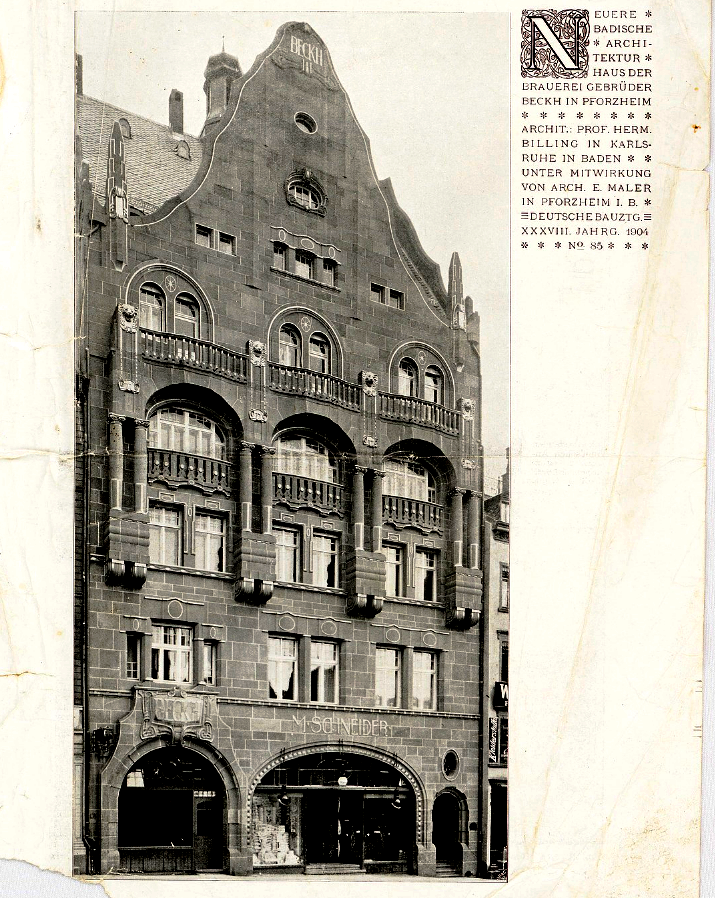
Deutsche Bauzeitung 1904 Haus der Gebrüder Brauerei Beckh am Marktplatz 4 in Pforzheim

Seit dem 19. Jahrhundert waren jüdische Familien in der Stadt ansässig. Sie legten 1846 den jüdischen Friedhof an, der bis 1877 belegt wurde, danach wurde ein jüdischer Friedhof auf dem neuen überkonfessionellen Pforzheimer Hauptfriedhof eingerichtet. Im Jahr 1893 errichtete die Jüdische Gemeinde eine Synagoge. Im 19. Jahrhundert bildeten die Textil-, Metall- und Schmuckwaren-Fabriken in Pforzheim das industrielle Zentrum des Großherzogtums Baden.

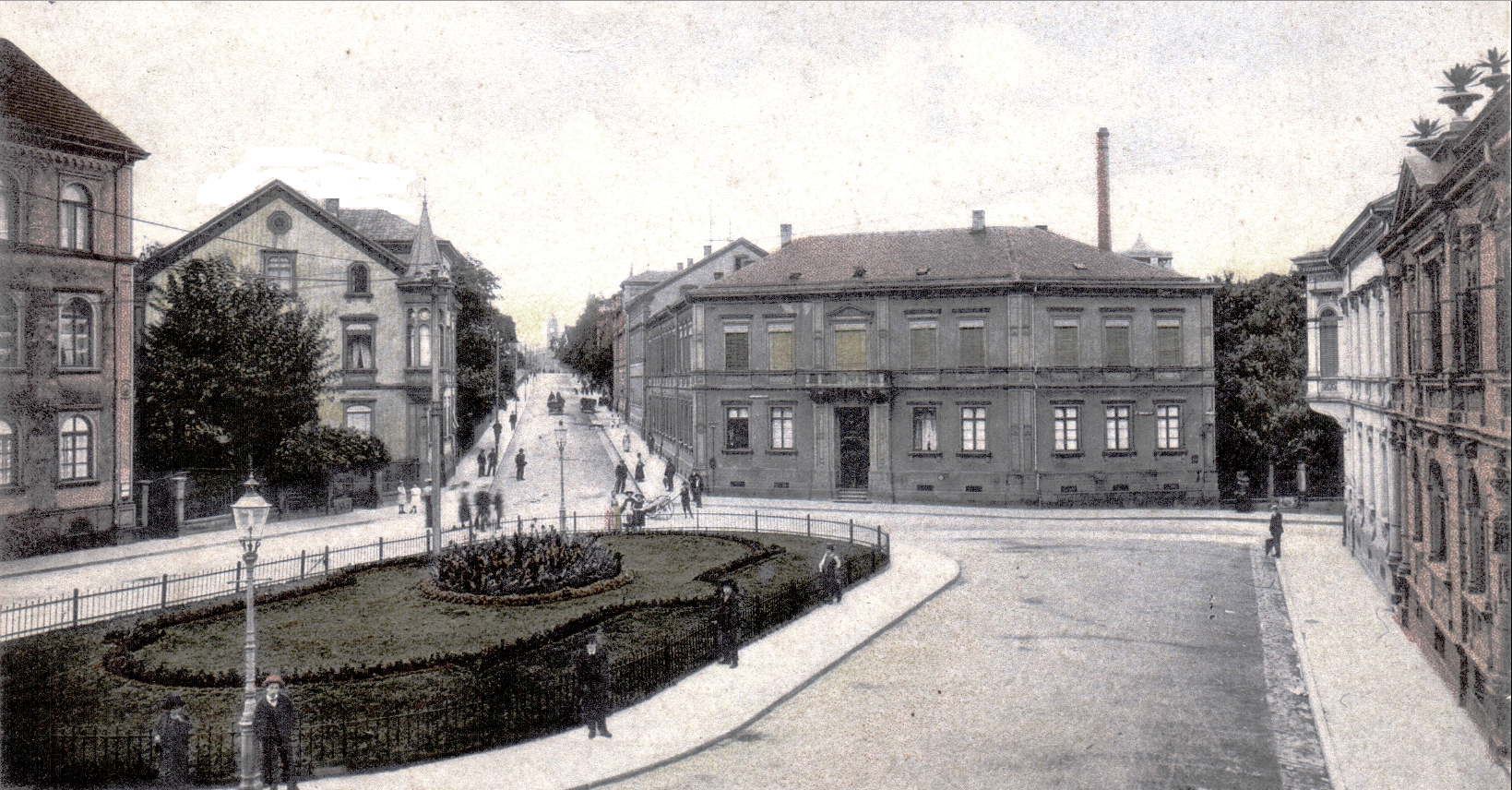
Der Luisenplatz in Pforzheim um 1900

Die städtische Traditionspflege begründete der Pforzheimer Stadtbaumeister Alfons Kern. Er plante den Rathausneubau von 1893/1895 und machte sich um den Aufbau einer städtischen Altertums- und Gemäldesammlung sowie die Vergrößerung und Neuordnung des Stadtarchivs verdient. 1905 kündigte er beim Bauamt und widmete sich nun nur noch dem Ausbau der Sammlungen, die in den 1920er und 1930er Jahren eigene Gebäude bezogen. Kern wurde 1939 die Ehrenbürgerwürde der Stadt verliehen, die Gemäldesammlung trug ab diesem Jahr seinen Namen.
Ferner wurden im Zuge der Jahre 1830 bis 1918 zwei bis dahin autonome Gemarkungen eingemeindet; die Brötzinger Gemarkung wurde zum Jahreswechsel 1904/1905 eingemeindet, die Dillweißensteiner zum Jahreswechsel 1912/1913. Insgesamt wurden 1762 ha parallel hierzu eingemeindet.

### 1918 bis 1945
Während der Novemberpogrome 1938 wurde die Alte Synagoge Pforzheim geschändet und schwer beschädigt. Die jüdische Gemeinde wurde verpflichtet, die Kosten für den Abriss zu übernehmen. Am 22. Oktober 1940 wurden 186 in der Stadt verbliebene Juden in der Wagner-Bürckel-Aktion deportiert. Nur wenige Überlebende kehrten zurück.
Aus dem Bezirksamt Pforzheim ging 1939 der Landkreis Pforzheim hervor, dessen Sitz Pforzheim wurde. Zugleich wurde die Stadt kreisfrei. 1944 arbeiteten in 101 Betrieben 18.622 Arbeitskräfte, davon mindestens 10.000 Arbeiter in der Rüstungsindustrie.
Die Pforzheimer Industrie war maßgeblich an der Entwicklung technologischer Neuerungen wie des X-Strahl-Verfahrens zur besseren Zielerfassung (entwickelt von G. Schaub Apparaturenbau-GmbH, eingesetzt unter anderem gegen Coventry) beteiligt. In manchen Bereichen der Bordfunkgeräte kamen bis zu 50 % der Teile aus Pforzheim. Um die steigende Nachfrage befriedigen zu können, griffen Pforzheimer Unternehmen auch auf Zwangsarbeiter zurück, wie auf zwangsdeportierte Arbeiter aus den Vogesen (ab Herbst 1944), internierte italienische Kriegsgefangene (ab 1943/44) sowie Zwangsarbeiter aus der Ukraine und Russland. Die Anforderung von KZ-Häftlingen ist bekannt.
Am Stadtrand befand sich eine Fabrik zur Herstellung von Flakgranaten. Zudem kam der Stadt eine wichtige Schlüsselfunktion beim Schienentransport der militärischen Verbände zu. Sollte die Nord-Süd-Linie im Rheintal ausfallen, wäre die Stadt, die auf der Ausweichroute über den Schwarzwald lag und Anschluss an die Ost-West-Linien gewährte, ein wichtiger Umschlagplatz für die Versorgung der südlichen Ostfront und der Westfront gewesen. Jedoch führte die Britische Royal Air Force Pforzheim ursprünglich lediglich als in der Zielhierarchie niederrangiges Ausweichziel auf.
Am 23. Februar 1945 wurde die Stadt beim Luftangriff auf Pforzheim von 379 britischen Bombern innerhalb von 22 Minuten fast völlig zerstört. Mindestens 17.600 Menschen fanden den Tod. Die Bomben und der Feuersturm, der sich in der eng bebauten Altstadt entwickelte, töteten fast ein Drittel der anwesenden Bevölkerung. Gemessen an den Opferzahlen war es nach den Bombardierungen von Hamburg und Dresden der drittstärkste Angriff alliierter Bomber während des Zweiten Weltkriegs. 98 % des Stadtzentrums wurden zerstört. Pforzheim gehörte damit zu den am stärksten zerstörten Städten während des Kriegs. Insgesamt war dieser Angriff der konzentrierteste und folgenschwerste der Alliierten. Sein Ziel war auch, wie anderswo, die Demoralisierung der Bevölkerung; vielleicht spielte auch die feinmechanische Industrie eine Rolle, die während der Kriegsjahre weitgehend auf die Produktion von Zündern umgestellt hatte. Da die Betriebe teilweise jedoch ausgelagert worden waren, galt der Angriff möglicherweise auch direkt der Altstadt, die mit ihren Fachwerkhäusern als schnell brennendes Ziel ausgewählt wurde.
Deutschland verlor letztlich den Zweiten Weltkrieg schrittweise. Noch Anfang April 1945 wurde Pforzheim zu einem sogenannten Festen Platz erklärt, womit die Stadt unnachgiebig zu verteidigen war. In der Zeit vom 8. April bis zum 18. April wurde die Stadt vollständig von französischen Truppen besetzt. Andernorts in Deutschland wurde der Krieg noch bis Anfang Mai fortgesetzt. Er endete schließlich am 8. Mai mit der Bedingungslosen Kapitulation der Wehrmacht.

### Seit 1945

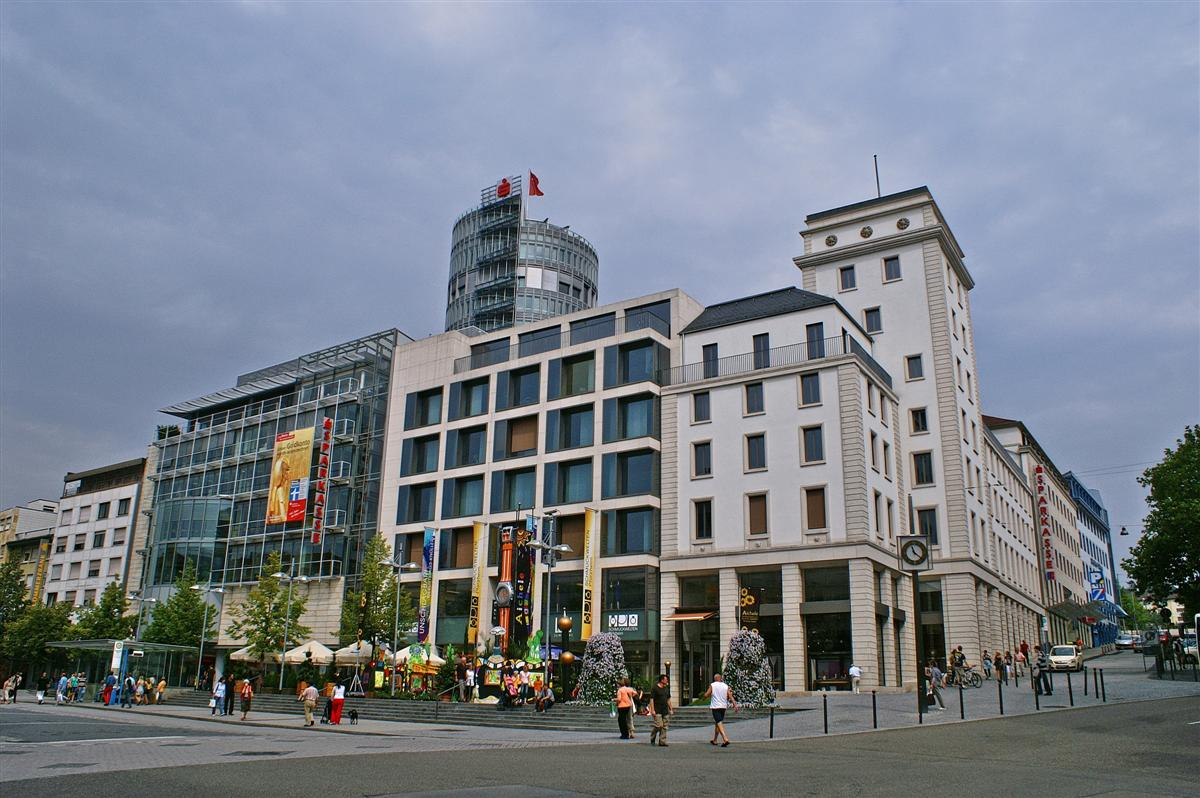
Industriehaus Pforzheim

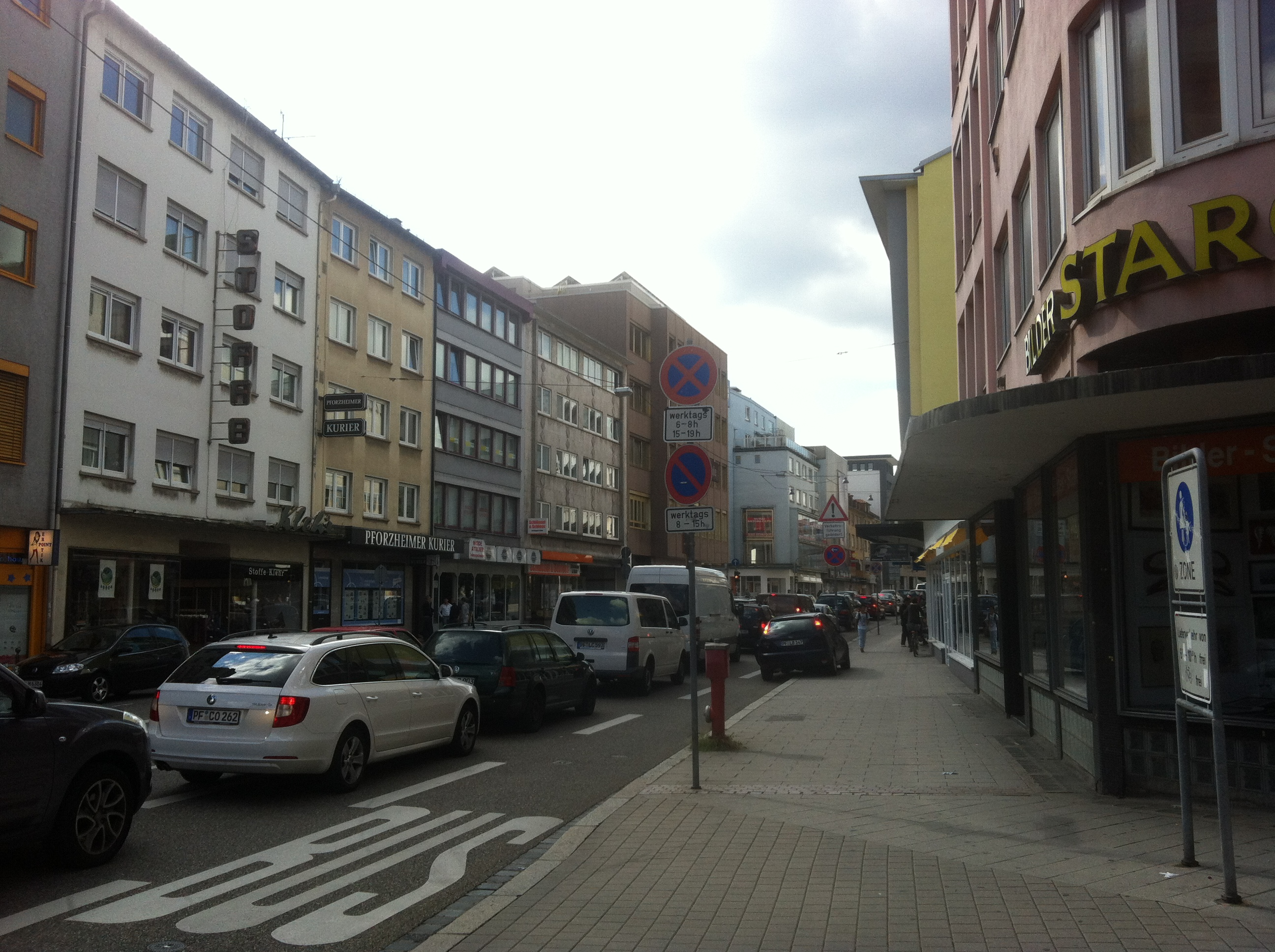
Städtebauliches Bild der 1950er Jahre in der Innenstadt

Von 1945 bis 1948 stand Pforzheim (nach anfänglicher französischer Besatzung) unter US-amerikanischer Militärverwaltung und war Teil des neuen Landes Württemberg-Baden. In diesen und den folgenden Jahren wuchs die Bevölkerung durch den Zuzug von Vertriebenen und Flüchtlingen wieder an. Die Pforzheimer Industrie verzeichnete bereits 1950 wieder Millionenumsätze im Export. Die Wiederaufbauplanung war 1946 von der Bürgerschaft fast einstimmig verabschiedet worden.
Das heutige Stadtbild ist durch die am Funktionalismus orientierte Architektur der 1950er Jahre geprägt. Wie in vielen kriegszerstörten Städten ging es auch im Pforzheim der unmittelbaren Nachkriegszeit um einen raschen Wiederaufbau der städtischen Infrastruktur. Repräsentative Einzelbauten im Baustil dieser Jahre sind der Hauptbahnhof, das Amtsgericht und das Reuchlinhaus. Auch die 1968 eingeweihte Evangelische Stadtkirche folgt dieser nüchternen Architektur. Nur in der Nord- und Südstadt gibt es stilgeschichtlich ältere Bauwerke. Exemplarische Straßenzüge, die einen signifikanten Bestand an Gebäuden aus der Vorkriegszeit aufweisen, sind die Zähringerallee und die Nebeniusstraße.
Im Jahre 1955 stiftete die Stadt Pforzheim den nach dem Pforzheimer Humanisten Johannes Reuchlin benannten Reuchlin-Preis für hervorragende deutschsprachige Arbeiten auf dem Gebiet der Geisteswissenschaften.
In den 1960er Jahren wurde die Wilferdinger Höhe erschlossen und später industriell-gewerblich bebaut; zuvor waren dort Streuobstgärten und Äcker. Weitere Gewerbegebiete sind Hohenäcker und Brötzinger Tal.
Am 10. Juli 1968 wurde die Stadt und ihre Umgebung von einem Tornado der Stärke F4 heimgesucht. Zwei Menschen starben, über 200 wurden verletzt, 2300 Häuser wurden beschädigt.
Bei der Kreisreform zum 1. Januar 1973 ging der Landkreis Pforzheim im neu gebildeten Enzkreis auf, dessen Sitz die Stadt Pforzheim wurde. Sie selbst blieb kreisfrei. Pforzheim wurde auch Sitz der 1973 gebildeten Region Nordschwarzwald. Am 1. Januar 1975 überschritt die Einwohnerzahl durch die Eingemeindung von Huchenfeld die Grenze von 100.000, wodurch Pforzheim zur Großstadt wurde. 1983 fanden in Pforzheim die Heimattage Baden-Württemberg statt. Pforzheim-Ost wurde für die Landesgartenschau 1992 umgestaltet.
Ende des 20. Jahrhunderts verlor die Herstellung von Schmuck und Uhren in Pforzheim stark an Bedeutung. Zudem wurde in den 1990er Jahren das Maihälden-Areal erschlossen und anschließend umfassend bebaut.
Seit 1999/2000 wurden einige Stadtteile saniert.

## Bevölkerung

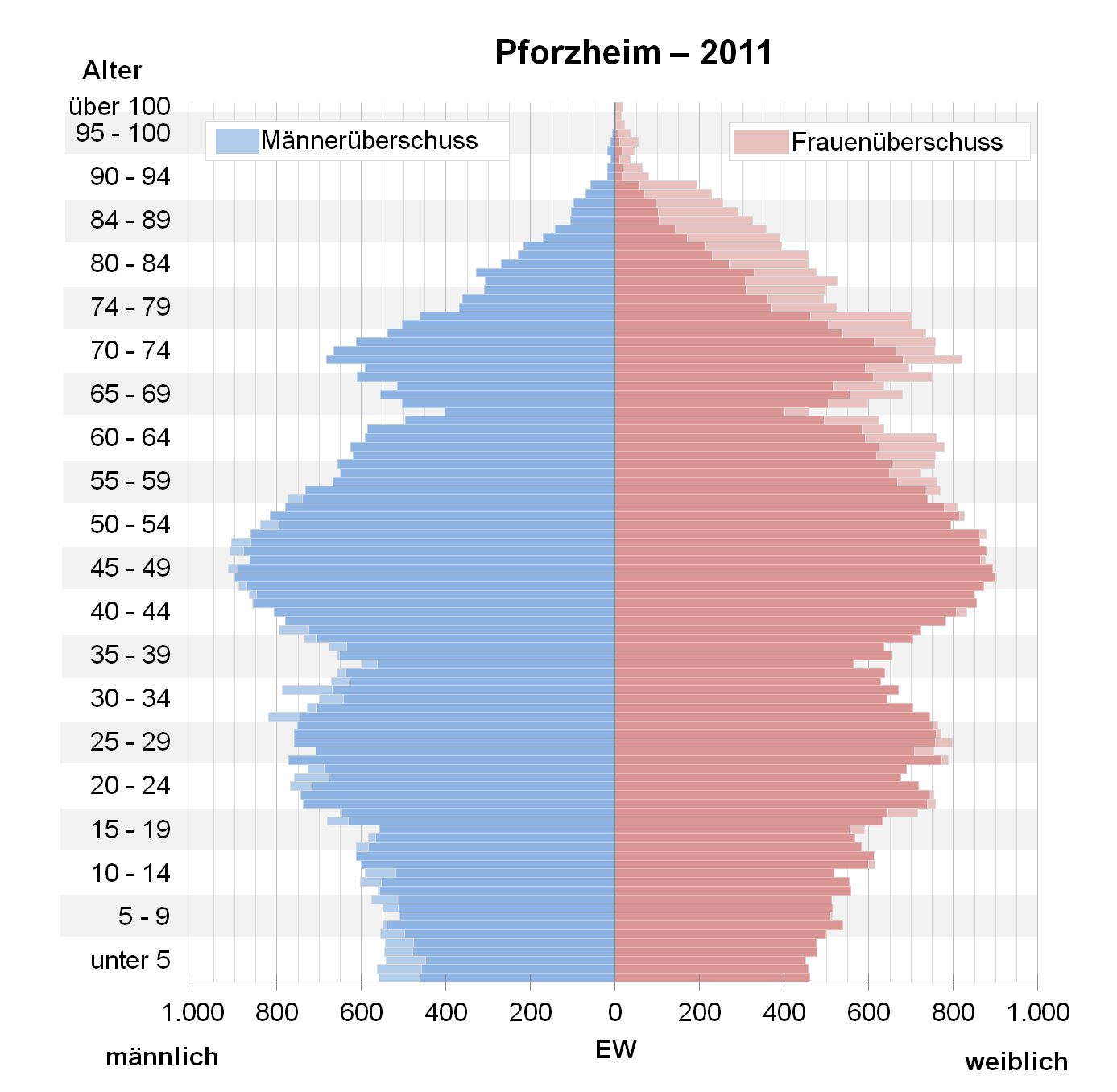
Bevölkerungspyramide für Pforzheim (Datenquelle: Zensus 2011)

### Einwohnerentwicklung
Im Jahre 1881 hatte Pforzheim 25.000 Einwohner, bis 1902 verdoppelte sich diese Zahl auf 50.000. 1905 wurde die Brötzinger Gemarkung eingemeindet, zugleich auch nahezu 6000 Brötzinger Einwohner. Im Verlauf des Zweiten Weltkrieges verlor die Stadt etwa die Hälfte ihrer Bewohner. Das fast komplett zerstörte Pforzheim hatte bereits 1951 eine der geringsten Arbeitslosenzahlen in Baden und entfaltete eine umfangreiche Bautätigkeit, um die Zuzüge aufzufangen. Bereits 1960 erreichte die Bevölkerungszahl mit rund 80.000 wieder den Vorkriegsstand. Am 1. Januar 1975 überschritt die Einwohnerzahl der Stadt Pforzheim durch die Eingemeindung von Huchenfeld die Grenze von 100.000, was sie zur Großstadt machte. Pforzheim ist die achtgrößte Stadt Baden-Württembergs und unter den größten Städten Deutschlands auf Platz 64. Im Zeitraum von 2000 bis 2010 wuchs die Bevölkerung um 2,24 %, hauptsächlich durch Zuwanderung aus dem Ausland. Laut Zensus 2011 betrug die Bevölkerungszahl mit Stand 9. Mai 2011 114.411 Einwohner und war damit geringer als bisher angenommen.
Pforzheim ist stark durch Einwanderung geprägt. 2017 betrug der Anteil der nichtdeutschen Einwohner an der Gesamtbevölkerung nach Angaben der Stadtverwaltung 26,0 Prozent (32.646 Personen). Die meisten Ausländer kamen aus der Türkei (5.042), Italien (3.877), Rumänien (3.499) und dem Irak (3.495). Ende 2017 hatten 67.543 Einwohner einen Migrationshintergrund, was einem Anteil von 53,7 % an der Gesamtbevölkerung entspricht. Bei den Einwohnern unter 18 Jahren betrug der Anteil der Personen mit Migrationshintergrund 74,1 %. Damit gehört Pforzheim zu den deutschen Großstädten mit dem höchsten Anteil nichtdeutscher Einwohner und von Einwohnern mit Migrationshintergrund.
Die folgende Übersicht zeigt die Einwohnerzahlen nach dem jeweiligen Gebietsstand. Bis 1833 handelt es sich meist um Schätzungen, danach um Volkszählungsergebnisse (¹) oder amtliche Fortschreibungen der jeweiligen Statistischen Ämter beziehungsweise der Stadtverwaltung selbst. Die Angaben beziehen sich ab 1843 auf die ortsanwesende Bevölkerung, ab 1925 auf die Wohnbevölkerung und seit 1987 auf die Bevölkerung am Ort der Hauptwohnung. Vor 1843 wurde die Einwohnerzahl nach uneinheitlichen Erhebungsverfahren ermittelt.
| Jahr               | Einwohner |
| ------------------ | --------- |
| 1500               | 800       |
| 1689               | 1.000     |
| 1789               | 4.311     |
| 1800               | 5.062     |
| 1812               | 5.301     |
| 1830               | 6.284     |
| 3. Dezember 1852 ¹ | 9.142     |
| 3. Dezember 1855 ¹ | 10.711    |
| 3. Dezember 1858 ¹ | 13.520    |
| 3. Dezember 1861 ¹ | 13.900    |
| 3. Dezember 1864 ¹ | 16.320    |
| 3. Dezember 1867 ¹ | 16.400    |
| 1. Dezember 1871 ¹ | 19.803    |
| 1. Dezember 1875 ¹ | 23.692    |
| 1. Dezember 1880 ¹ | 24.037    |
| 1. Dezember 1885 ¹ | 27.201    |

| Jahr                 | Einwohner |
| -------------------- | --------- |
| 1. Dezember 1890 ¹   | 29.988    |
| 2. Dezember 1895 ¹   | 33.345    |
| 1. Dezember 1900 ¹   | 43.351    |
| 1. Dezember 1905 ¹   | 59.389    |
| 1. Dezember 1910 ¹   | 69.082    |
| 1. Dezember 1916 ¹   | 60.749    |
| 5. Dezember 1917 ¹   | 59.307    |
| 8. Oktober 1919 ¹    | 73.839    |
| 16. Juni 1925 ¹      | 78.859    |
| 16. Juni 1933 ¹      | 79.816    |
| 17. Mai 1939 ¹       | 78.743    |
| 31. Dezember 1945    | 42.402    |
| 29. Oktober 1946 ¹   | 46.752    |
| 13. September 1950 ¹ | 54.143    |
| 25. September 1956 ¹ | 71.684    |
| 6. Juni 1961 ¹       | 82.524    |

| Jahr              | Einwohner |
| ----------------- | --------- |
| 31. Dezember 1965 | 87.066    |
| 27. Mai 1970 ¹    | 90.338    |
| 31. Dezember 1975 | 108.635   |
| 31. Dezember 1980 | 106.500   |
| 31. Dezember 1985 | 104.184   |
| 25. Mai 1987 ¹    | 106.530   |
| 31. Dezember 1990 | 112.944   |
| 31. Dezember 1995 | 117.156   |
| 31. Dezember 2000 | 117.156   |
| 31. Dezember 2005 | 119.021   |
| 31. Dezember 2010 | 119.781   |
| 9. Mai 2011 ¹     | 114.411   |
| 31. Dezember 2015 | 122.247   |
| 31. Dezember 2020 | 126.016   |

¹ Volkszählungsergebnis

### Eingemeindungen
Ehemals selbständige Gemeinden beziehungsweise Gemarkungen, die in die Stadt Pforzheim eingegliedert wurden:
| Jahr               | Orte                            | Zuwachs in Hektar |
| ------------------ | ------------------------------- | ----------------- |
| 1. Januar 1905     | Brötzingen                      | 1301              |
| 1. Januar 1913     | Dillweißenstein                 | 461               |
| 1. April 1924      | Teile der Gemarkung Haidach     | 76                |
| 1. Oktober 1929    | Teile der Gemarkung Hagenschieß | 1623              |
| 1. September 1971  | Würm                            | 822               |
| 1. April 1972      | Hohenwart                       | 492               |
| 1. Januar 1974     | Büchenbronn                     | 1114              |
| 1. Januar 1975     | Huchenfeld                      | 947               |
| 20. September 1975 | Eutingen an der Enz             | 845               |

## Religion

### Konfessionsstatistik
Gemäß dem Zensus 2011 waren 34,1 % der Einwohner evangelisch, 26,1 % römisch-katholisch und 39,9 % waren konfessionslos, gehörten einer anderen Glaubensgemeinschaft an oder machten keine Angabe. Von den Einwohnern (Stand 31. Dezember 2023) waren 21,7 % evangelisch, 19,9 % katholisch und 58,4 % waren konfessionslos oder Angehörige sonstiger Glaubensgemeinschaften und Konfessionen. Nach wie vor sinken die Anteile der evangelischen und katholischen Kirche an der Pforzheimer Bevölkerung. Die Gründe für den Rückgang der Anteile der evangelischen und katholischen Kirche sind neben den Wanderungsbewegungen auch in der Zahl der Kirchenaustritte zu suchen, die die beiden Religionsgemeinschaften am stärksten betreffen.

### Christentum
Nachdem Markgraf Karl II. von Baden 1556 in der Markgrafschaft Baden, dessen Residenz Pforzheim seinerzeit noch war, die Reformation eingeführt hatte, war Pforzheim über Jahrhunderte eine protestantische Stadt. Spätestens seit dem 19. Jahrhundert zogen auch wieder Katholiken nach Pforzheim, sie gehören zum Dekanat Pforzheim der Erzdiözese Freiburg. Die evangelischen Christen gehören zum Dekanat Pforzheim-Stadt der Evangelischen Landeskirche in Baden. Ferner gibt es in Pforzheim eine große Anzahl an Freikirchen, z. B. Evangelisch-methodistische Kirche, Baptisten, Heilsarmee, Siebenten-Tags-Adventisten, Bibelgemeinde. Auch die Neuapostolische Kirche und die Zeugen Jehovas sind in Pforzheim vertreten.

### Judentum
In Pforzheim gibt es eine israelitische Gemeinde.

### Islam
Die von 1990 bis 1992 erbaute Fatih-Moschee ist eine der ersten als Moschee geplanten und entsprechend repräsentativ ausgestalteten größeren Moscheebauten in Baden-Württemberg.
Auch die Ahmadiyya Muslim Jamaat erbaute eine Moschee in Pforzheim. Die Moschee wurde am 12. Dezember 2012 durch das Oberhaupt der Ahmadiyya Muslim Jamaat Hazrat Mirza Masroor Ahmad eingeweiht. Bei der Eröffnung der Moschee pflanzte neben ihm auch der damalige Oberbürgermeister Gert Hager einen Baum für den Frieden. Die Pforzheimer Ahmadiyya Muslim Jamaat umfasst derzeit ca. 300 Mitglieder.

### Andere
Seit 2008 hat sich eine mittlerweile etwa 2500 Mitglieder zählende Jesiden-Gemeinschaft in Pforzheim niedergelassen. Auch gibt es seit einigen Jahren in der Turnstraße eine hinduistische Gemeinde mit zirka 200 Mitgliedern.

## Politik

### (Ober-)Bürgermeister
An der Spitze der Stadtverwaltung stand zunächst der vom Stadtherrn ernannte Schultheiß. Später bestand ein Rat mit einem Bürgermeister an der Spitze, der seit 1849 den Titel Oberbürgermeister führt. Die Amtszeiten der Bürgermeister bis 1750 sind nur zum Teil bekannt. Es werden in den Geschichtsquellen lediglich die Namen der Bürgermeister erwähnt.
| - 1607–1609: Peter Maler - 1611–16??: Jakob Simmerer - 1614–1621: Jeremias Deschler - 1622–1627: Wolf Karle - 1629–1639: Joachim Bub, Hans Felder (abwechselnd) - 1642–1665: Georg Weeber, Hans Beckh, Hans Friedrich Kern (abwechselnd) - 1750–1758: Ernst Matthäus Kummer - 1758–1770: W. C. Steinhäuser - 1770–1775: Weiß - 1775–1783: Kißling - 1783–1795: Günzel - 1795–1798: Geiger - 1798–1815: Jakob Friedrich Dreher - 1815–1830: Christoph Friedrich Krenkel - 1830–1837: Wilhelm Lenz - 1837–1848: Rudolf Deimling - 1848–1849: Christian Crecelius - 1849–1862: Carl Zerrenner - 1862–1875: Kaspar Schmidt | - 1875–1884: Karl Groß - 1885–1889: Emil Kraatz - 1889–1919: Ferdinand Habermehl - 1920–1933: Erwin Gündert (DVP) - 1933: Emil Göler - 1933: Hans Gottlob - 1933–1941: Hermann Kürz - 1941–1942: Karl Mohrenstein - 1942–1945: Ludwig Seibel - 1945: Albert Hermann - 1945: Wilhelm Becker - 1945–1947: Friedrich Adolf Katz - 1947–1966: Johann Peter Brandenburg (FDP/DVP) - 1966–1985: Willi Weigelt (SPD) - 1985–2001: Joachim Becker (SPD) - 2001–2009: Christel Augenstein (FDP/DVP) - 2009–2017: Gert Hager (SPD) - seit 1. August 2017: Peter Boch (CDU) |

### Gemeinderat
Der Gemeinderat setzt sich aus 40 ehrenamtlich tätigen Gemeinderätinnen und Gemeinderäten sowie dem Vorsitzenden des Gemeinderats, Oberbürgermeister Peter Boch zusammen. Die Mitglieder des Gemeinderats werden direkt und für fünf Jahre gewählt. Der Gemeinderat bildet zur Arbeitsentlastung und zur tiefergehenden Auseinandersetzung mit Sachfragen Ausschüsse. Gemeinderatsvorlagen, Beschlussdokumente, Sitzungstermine sowie Tagesordnungen des Gemeinderats werden im Ratsinformationssystem der Stadt Pforzheim veröffentlicht. Jahrzehntelang stellte die CDU die größte Fraktion im Gemeinderat. Bei der Wahl 2024 wurde zum ersten Mal die AfD die stärkste Kraft.
Neben dem Gemeinderat gibt es noch Ortschaftsräte für in den Stadtteilen Büchenbronn, Eutingen, Hohenwart, Huchenfeld und Würm.
Das Ergebnis der Stadtratswahl am 9. Juni 2024 und die sich daraus ergebende Sitzverteilung zeigen die folgenden Diagramme:
- Linke: 1
- SPD: 4
- Grüne: 2
- Sonst.: 5
- Grüne Liste Pforzheim: 2
- SAROW: 1
- Todenhöfer: 1
- UB: 1
- Wir in Pforzheim: 1
- ZfP: 2
- FDP: 3
- CDU: 8
- AfD: 9

### Jugendgemeinderat
2014 wurde zum ersten Mal ein Jugendgemeinderat gewählt. Er besteht aus 20 Jugendlichen, die Interessen und Anliegen ihrer Wähler gegenüber der Stadt vertreten. Der Jugendgemeinderat setzt sich dafür ein, dass die Anliegen der Jugendlichen in der Stadtpolitik ernst genommen werden. Zentrale Themen sind: Mehr Orte und Veranstaltungen für Jugendliche, Nachhaltigkeit, Digitalisierung und vieles mehr. Einzelne Mitglieder bieten Schulbesuche an.

### Wappen und Flagge

Flagge der Stadt Pforzheim

| Wappen der Stadt Pforzheim | Blasonierung: „Gespalten; vorn in Gold ein roter Schrägbalken, hinten dreimal geteilt von Rot, Silber, Blau und Gold.“ |
| Wappen der Stadt Pforzheim | Wappenbegründung: 1256 wurde das erste Siegel angefertigt, das nur den Schrägbalkenschild der Herrschaft enthält. Seit Ende des 15. Jahrhunderts trat an seine Stelle das heute fast unverändert geführte Wappen in Siegeln und zahlreichen außersphragistischen Wiedergaben. Die vordere Schildhälfte weist den Schrägbalken von Baden auf, auf den sich wohl auch in den hinteren die Farben Rot und Gold beziehen. Die Bedeutung von Silber und Blau ist umstritten; naheliegend ist die Meinung, es handle sich um die dem wittelsbachschen Rautenwappen der Kurpfalz entlehnten Farben, da die Stadt von 1463 bis 1750 der pfälzischen Lehnshoheit unterstand. Der Schrägbalken ist schon seit dem 13. Jahrhundert nachweisbar als Symbol der Stadtherren von Pforzheim, das später auch das Landeswappen von Baden wurde, doch ist die Bedeutung bis heute unklar. Ab 1489 ist das Wappen in seiner ganzen Form nachweisbar, dessen Bedeutung ebenfalls nicht nachgewiesen werden konnte. Die heutige Tingierung ist aber erst seit 1853 gebräuchlich, zuvor war die Farbgebung eine andere. |

Die Stadtflagge ist weiß-blau, mittig das Wappen.

### Städtepartnerschaften
Pforzheim unterhält mit folgenden Städten eine Städtepartnerschaft:
| Stadtwappen von Gernika-Lumo          | Gernika                   | Spanien    | 1989 |
| Stadtwappen von Saint-Maur-des-Fossés | Saint-Maur-des-Fossés     | Frankreich | 1989 |
| Stadtwappen von Vicenza               | Vicenza                   | Italien    | 1991 |
| Stadtwappen von Częstochowa           | Częstochowa               | Polen      | 2007 |
| Stadtwappen von Irkutsk               | Irkutsk                   | Russland   | 2007 |
| Stadtwappen von Nevşehir              | Nevşehir                  | Türkei     | 2007 |
|                                       | Komitat Győr-Moson-Sopron | Ungarn     | 2007 |
|                                       | Osijek                    | Kroatien   | 2008 |

Seit mehreren Jahren lädt die Stadt Pforzheim als Zeichen für Frieden und Versöhnung Menschen aus La Bresse ein. Während des Zweiten Weltkriegs wurden ca. 500 Männer nach Pforzheim deportiert und als Zwangsarbeiter eingesetzt.

Guernica im Rathaus

Die Partnerschaft zu Gernika steht in Zusammenhang mit dem ähnlichen Schicksal durch Luftangriffe. Im Foyer des Rathauses ist eine Reproduktion des Gemäldes Guernica von Pablo Picasso angebracht.
Hinzu kommt die 2008 vereinbarte Partnerschaft des Stadtteils Huchenfeld mit Llanbdr am gleichnamigen Flugplatz in Wales.

## Kultur und Sehenswürdigkeiten

### Museen

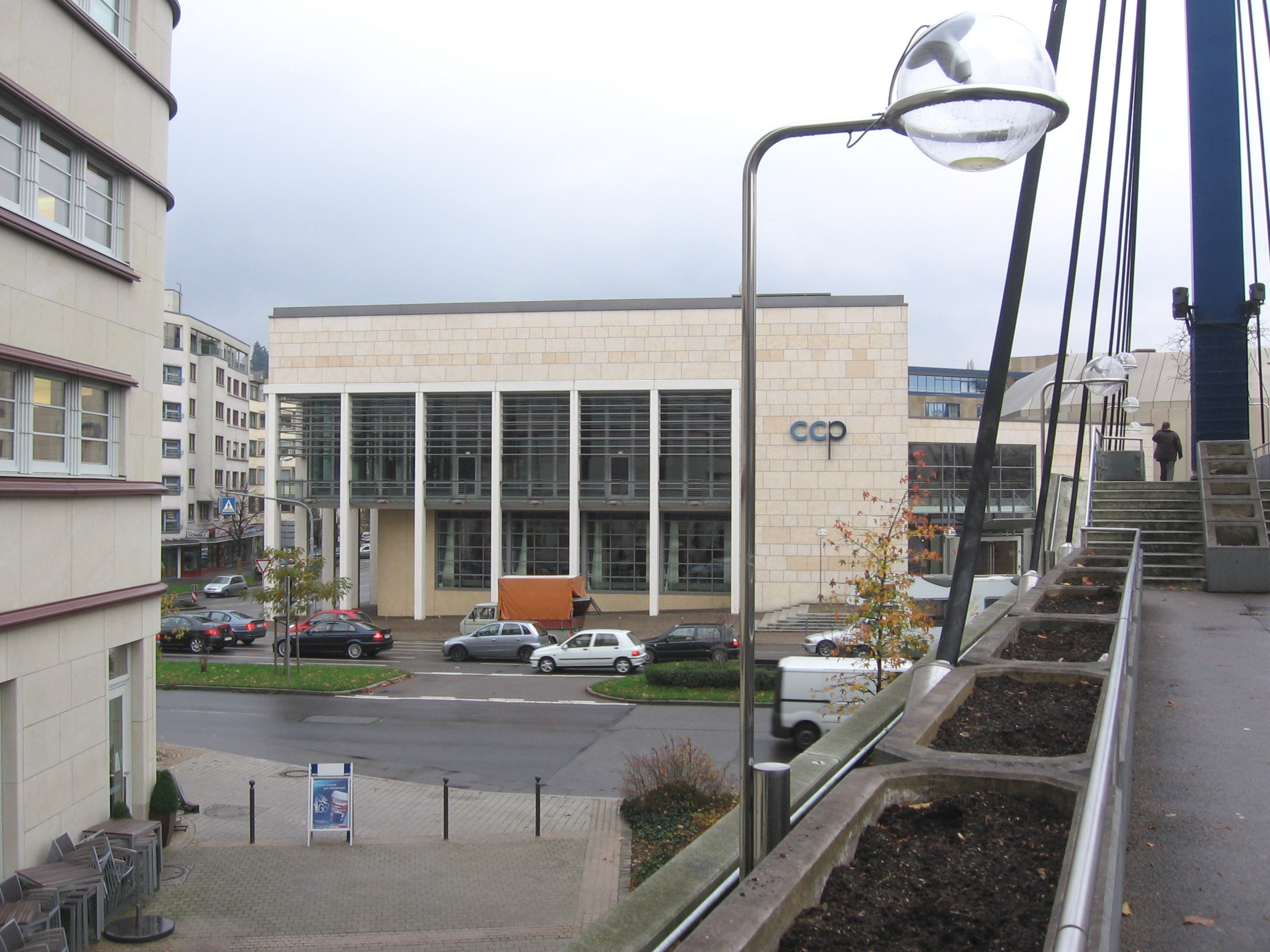
Das Congress Centrum Pforzheim (ccp) am Waisenhausplatz

- Archäologischer Schauplatz Kappelhof – Römische und mittelalterliche Ausgrabungen
- Bäuerliches Museum Eutingen
- DDR-Museum 'Gegen das Vergessen'
- Haus der Landsmannschaften
- Gasometer Pforzheim: In einem sanierten und umgebauten, ehemaligen Gasspeicher im Enzauenpark werden seit Dezember 2014 die weltgrößten 360°-Rundgemälde des Künstlers Yadegar Asisi gezeigt.
- Pforzheim Galerie
- Reuchlinhaus
- Schmuckmuseum Pforzheim im Reuchlinhaus
- Stadtmuseum Pforzheim (Stadtgeschichte)
- Technisches Museum der Pforzheimer Schmuck- und Uhrenindustrie im Kollmar & Jourdan-Haus
- Bahnhof Weißenstein – Eisenbahngeschichte im Raum Pforzheim
- Römischer Gutshof im Kanzlerwald
- Edelsteinausstellung Witwe Schütt
- Mineralienmuseum und Schmuckwelten Pforzheim: ein Einkaufs- und Erlebniszentrum für Schmuck und Uhren
- Museum Johannes Reuchlin: Das Museum wurde im September 2008 eröffnet und ist gleichzeitig die Vollendung des Wiederaufbaues der Schloss- und Stiftskirche St. Michael. Mit den Exponaten der Ausstellung wird auf vier Ebenen über Herkunft, Leben, Werk und Wirkung von Johannes Reuchlin, Deutschlands erstem Humanisten, berichtet.

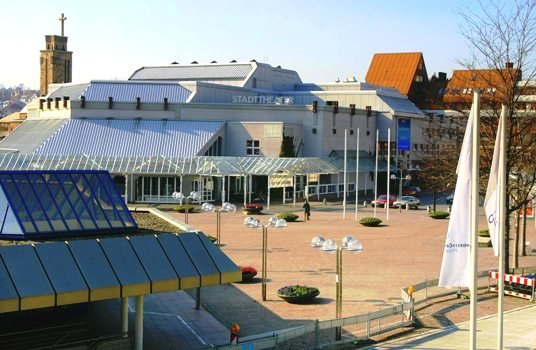
Theater Pforzheim, Blick von der Gernika-Brücke

### Theater
- Das Theater Pforzheim ist als städtische Institution ein Mehrspartentheater mit Oper, Operette, Musical, Schauspiel, Ballett, Konzert und Junger Bühne.
- Das Kulturhaus Osterfeld versteht sich als soziokulturelles Zentrum und ist zugleich Aufführungsort freier Gruppen (z. B. Amateurtheater) sowie Treffpunkt verschiedener Gruppen und Vereinigungen.
- Im Figurentheater Mottenkäfig finden Abendveranstaltungen, Kinderaufführungen und Kurzprogramme statt.

### Musik
- Badische Philharmonie Pforzheim: Die Badische Philharmonie Pforzheim unter der Leitung von Generalmusikdirektor Robin Davis ist das Konzert- und Opernorchester des Theaters Pforzheim mit eigener Konzertreihe im Congress Centrum Pforzheim.
- Fool’s Garden: Die deutsche Britpop Band aus Pforzheim benannte ihren Hit „Lemon Tree“ nach einem lokal ansässigen Zitronenbaum.
- Südwestdeutsches Kammerorchester Pforzheim: Das Südwestdeutsche Kammerorchester Pforzheim wurde 1950 von Friedrich Tilegant gegründet. Es wirkte unter anderem bei der Uraufführung eines Werks von Boris Blacher mit. Als reines Streicherensemble umfasst es 14 Musiker aus sieben Nationen.

### Kulturelle Einrichtungen
- CongressCentrum Pforzheim (CCP):

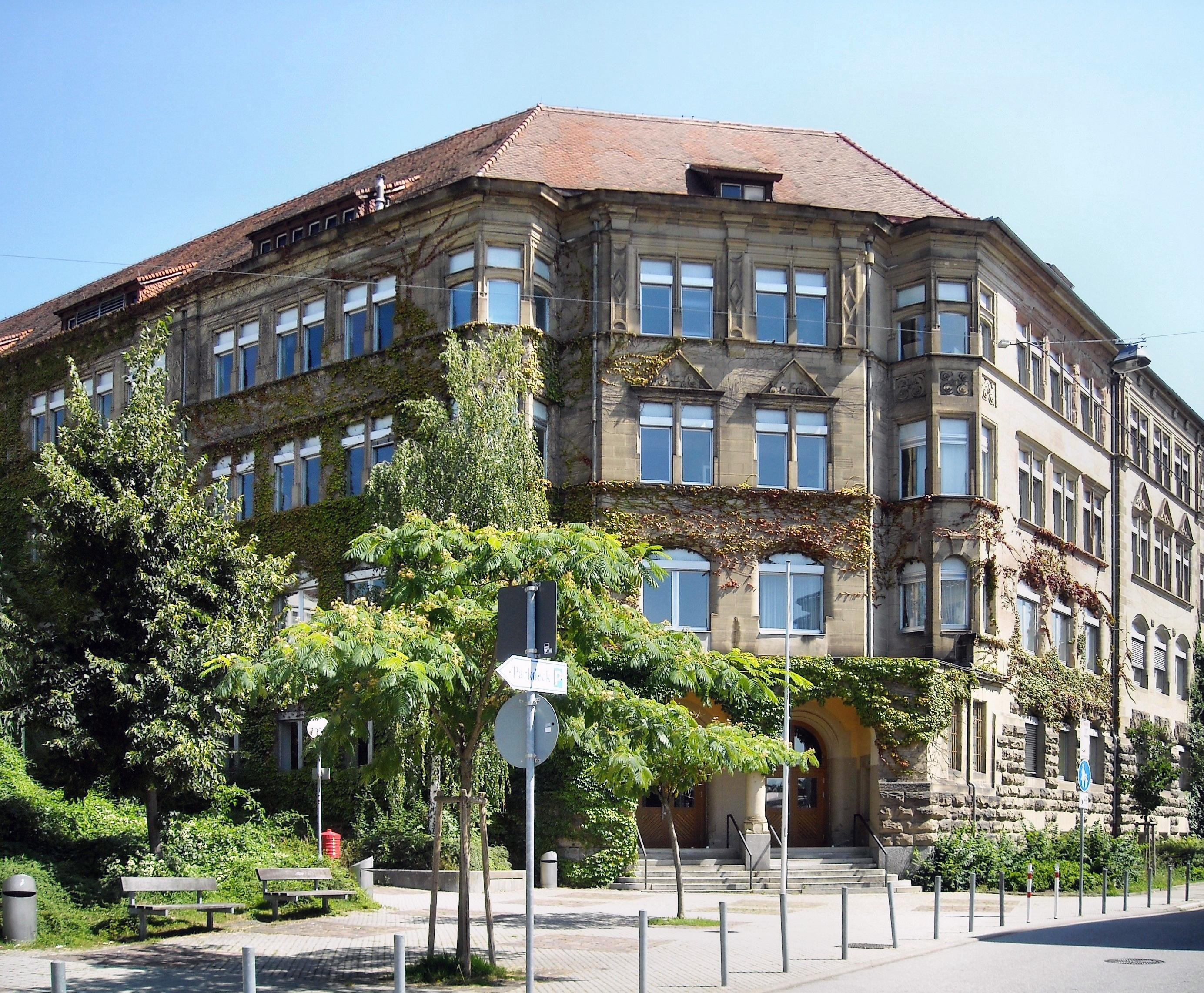
Kulturhaus Osterfeld

- Folkclub Prisma e. V.: Seit 1974 veranstaltet der ehrenamtlich geführte Verein Folkmusik-Konzerte, Workshops, Singalongs, offene Bühnen, Bal Folks und mehr. Haupt-Veranstaltungsort ist seit 2015 der Gasometer Pforzheim.
- KOKI Kommunales Kino: Seit 2003 zeigt das Programmkino Filme im Kinosaal mit 106 Plätzen in der neuen Spielstätte am Schlossberg 20.
- Stadtbibliothek: Im Jahr 2012 erzielte die Stadtbibliothek bei einem Medienbestand von 213 000 Medien eine Ausleihe von 981.000 Medien. Neben der Hauptstelle befinden sich zwei Zweigstellen in Buckenberg-Haidach und Huchenfeld, zusätzlich gibt es eine Fahrbibliothek für die Stadtteile ohne Zweigstellen. Die Onleihe wird ebenfalls angeboten (2400 Medien stehen digital zur Verfügung).
- Kulturhaus Osterfeld: versteht sich als soziokulturelles Zentrum und ist zugleich Aufführungsort freier Gruppen (z. B. Amateurtheater)
- Kupferdächle (Jugendkulturtreff): Bietet kostenlos Bandproberäume, Theater, Foto-AG und mehr für Jugendliche aus der Umgebung. Weiterhin Veranstaltungen wie z. B. Konzerte und Poetry Slams.
- Kappelhof Römischer Gutshof
- Haus der Jugend (am 9. Dezember 1949 eröffnetes Jugendhaus, dank amerikanischer Initiative. Bis heute eine Einrichtung offener Kinder- und Jugendarbeit der SJR Betriebs GmbH – Stadtjugendring.)

### Stadtbild und Architektur
Klagen über ein uneinheitliches und wenig attraktives Stadtbild beeinträchtigen bis in die Gegenwart das Image der Stadt. Sie werden gerne am Wiederaufbau Pforzheims im Stil der Nachkriegsmoderne in den späten 1940er und frühen 1950er Jahren festgemacht. Derartige Klagen gab es allerdings lange vor dem Luftangriff auf Pforzheim 1945. Das Fehlen einer klassischen repräsentativen Altstadt aufgrund der mehrfachen Stadtzerstörungen, Herrscherwechsel und internen Verschiebungen der Siedlungsschwerpunkte fiel in Pforzheim bereits vorher negativ auf.
Etliche der frühen Nachkriegsbauten in Pforzheim sind bedeutende Pionierbauten für die Nachkriegsarchitektur in Deutschland: so die evangelische Auferstehungskirche, erste Bartning-Notkirche in Deutschland, 1948 von Otto Bartning, die Matthäuskirche, 1953–1956 von Egon Eiermann, sowie das Reuchlinhaus (1957–1961).

### Gebäude
- Altes Rathaus am Marktplatz
- Neues Rathaus
- Archivbau

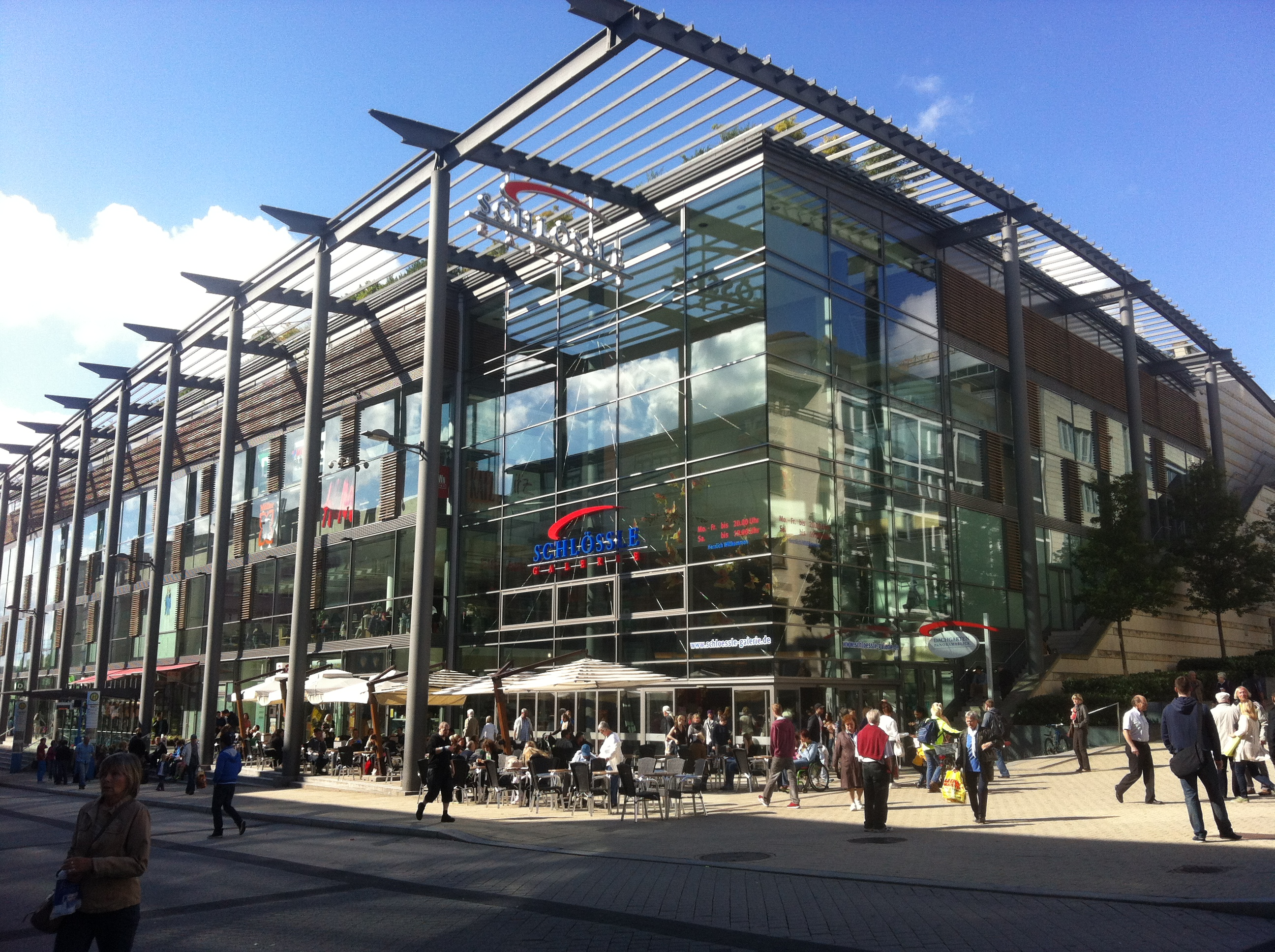
Schlössle-Galerie

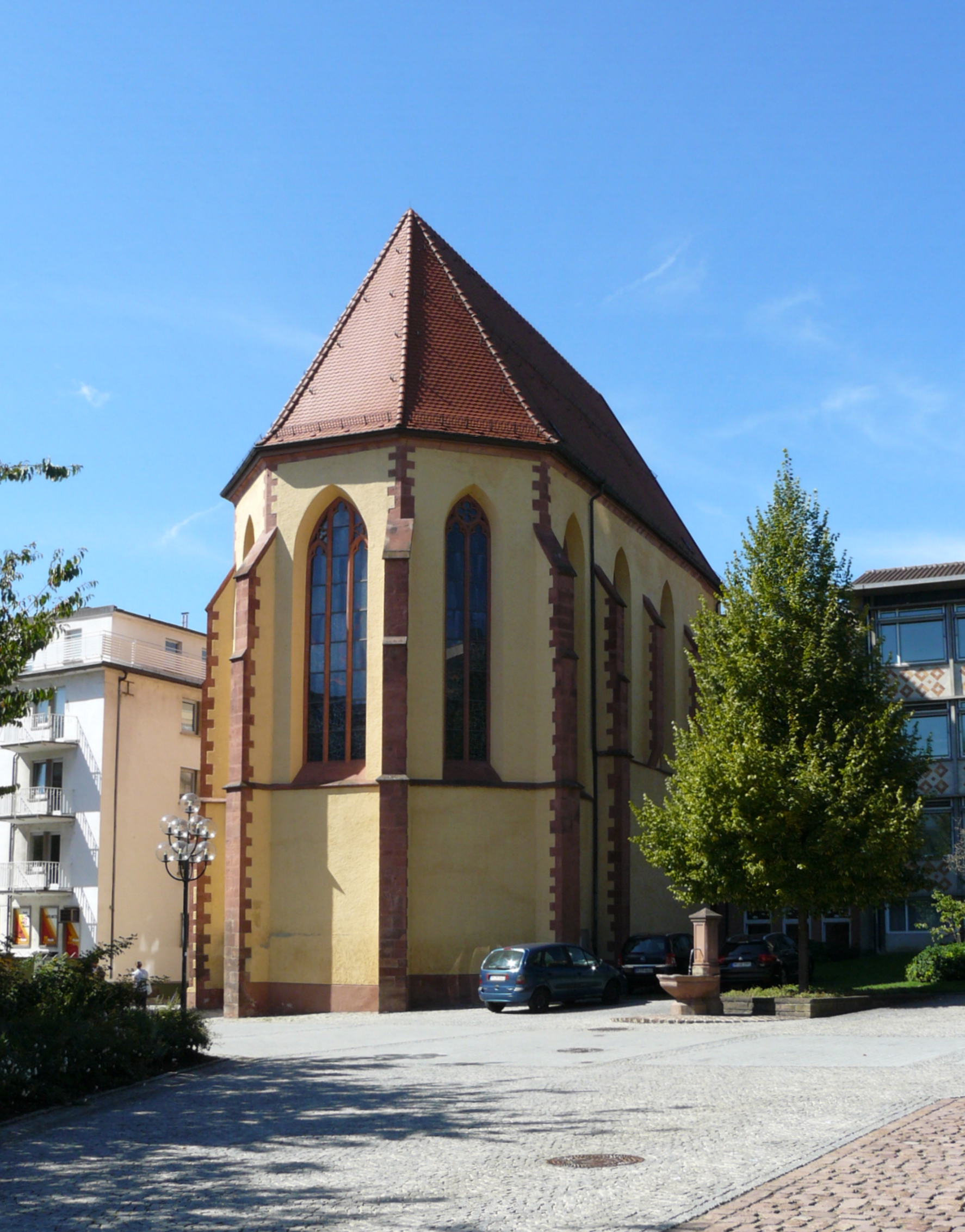
Barfüßerkirche

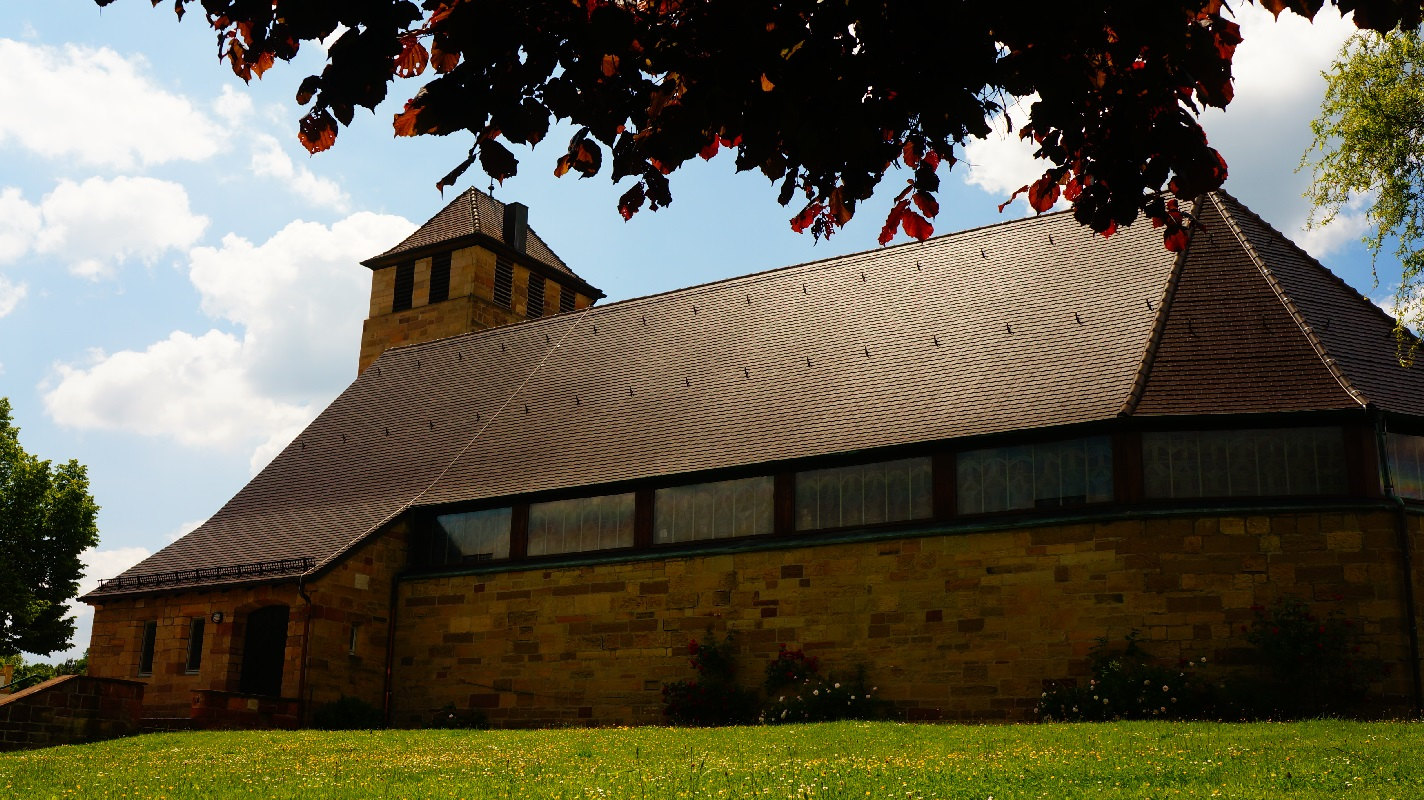
Auferstehungskirche

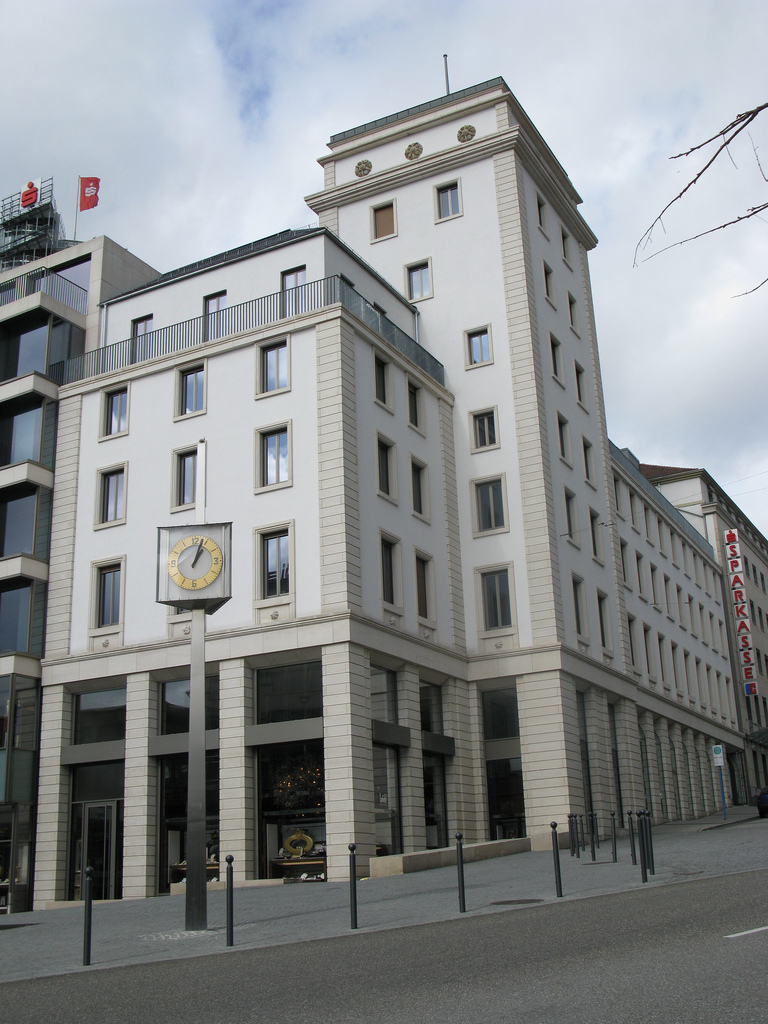
Industriehaus, Unterbringung der Schmuckwelten

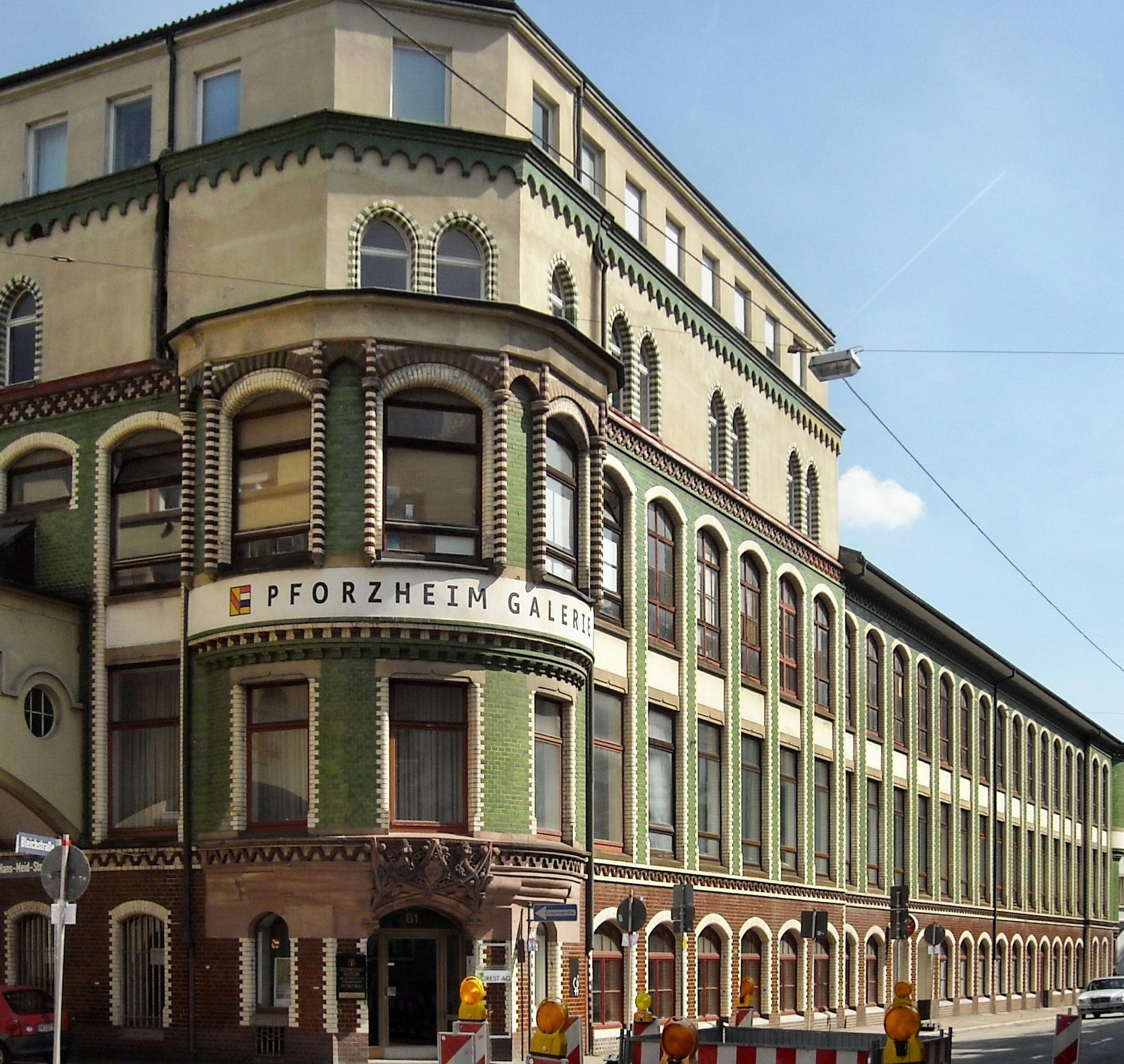
Technisches Museum der Schmuck- und Uhrenindustrie. Städtische Galerie für regionale Kunst

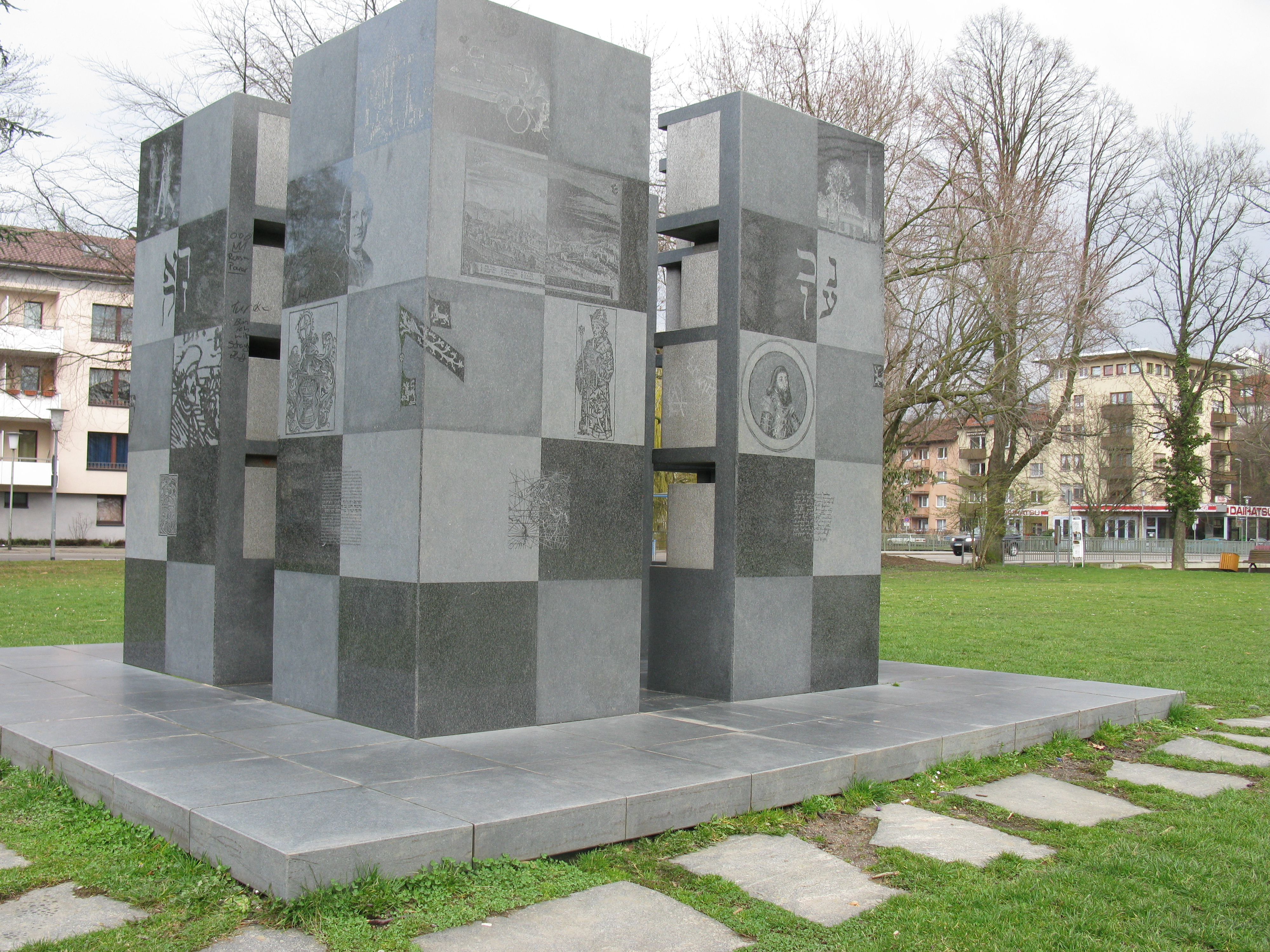
Reuchlin-Denkmal (Matthias Dämpfle)

- Ehemaliges großherzoglich-badisches Bezirksamtsgebäude
- Emma-Jaeger-Bad, Jugendstilbau
- Industriehaus Pforzheim mit Schmuckwelten
- Sparkassenturm, ein 75 Meter hohes Bürohochhaus in der Innenstadt
- Bogenbrücke in Dillweißenstein
- Leitgastturm
- Seehaus
- Alte Kelter Brötzingen
- Wasserturm auf dem Rodrücken, ein 1900 fertiggestellter, ca. 45 Meter hoher Wasser- und Aussichtsturm am Reuchlin-Gymnasium[53]
- Hachelturm, ein 1903/1904 errichteter ca. 10 Meter hoher denkmalgeschützter Aussichtsturm in der Hachelanlage[54]
- Kupferhammer
- Büchenbronner Aussichtsturm
- Schlössle-Galerie (Einkaufszentrum)
- Il Tronco (Verwaltungszentrum des Versandhauses Klingel, erbaut 2011/12)
- Villa Becker am östlichen Ende der Wilferdinger Höhe
- Wartturm auf dem Wartberg, ein 11 Meter hoher ehemaliger Befestigungs- und Signalturm aus dem 15. Jahrhundert, der heute als Aussichtsturm genutzt wird[55]
- Buckenbergkaserne
- Hohe Warte, 40 Meter hoher hölzerner Aussichtsturm im Stadtteil Hohenwart
- Villa Rothschild in der Hachelallee
- Ehemalige Villa Kahn
- Zentraler Omnibusbahnhof (ZOB) mit bemerkenswertem Betondach (2016)[56]
- Zollamt (Pforzheim) in der Durlacher Straße
- Pregizer Apotheke am Leopoldplatz, älteste Apotheke in Pforzheim
- Melanchthonhaus

### Burgruinen
- Burg Hoheneck, Pforzheim-Dillweißenstein
- Burgruine Kräheneck, Pforzheim-Dillweißenstein, siehe Weißenstein (Adelsgeschlecht)
- Burgruine Liebeneck, Pforzheim-Würm
- Schlossruine Pforzheim[57]
- Burgruine Rabeneck (Weißenstein, Dillweißenstein), Pforzheim-Dillweißenstein

### Kirchen
- Schlosskirche St. Michael, das Wahrzeichen der Stadt
- Altstadtkirche St. Martin (evangelisch)
- Auferstehungskirche (evangelisch), 1948 von Otto Bartning und erste Bartning-Notkirche in Deutschland
- Barfüßerkirche (katholisch)
- Evangelische Stadtkirche, 1965–1968 von Heinrich Otto Vogel
- Herz-Jesu-Kirche (katholisch), 1928–1929 von Otto Linder
- Matthäuskirche (evangelisch), 1953–1956 von Egon Eiermann
- St.-Franziskus-Kirche (katholisch), 1888–1891 von Adolf Williard
- Lutherkirche (evangelisch), 1954 von Olaf Andreas Gulbransson
- Raphael-Kirche (Pforzheim) Christengemeinschaft
- ehem. St. Martin in Brötzingen, heute Heimatmuseum
- Christuskirche in Brötzingen (evangelisch), 1909–1912
- St. Antonius in Brötzingen (katholisch), 1934–1935

### Sonstige Sehenswürdigkeiten

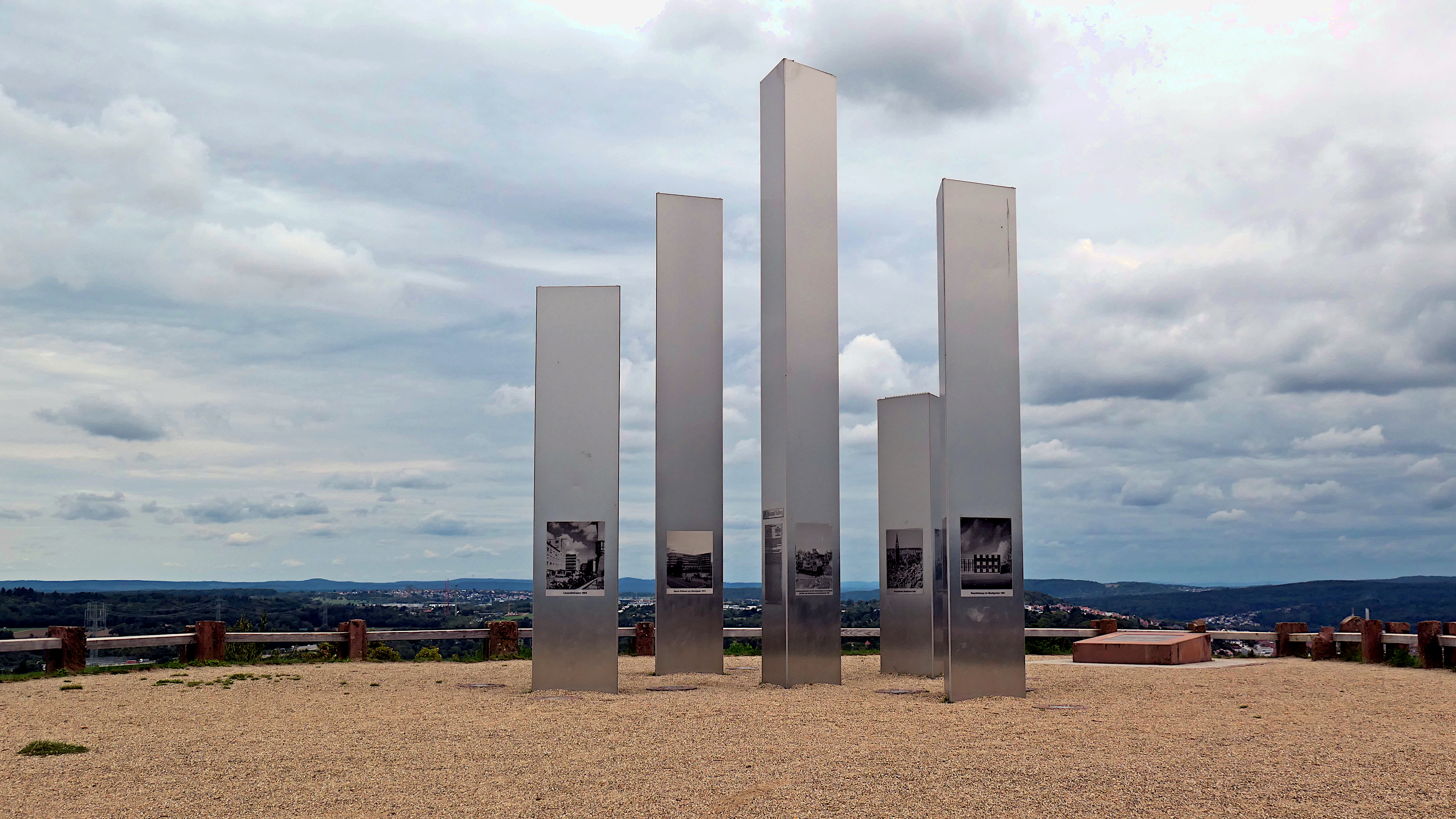
Mahnmal Wallberg

- Hauptfriedhof: Der Pforzheimer Hauptfriedhof entstand aus dem 1877 angelegten städtischen Friedhof Auf der Schanz. Der Friedhof weist das Gebäudeensemble Campo Santo von 1914 bis 1917 auf, in dessen Arkadengang zahlreiche historische Grabmäler aus älteren Bestattungsplätzen transloziert wurden. Die Aussegnungshalle des Pforzheimer Hauptfriedhofs ist ebenfalls ein Kulturdenkmal. Im Friedhof befinden sich mehrere Ehrengräber örtlicher Honoratioren sowie zahlreiche künstlerisch bedeutende Grabmale. In dem als Kulturdenkmal geltenden Friedhof befinden sich neben den Massengräbern für die Opfer des 23. Februar 1945 auch Ehrengräber für die Gefallenen des Ersten und Zweiten Weltkriegs, ein jüdischer Friedhofsteil sowie verschiedene Ehrenmale, darunter ein Mahnmal mit den Namen der Euthanasie-Morde bei der Aktion T4 sowie ein Urnenfeld und Grabplatten mit den Namen von ermordeten KZ-Häftlingen aus elf Ländern.
- Brötzinger Friedhof: Grabstätten und Gedenktafel für 32 Frauen, Kinder und Männer, die im Zweiten Weltkrieg nach Deutschland verschleppt und Opfer von Zwangsarbeit wurden.
- Alter Jüdischer Friedhof: Gedenktafel am Standort des Alten Jüdischen Friedhofs an der Eutinger Straße zur Erinnerung an den Guten Ort sowie an über 200 jüdische Einwohner, die in der NS-Zeit Opfer der Shoa wurden
- Gedenkstein zur Erinnerung an den jüdischen Arzt Rudolf Kuppenheim und seiner Frau mit Bronzetafel aus dem Jahre 1981 gegenüber dem Siloah-Krankenhaus in der Kuppenheimstraße am Wallberg zur Erinnerung an den jüdischen Arzt Rudolf Kuppenheim und seine Frau Lily, die 1940 in den Freitod gingen, um der Deportation in das Camp de Gurs zu entkommen
- Gedenkstein zur Erinnerung an den Novemberpogrom 1938 von 1967 in der Zerrennerstraße am Standort der ehemaligen Synagoge
- Stadion Brötzinger Tal: Das 1913 eröffnete Stadion ist das Fußballstadion des 1. CfR Pforzheim von 1896.
- Skulpturenweg Seehaus Pforzheim: Im Waldgebiet Hagenschiess stellen 14 Künstler ihre Werke aus (Stand 2016). Der Skulpturenweg ist als sich ständig weiterentwickelnde Dauerausstellung konzipiert. Pro Jahr kommen etwa zwei bis drei neue Objekte hinzu, andere Werke werden wieder abgebaut oder ersetzt.
- Enzauenpark: errichtet zur Landesgartenschau 1992, der letzten stark besuchten Landesgartenschau in Baden-Württemberg mit 1,33 Millionen Besuchern.
- Wildpark mit Hochseilgarten:
- Bertha-Benz-Denkmal: Denkmal von René Dantes vor dem CongressCentrum Pforzheim, sowie direkt davor die Bertha Benz Memorial Route, von Mannheim nach Pforzheim und zurück, die an zahlreichen Sehenswürdigkeiten vorbeiführt.
- Weststadtpark: ein Grünflächenareal im Pforzheimer Wohnquartier Maihälden. Er wurde im Zuge des 19. Jahrhunderts an den Hängen des Wallbergs errichtet, gegen 1907 aufgelassen und nachfolgend in eine Parklandschaft umstrukturiert.
- Mahnmal Wallberg: Auf dem Gipfel des Wallbergs erinnern Stahlstelen an den Luftangriff auf Pforzheim am 23. Februar 1945.

### Sport
Pforzheim ist regionale Handballhochburg, in der Saison 2013/14 spielt die TGS Pforzheim in der 3. Liga, in der Oberliga Baden-Württemberg spielt die SG Pforzheim/Eutingen, der Heimatverein von Patrick Groetzki; die männliche A-Jugend der SG Pforzheim/Eutingen spielt in der A-Jugend-Bundesliga.
Im Tanzsport spielt Pforzheim eine bedeutende Rolle. Bereits seit 1939 gibt es in der Stadt einen Tanzsportclub, den Schwarz-Weiss-Club e. V. Nach vielen kleinen Turnieren veranstaltete dieser Club 1962 erstmals unter der Leitung seines 1. Vorsitzenden Werner Dietrich ein internationales Tanzturnier, das Turnier um den Goldstadtpokal. Dieses Turnier entwickelte sich rasch zu einem der weltweiten Spitzenturniere. Seit 1995 verfügt die Stadt über ein Landesleistungszentrum Tanzsport.
In der Fußballsaison 2023/24 spielt der 2010 gegründete 1. CfR Pforzheim in der fünftklassigen Oberliga Baden-Württemberg.
Arthur Hiller war 1905 Kapitän des 1. FC Pforzheim, das Team erreichte damals das Finale um die deutsche Meisterschaft. Im Jahre 1908 war Hiller erstmals Kapitän der deutschen Nationalmannschaft. Am 3. April 1910 machte der Neffe von Arthur Hiller, Marius Hiller, beim 3:2-Sieg gegen die Schweiz sein erstes Länderspiel und schoss ein Tor. Er ist dadurch mit 18 Jahren der zweitjüngste DFB-Debütant und der jüngste DFB-Torschütze.
Der Sparkassen Cross Pforzheim, ausgetragen am Lohwiesenhof im Stadtteil Huchenfeld, zählt zu den wichtigsten Crossläufen Deutschlands.
Die Schützengesellschaft Pforzheim 1450 e. V. betreibt Groß- und Kleinkaliberdisziplinen, sowie Druckluft- und Bogenschießen als Amateur- und Leistungssport. In die Schützengesellschaft ist das Landesleistungszentrum Schießsport Baden-Württemberg integriert, dessen schießsportliche Schulungen unter Sportschützen in der gesamten Bundesrepublik bekannt sind. Die Schützengesellschaft Pforzheim war Austragungsort der Weltmeisterschaften in den Jahren 1989 und 2012 und der Europameisterschaften in den Jahren 1999 und 2005 im Vorderladerschießen gewesen. Der Verein ist Mitglied im badischen Sportschützenverband, dem Deutschen Schützenbund sowie der International Shooting Sport Federation. Der Verein betreibt aktiv Jugendarbeit; er bietet unter anderem regelmäßiges Training für Jungschützen an.
Nachdem sich die Stadt Pforzheim 2021 als Host Town für die Gestaltung eines viertägigen Programms für eine internationale Delegation der Special Olympics World Summer Games 2023 beworben hatte, wurde die Stadt 2022 als Gastgeberin für Special Olympics Vietnam ausgewählt. Das Programm für die Delegation wird vor den Weltspielen stattfinden und macht Pforzheim zu einem Teil des größten kommunalen Inklusionsprojekts in der Geschichte der Bundesrepublik mit mehr als 200 Host Towns.

### Regelmäßige Veranstaltungen
- Januar: Rudolf Reinacher Turnier, internationales AH-Fußball-Hallenturnier des 1. FC Pforzheim (ältestes Hallenturnier der Welt)
- Januar: Der Goldstadtpokal, großes internationales Tanzturnier, ausgerichtet vom Schwarz-Weiss-Club Pforzheim
- Juni: Pforzemer Mess auf dem Messplatz[62]
- August: Oechsle-Fest auf dem Marktplatz – Weinfest mit kulinarischen Köstlichkeiten aus der Region, benannt nach dem Pforzheimer Christian Ferdinand Oechsle, Namensgebers der Wein- und Mostwaage
- September: Seit 2019 einmal pro Jahr Baumesse Pforzheim auf dem Messplatz[63]
- November: Sparkassen Cross Pforzheim, am Lohwiesenhof im Stadtteil Huchenfeld
- Dezember: Goldener Weihnachtsmarkt Pforzheim

## Wirtschaft und Infrastruktur

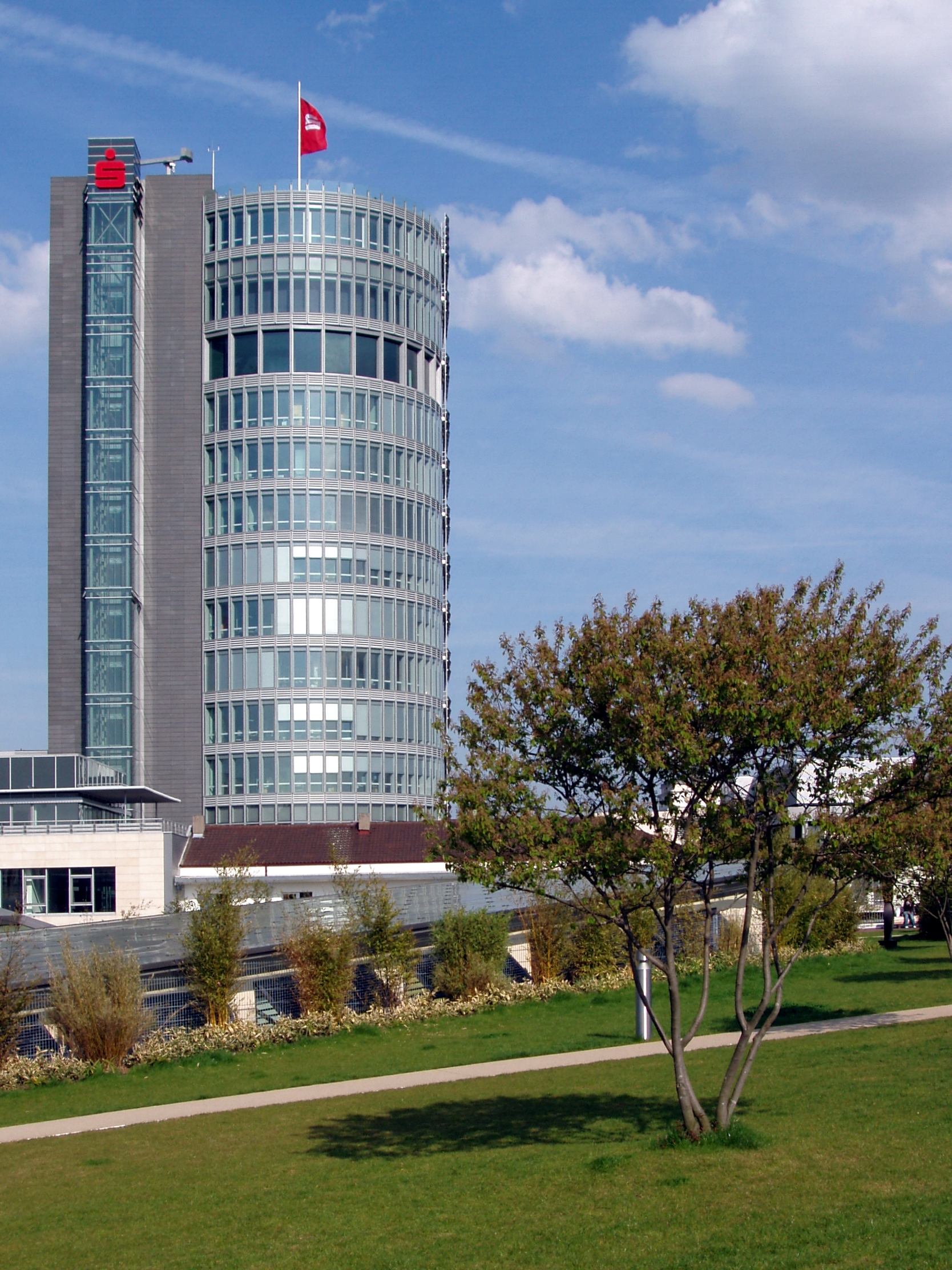
Sparkasse Pforzheim Calw in der Pforzheimer Innenstadt

Pforzheim ist eines der Oberzentren in Baden-Württemberg und verfügt über eine der höchsten Industriedichten des Landes. Auf 1000 Einwohner kommen 593 Erwerbstätige. Im Jahre 2016 erbrachte Pforzheim, innerhalb der Stadtgrenzen, ein Bruttoinlandsprodukt (BIP) von 4,943 Milliarden €. Das BIP pro Kopf lag im selben Jahr bei 40.227 € (Baden-Württemberg: 43.632 €, Deutschland 38.180 €) und liegt damit deutlich unter dem regionalen Durchschnitt. Pro Erwerbsperson beträgt es 64.584. Die Stadt besitzt vier große Gewerbegebiete: die Wilferdinger Höhe, das Brötzinger Tal, das Altgefäll und die Hohenäcker.
Die Wirtschaft ist nur noch teilweise auf die Herstellung von Uhren und Schmuck ausgerichtet. 75 Prozent des deutschen Schmucks kommen aus Pforzheim (z. B. Wellendorff). Der Bundesverband Schmuck, Uhren, Silberwaren und verwandte Industrien hat seinen Sitz in Pforzheim. Viele Arbeitsplätze werden aber durch die Bereiche Metallverarbeitung, Elektronik und Elektrotechnik gestellt. Der Versandhandel (Bader Versand, Versandhaus Klingel, Wenz) nimmt mit seinen Millionenumsätzen eine führende Position in Deutschland ein. In Pforzheim gibt es etwa 68.100 Erwerbstätige. Die Kaufkraft pro Einwohner lag bei 19.400 Euro.
Im Zukunftsatlas 2016 belegte die kreisfreie Stadt Pforzheim Platz 87 von 402 Landkreisen, Kommunalverbänden und kreisfreien Städten in Deutschland und zählt damit zu den Orten mit „hohen Zukunftschancen“. In der Ausgabe von 2019 lag er auf Platz 163 von 401.

### Strukturwandel
Die Stadt Pforzheim hat seit Beginn der 1980er Jahre mit einem industriellen Strukturwandel zu kämpfen. Die Schmuckindustrie wanderte großflächig ab. Daraus resultiert ein hoher Arbeitsplatzverlust. Im Jahr 1990 waren noch rund 65.000 sozialversicherungspflichtige Beschäftigte in Pforzheim tätig, 2011 waren es nur noch rund 50.000. Das entspricht etwa einem Rückgang von 25 %.
Die Zahl der Erwerbstätigen bleibt jedoch konstant bei rund 70.000.
Die Arbeitslosenquote lag im Juni 2008 bei 7,0 Prozent. Betrachtet nach Stadt- und Landkreisen ergab sich im November 2011 für die Stadt Pforzheim bei 4539 Arbeitslosen eine Quote von 7,7 Prozent; die höchste in Baden-Württemberg. Im Dezember 2018 lag die Arbeitslosenquote bei 5,3 %.

### Ansässige Unternehmen (Auswahl)
- Aktivbank

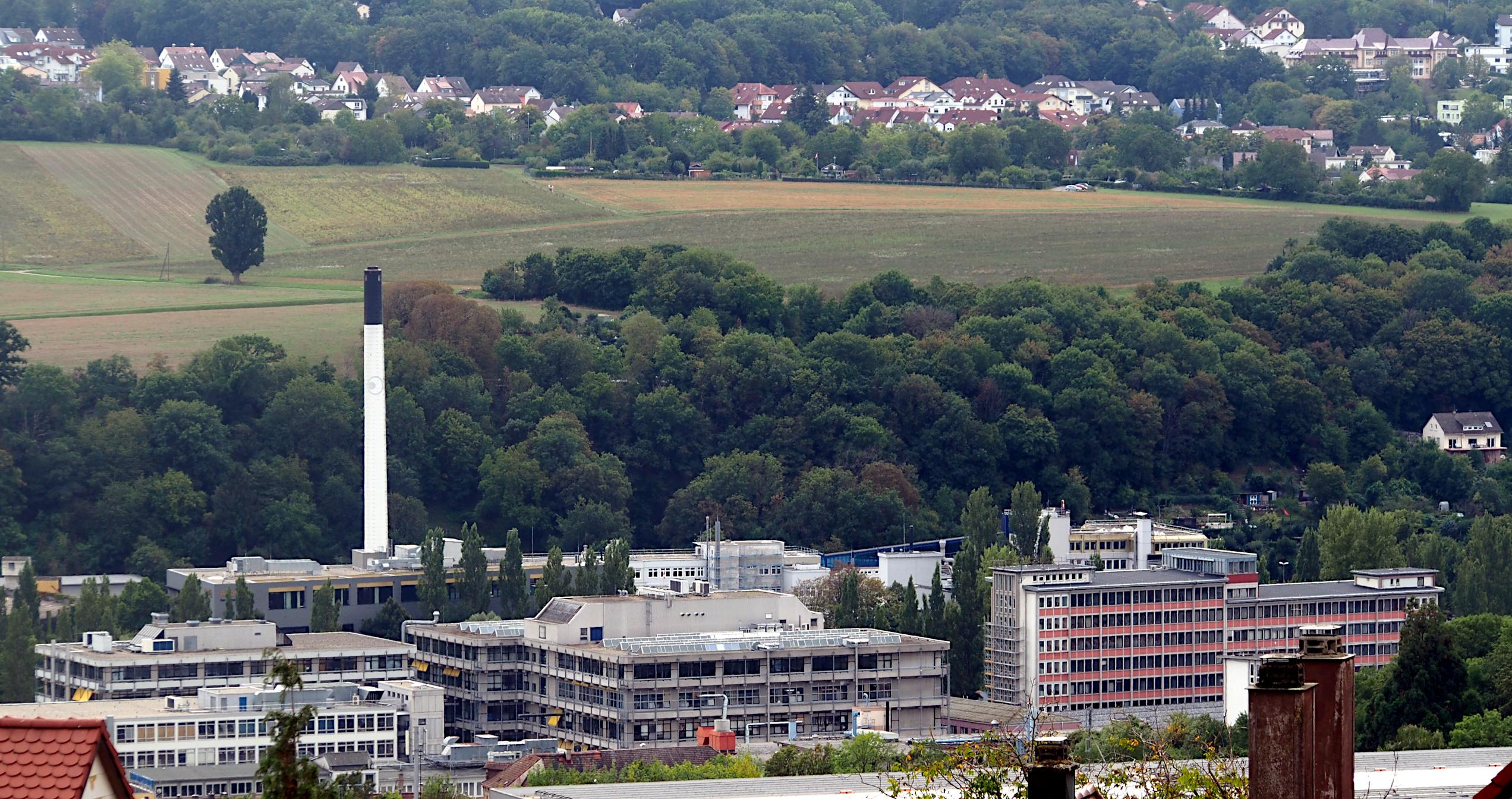
Agosi und Witzenmann

- Allgemeine Gold- und Silberscheideanstalt AG (Agosi)
- Amazon.com
- Aristo
- Bader Versand
- Doduco
- Kramski Group
- Laco Uhrenmanufaktur
- Heimerle + Meule
- Mahle Behr
- Uhren- und Schmuckfabrik G. A. Müller
- Sparkasse Pforzheim Calw
- Stadtwerke Pforzheim
- Stöber Antriebstechnik
- Versandhaus Klingel (insolvent seit 2023)
- Volksbank Pforzheim
- Wellendorff
- Witzenmann Gruppe
- Zapp AG

### Verkehr

#### Straßenverkehr

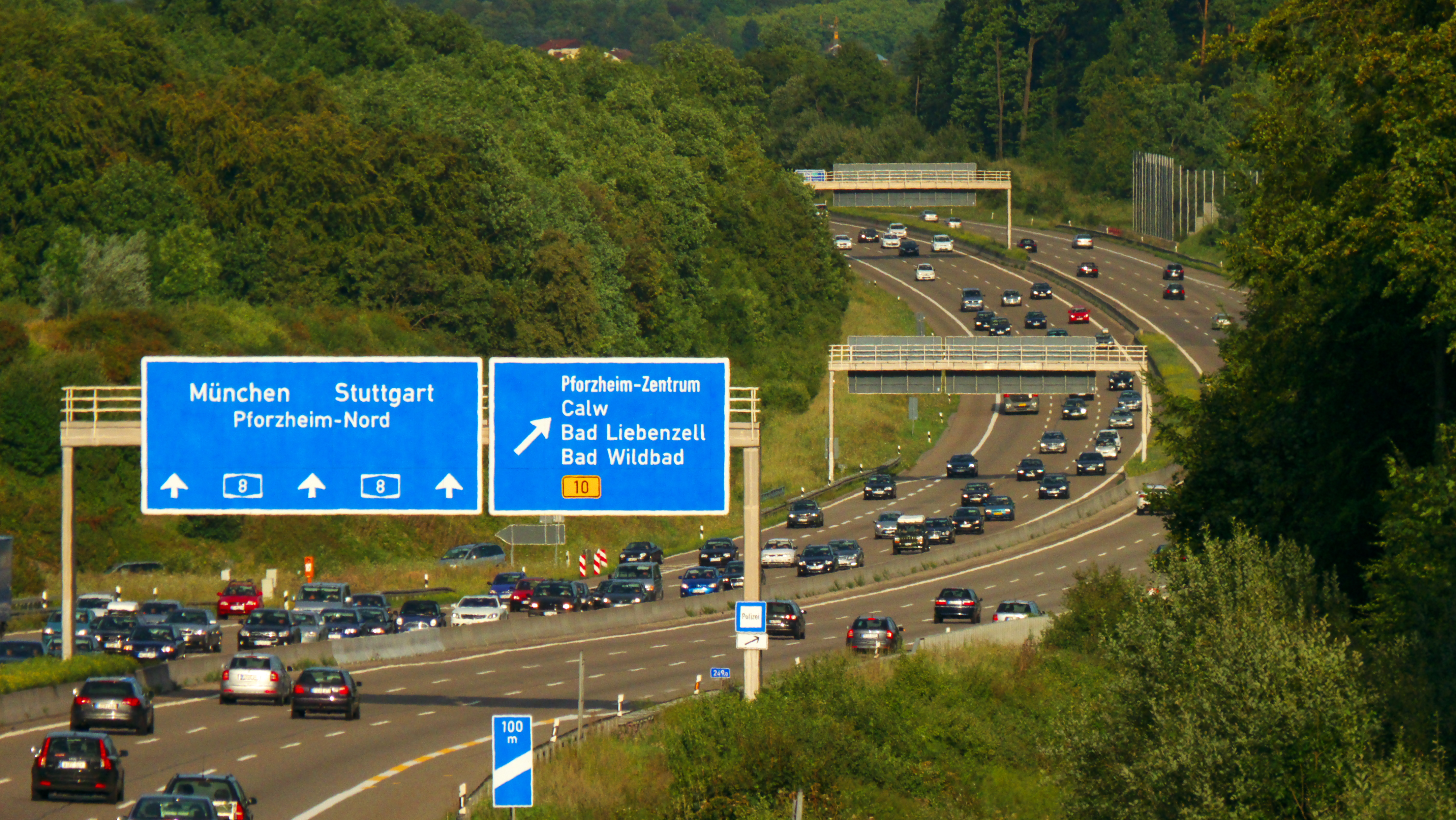
A 8 bei Pforzheim

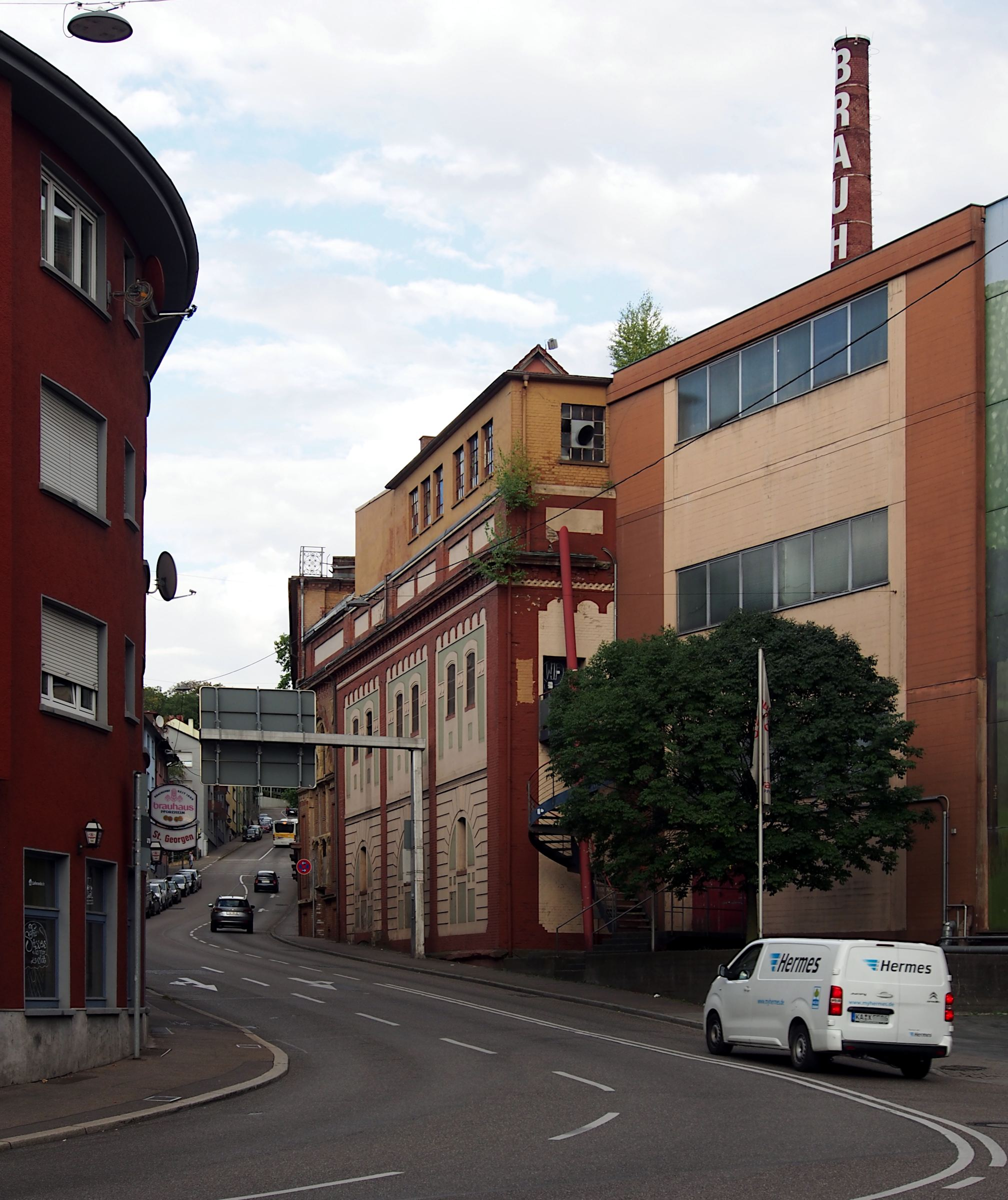
Die steile Georgensteige war lange die einzige Zufahrt zum Buckenberg, Haidach und Gewerbegebiet Altgefäll.

Nördlich von Pforzheim verläuft die Bundesautobahn 8 von Karlsruhe nach Stuttgart, von der die Stadt über vier Ausfahrten zu erreichen ist. Die vierte Ausfahrt Pforzheim Süd wurde 2008 fertiggestellt, die südlichen und besonders die südöstlichen Stadtteile lassen sich damit einfacher erreichen. Über die A 8 ist der 24 km südöstlich gelegene Internationale Flughafen Stuttgart erreichbar, der Flughafen Karlsruhe/Baden-Baden befindet sich 46 km südwestlich.
Durch die Stadt selbst führen die B 10 parallel zur Autobahn und die B 294 in Nord-Süd-Richtung. Ferner beginnt hier die B 463 in Richtung Nagold.

#### Schienenverkehr

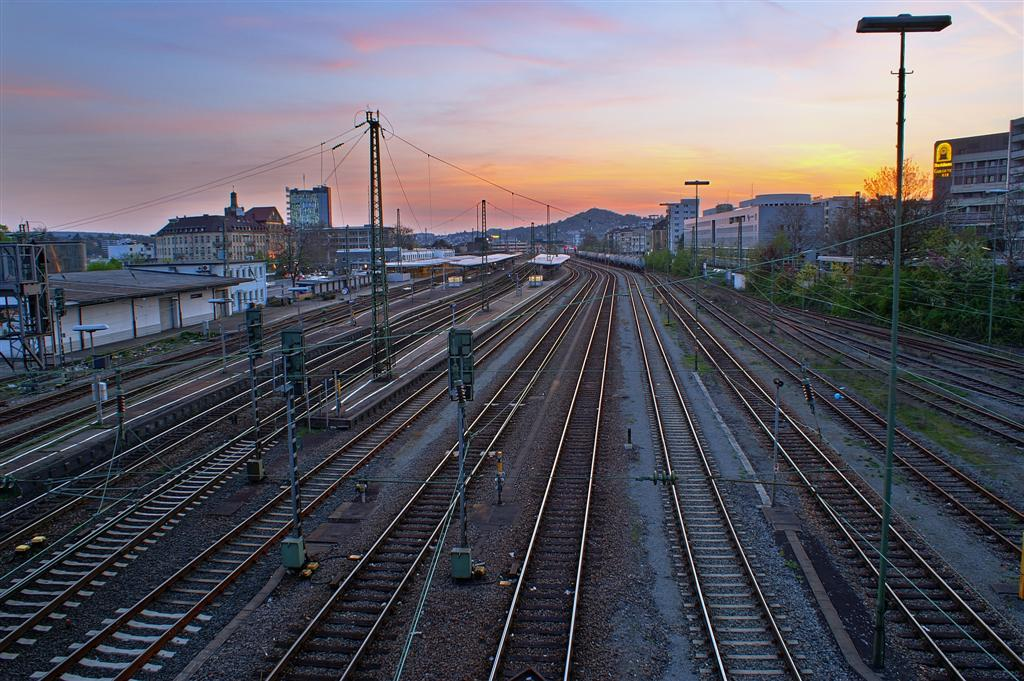
Pforzheim Hbf

Der Pforzheimer Hauptbahnhof liegt an der Bahnstrecke Mühlacker-Karlsruhe. Ferner führen zwei Eisenbahnstrecken in den Schwarzwald nach Bad Wildbad (Enztalbahn) und nach Hochdorf (Nagoldtalbahn). Daneben ist Pforzheim auch an die Stadtbahn Karlsruhe angeschlossen.
Zwischen 1900 und 1968 wurde der Nahverkehr maßgeblich durch die Pforzheimer Kleinbahn nach Ittersbach (1900 bis 1968), die städtische Straßenbahn Pforzheim (1911 bis 1964) und den Oberleitungsbus Pforzheim (1951 bis 1969) gewährleistet.
Übersicht Pforzheim Hbf Nahverkehr:
- Inter-Regio-Express-Linie IRE 1 (Karlsruhe–Pforzheim–Mühlacker–Vaihingen/Enz–Stuttgart-Aalen (bis Aalen nur stündlich)) – Betreiber: Arverio Baden-Württemberg

30-30-60-Minuten-Takt
- Regionalbahn-Linie MEX 17a (Karlsruhe (nur 2-stündlich ergänzend zum IC) Pforzheim–Mühlacker–Vaihingen/Enz–Bietigheim-Bissingen–Stuttgart) – Betreiber: SWEG Bahn Stuttgart

60-Minuten-Takt
- Regionalbahn-Linie RB 74 (Pforzheim–Horb–Tübingen (bis Tübingen nur einzelne Fahrten)) Kulturbahn – Betreiber: DB ZugBus Regionalverkehr Alb-Bodensee

60-Minuten-Takt mit HVZ-Verstärkern bis Nagold
- Stadtbahn-Linie S 5 / S 51 (S. 51 nur einzelne Fahrten ab Pforzheim) (Wörth–Karlsruhe–Pforzheim) – Betreiber: Albtal-Verkehrs-Gesellschaft

40–60-Minuten-Takt, Morgens und nachmittags gibt es stündliche Eilzug-Verstärker nach Karlsruhe Albtalbahnhof/Karlsruhe Hbf
- Stadtbahn-Linie S 6 (Pforzheim-Neuenbürg-Bad Wildbad) – Betreiber: Albtal-Verkehrs-Gesellschaft

60-Minuten-Takt mit HVZ-Verstärkern
Übersicht Pforzheim Hbf Fernverkehr:
- Im Fernverkehr halten hier zweistündlich die Züge des Intercitys (Karlsruhe–Pforzheim–Stuttgart–Aalen–Nürnberg) – Betreiber: DB Fernverkehr
- Ebenfalls ein IC nachts (Stuttgart-Pforzheim-Karlsruhe-Frankfurt-Siegen-Dortmund) – Betreiber: DB Fernverkehr

#### Öffentlicher Personennahverkehr
Die Stadt besitzt einen Busbahnhof, ZOB (Zentraler Omnibusbahnhof). Den sonstigen öffentlichen Personennahverkehr (ÖPNV) im Stadtgebiet bedienen Busse des RVS (Regionalbusverkehr Südwest, DB Tochter) und verschiedene andere Verkehrsunternehmen. Sie alle fahren zu einheitlichen Preisen innerhalb des Verkehrsverbundes Pforzheim-Enzkreis.
Bis Mitte 2014 gab es noch drei Busbahnhöfe: Den ZOB Mitte, der umgebaut wurde, den ZOB Süd und den ZOB Nord. Auf dem Gebiet des ehemaligen ZOB Nord befindet sich mittlerweile eine Grünfläche.

#### Radverkehr
Der Modal Split des Radverkehrs lag im Jahr 2017 bei 3 %. Damit liegt Pforzheim unter den Großstädten in Baden-Württemberg auf dem letzten Platz.
Durch Alltagsrouten aus dem Radnetz Baden-Württemberg ist Pforzheim 
- über Niefern mit Mühlacker,
- über Ispringen, Kämpfelbach (Ersingen und Bilfingen) und Königsbach mit Karlsruhe,
- über Unterreichenbach und Bad Liebenzell mit Calw und
- über Neuenbürg und Höfen mit Bad Wildbad verbunden.

Letztere Verbindung verläuft jedoch zwischen Pforzheim und Neuenbürg großteils auf einem Waldweg und passiert die Enz auf einer sehr schmalen Brücke.
Außerdem gibt es ein Radverkehrskonzept der Stadt aus dem Jahr 2013.
Durch die Stadt verlaufen zwei Landes-Radfernwege: 
Der Heidelberg-Schwarzwald-Bodensee-Radweg von Heidelberg nach Radolfzell führt von Bretten über Neulingen (Bauschlott und Göbrichen) kommend durch Pforzheim und verlässt das Stadtgebiet in Richtung Calw. Zudem beginnt in Pforzheim der Schwarzwald-Panorama-Radweg, der über Bad Wildbad nach Waldshut-Tiengen führt.
Außerdem führt der Enztalradweg durch Pforzheim.
Pforzheim ist Mitglied der AGFK (Arbeitsgemeinschaft Fahrrad- und Fußverkehrsfreundlicher Kommunen) in Baden-Württemberg.

### Medien
In Pforzheim erscheinen als Tageszeitungen die Pforzheimer Zeitung und der Pforzheimer Kurier, eine Regionalausgabe der Badischen Neuesten Nachrichten (BNN), die in Karlsruhe ihre Hauptredaktion hat. Der zuständige private Bereichssender ist Antenne 1 auf 107,0 MHz, der ein Regionalstudio in der Stadt unterhält. Der private Lokalsender für Pforzheim ist Die neue Welle auf 91,4 MHz.
Im Stadtgebiet gibt es drei Senderstandorte: den Wasserturm Wartberg, den Sender Dillweißenstein (48°52'19.69 N, 8°41'02.03 O) und den Sender Arlinger (48°53'13.10 N, 8°38'38.80 O).

### Gerichte und Behörden

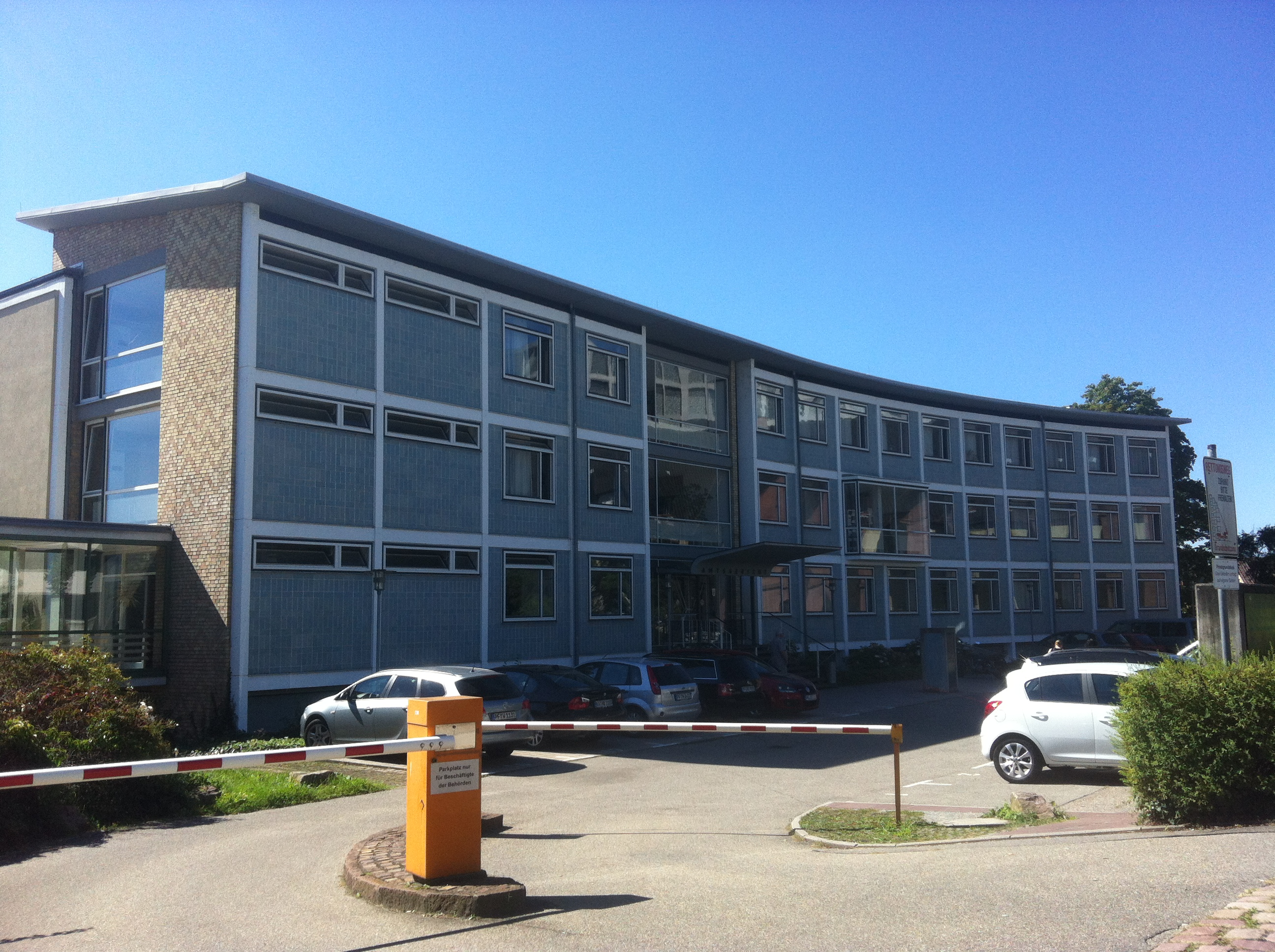
Amtsgericht Pforzheim

Pforzheim ist Sitz des Amtsgerichts Pforzheim, das zum Landgerichts- und OLG-Bezirk Karlsruhe gehört, sowie des Arbeitsgerichts Pforzheim. Ferner beherbergt die Stadt eine Zweigstelle der Staatsanwaltschaft Karlsruhe, die auch für den Bezirk des Amtsgerichts Maulbronn zuständig ist. In Pforzheim sind zudem eine Kammer für Handelssachen sowie mehrere Strafkammern und eine Strafvollstreckungskammer als auswärtige Kammern des Landgerichts Karlsruhe ansässig.
Pforzheim ist auch Sitz des Regionalverbands Nordschwarzwald, der Industrie- und Handelskammer (IHK) Nordschwarzwald, deren Kammerbezirk die Region Nordschwarzwald umfasst, einer Agentur für Arbeit, eines Finanzamts und eines Zollamts.
Die Stadt ist ferner Sitz des Kirchenbezirks Pforzheim-Stadt der Evangelischen Landeskirche in Baden und des Dekanats Pforzheim im Erzbistum Freiburg.
Die Stadt Pforzheim betreibt als einer von drei Trägern (20 %) zusammen mit dem Enzkreis (30 %) und dem Deutschen Roten Kreuz (50 %) die örtliche Integrierte Leitstelle für Feuerwehr, Rettungsdienst und Katastrophenschutz. Diese nahm am 15. Oktober 2015 ihren Dienst auf und ersetzte die bisherigen Leitstellen der Feuerwehr, Träger war hier die Stadt Pforzheim die hier die gesetzliche Aufgabe für den Enzkreis mit erledigte während dieser finanziellen Ausgleich leistete, und des Rettungsdienstes dessen Trägerschaft beim DRK lag.
Pforzheim beherbergt die Abschiebungshafteinrichtung Pforzheim, in der sich zuvor als Außenstelle der Justizvollzugsanstalt Heimsheim die Jugendstrafanstalt Pforzheim befand. Des Weiteren ist die Stadt Sitz des Landratsamtes Enzkreis.
Aufgrund ihrer Bevölkerungszahl von über 100.000 Einwohnern muss die Stadt eine Berufsfeuerwehr unterhalten.

### Bildung
Die Hochschule Pforzheim – Hochschule für Gestaltung, Technik, Wirtschaft und Recht hat etwa 6000 Studenten. Sie entstand 1992 durch Zusammenschluss der 1877 gegründeten ehemaligen Großherzoglichen Kunstgewerbeschule und Fachschule für die Metallindustrie mit der 1963 gegründeten ehemaligen Staatlichen Höheren Wirtschaftsfachschule. Die Bereiche Gestaltung und Technik/Wirtschaft haben getrennte Standorte. Die Hochschule legt Wert auf Internationalität, unter anderem ist sie Mitglied im NIBES-Verbund und pflegt zum Beispiel regelmäßigen akademischen Austausch mit der Josip-Juraj-Strossmayer-Universität Osijek in Kroatien. Es gibt zahlreiche Masterstudiengänge an der Pforzheim Graduate School, die zur Hochschule Pforzheim gehört.
Des Weiteren besteht die Goldschmiedeschule mit Uhrmacherschule Pforzheim. Sie ist die einzige ihrer Art in Europa, dadurch wird sie auch von vielen ausländischen Schülern besucht.
Pforzheim hat auch ein Staatliches Seminar für Didaktik und Lehrerbildung (Grund- und Hauptschulen).
Das Staatliche Schulamt Pforzheim ist seit 2010 in der Maximilianstraße untergebracht. Die Behörde ist untere Schulaufsichtsbehörde für alle Grund-, Haupt-, Werkreal- und Real- und Gemeinschaftsschulen sowie für die Sonderpädagogischen Bildungs- und Beratungszentren im Bereich der Stadt Pforzheim, des Enzkreises und des Kreises Calw.
Das Abitur kann auf dem Reuchlin-Gymnasium, dem Kepler-Gymnasium, dem Hebel-Gymnasium, dem Theodor-Heuss-Gymnasium, dem Hilda-Gymnasium, dem Schiller-Gymnasium (privates Ganztagesgymnasium), der Fritz-Erler-Schule (Wirtschaftswissenschaftliches Gymnasium), der Heinrich-Wieland-Schule (Technisches Gymnasium), der Johanna-Wittum-Schule (Ernährungswissenschaftliches Gymnasium/Biotechnologisches Gymnasium) der Goetheschule (Waldorfschule) und der Ludwig-Erhard-Schule Pforzheim (Wirtschaftsoberschule) abgelegt werden. Die Fachhochschulreife kann auf der staatlich anerkannten privaten Carlo Schmid Schule des Internationalen Bundes erworben werden.

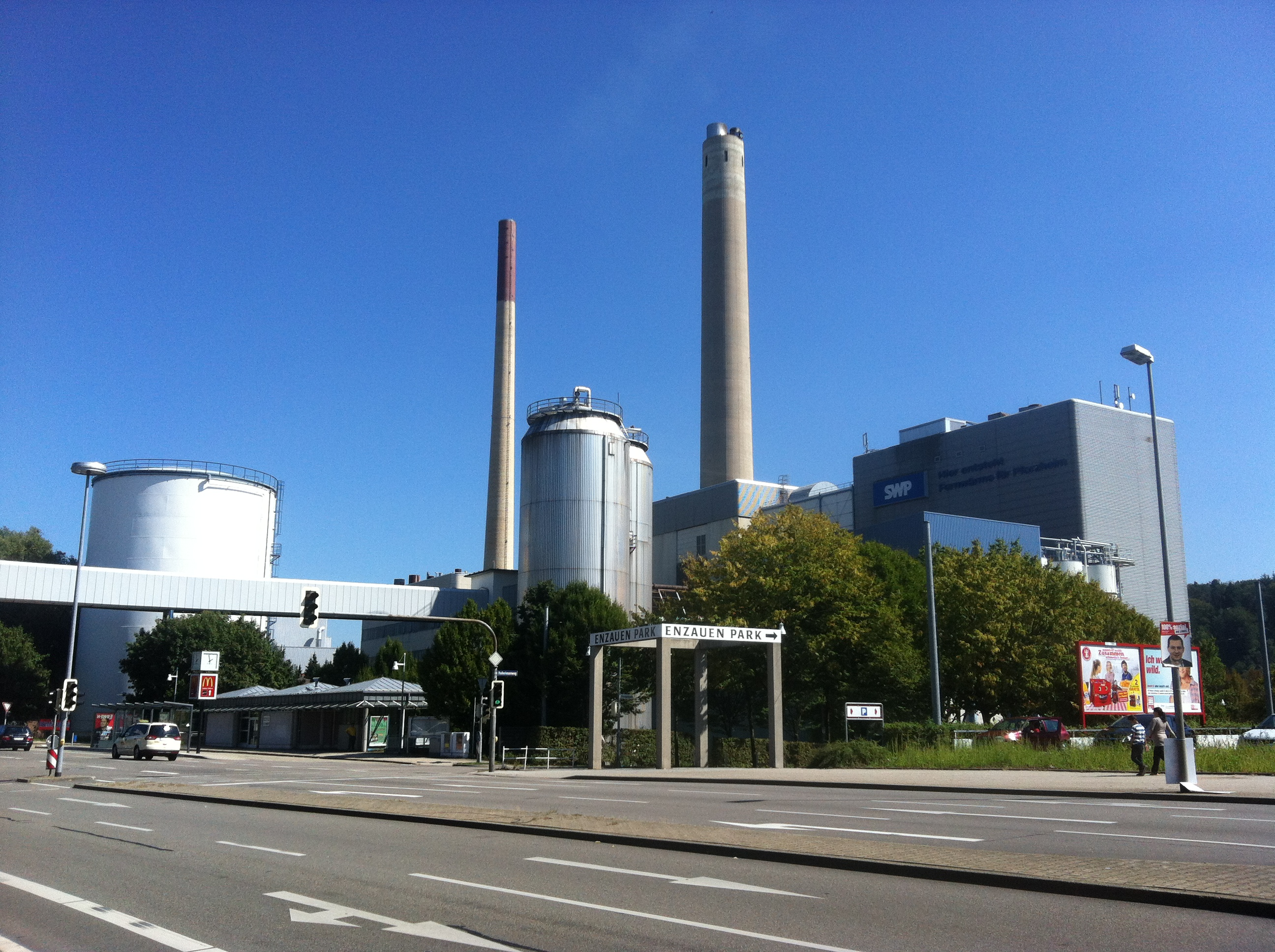
Heizkraftwerk Pforzheim

Daneben gibt es in Pforzheim auch eine Reihe von Sonderpädagogischen Bildungs- und Beratungszentren (SBBZ): Die Pestalozzi- und die Bohrainschule haben den Förderschwerpunkt Lernen, wobei die Bohrainschule von Schülern aus dem Pforzheimer Stadtgebiet und die Pestalozzischule von Schülern aus benachbarten Gemeinden des Enzkreises besucht wird. Schüler mit einer geistigen Behinderung besuchen die Gustav-Heinemann-Schule in Pforzheim oder die Schule am Winterrain in Ispringen, Schulträger dieser beiden Schulen und der Pestalozzischule ist das Landratsamt Enzkreis. Das örtliche Sonderpädagogische Bildungs- und Beratungszentrum mit dem Förderschwerpunkt Sprache die Schlossparkschule. Daneben ist die Raphael-Schule in Pforzheim-Eutingen ein privates, an der Anthroposophie orientiertes Sonderpädagogisches Bildungs- und Beratungszentrum mit den Förderschwerpunkten emotionale und soziale Entwicklung sowie Lernen.

### Sozialeinrichtungen
Pforzheim betreibt (im Jahre 2021) sechs Familienzentren mit einem breiten Unterstützungs- und Bildungsangebot. Die erste dieser Einrichtungen war das in freier Trägerschaft betriebene Familienzentrum Au, das 2002 seinen Betrieb aufnahm. Ihm folgte 2008 das von der AWO getragene Familienzentrum Oststadt, später das von der Diakonie Pforzheim getragene Lukas Zentrum der Pforzheimer Weststadt, das Zentrum für Familien – Mehrgenerationenhaus im Bernhardushaus der Caritas Pforzheim, das Familienzentrum Nord der evangelischen Pforzheimer Stadtmission, sowie das in freier Trägerschaft arbeitende Bürgerhaus Buckenberg – Haidach und Hagenschieß.

### Ver- und Entsorgung
Das Heizkraftwerk Pforzheim in der Pforzheimer Oststadt erzeugt überwiegend in Kraft-Wärme-Kopplung Strom und Fernwärme. Betrieben wird es von der Heizkraftwerk Pforzheim GmbH. Mit jährlich 270 Millionen Kilowattstunden hat das Kraftwerk den größten Anteil an der Pforzheimer Stromversorgung. Seine elektrische Leistung beträgt 102,6 MW, seine thermische Leistung 212 MW brutto. Das Heizkraftwerk wurde 1964 in Betrieb genommen und in mehreren Baustufen auf den heutigen Stand ausgebaut. Zuletzt wurde es 2004 von der Schweizer Colenco Power Engineering AG modernisiert.
Die erste Kläranlage in Pforzheim wurde 1912 für 100.000 Einwohnerwerte (EW) in Betrieb genommen. Die heutige Anlage wurde 1958 gebaut und seitdem mehrfach erweitert. Inzwischen hat sie eine Ausbaugröße von 250.000 EW und seit 2021 eine Vierte Reinigungsstufe zur Beseitigung von Spurenstoffen.

## Persönlichkeiten

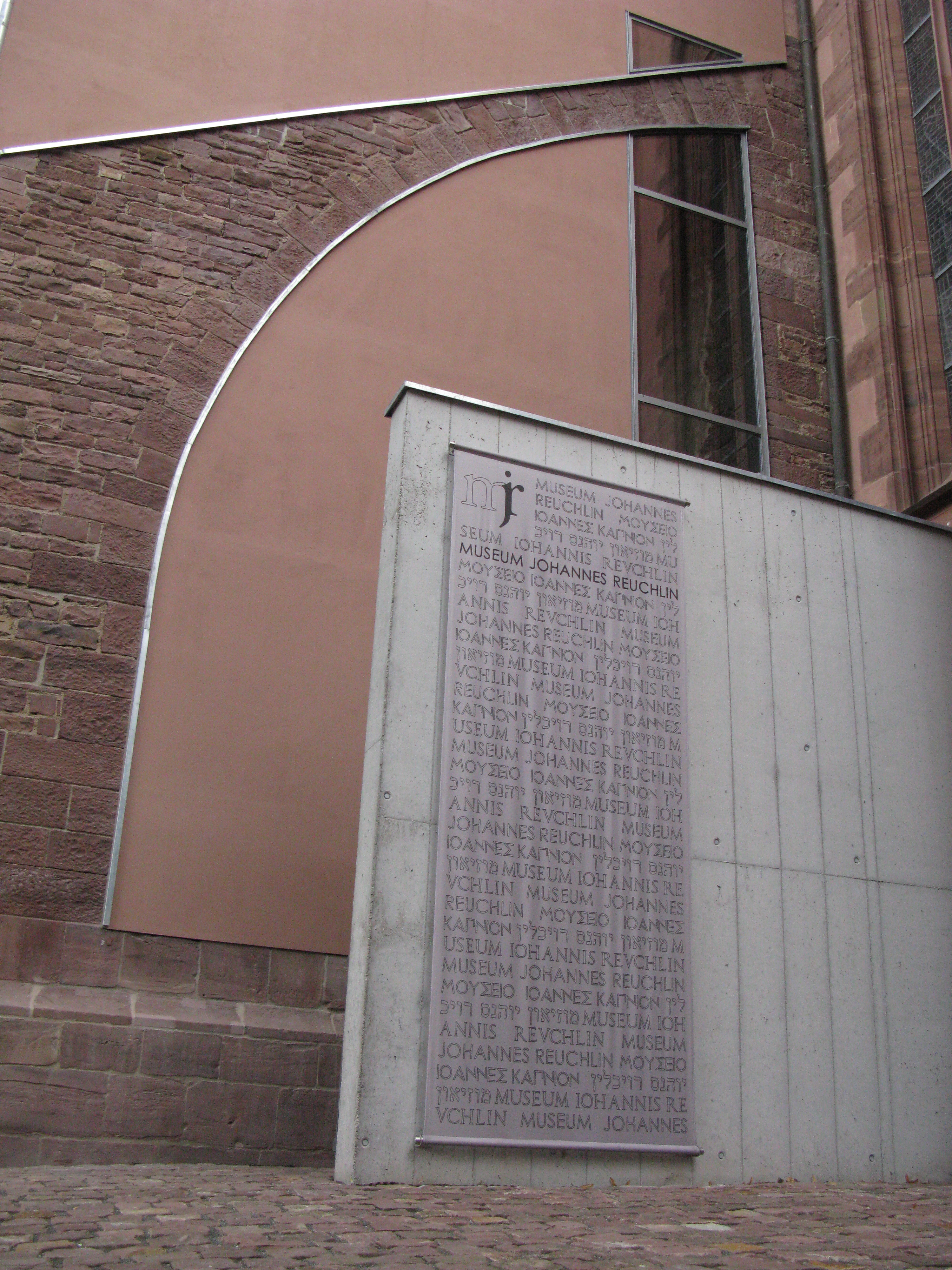
Neues Reuchlin-Museum

Eine Übersicht über die Ehrenbürger der Stadt Pforzheim sowie von weiteren Personen, die in Pforzheim geboren sind oder mit der Stadt in Bezug stehen, findet sich in der Liste von Persönlichkeiten der Stadt Pforzheim.
Zu den in Pforzheim geborenen und besonders bekannt gewordenen Persönlichkeiten zählen unter anderem der Philosoph und Humanist Johannes Reuchlin, der Chemiker Heinrich Otto Wieland (Nobelpreis 1927), der Boxer René Weller, der Digitalkunstpionier Manfred Mohr sowie der frühere baden-württembergische Ministerpräsident Stefan Mappus. In den USA wurde der Pforzheimer Christopher Bechtler bekannt, der die ersten standardisierten Golddollar herstellte. Pforzheim war Ziel der ersten Autofernfahrt der Geschichte durch die in Pforzheim geborene Bertha Benz, die ohne das Wissen ihres Mannes zusammen mit ihren Söhnen dessen Fahrzeug für einen Besuch bei ihren Eltern nutzte.